# Saarbrücken

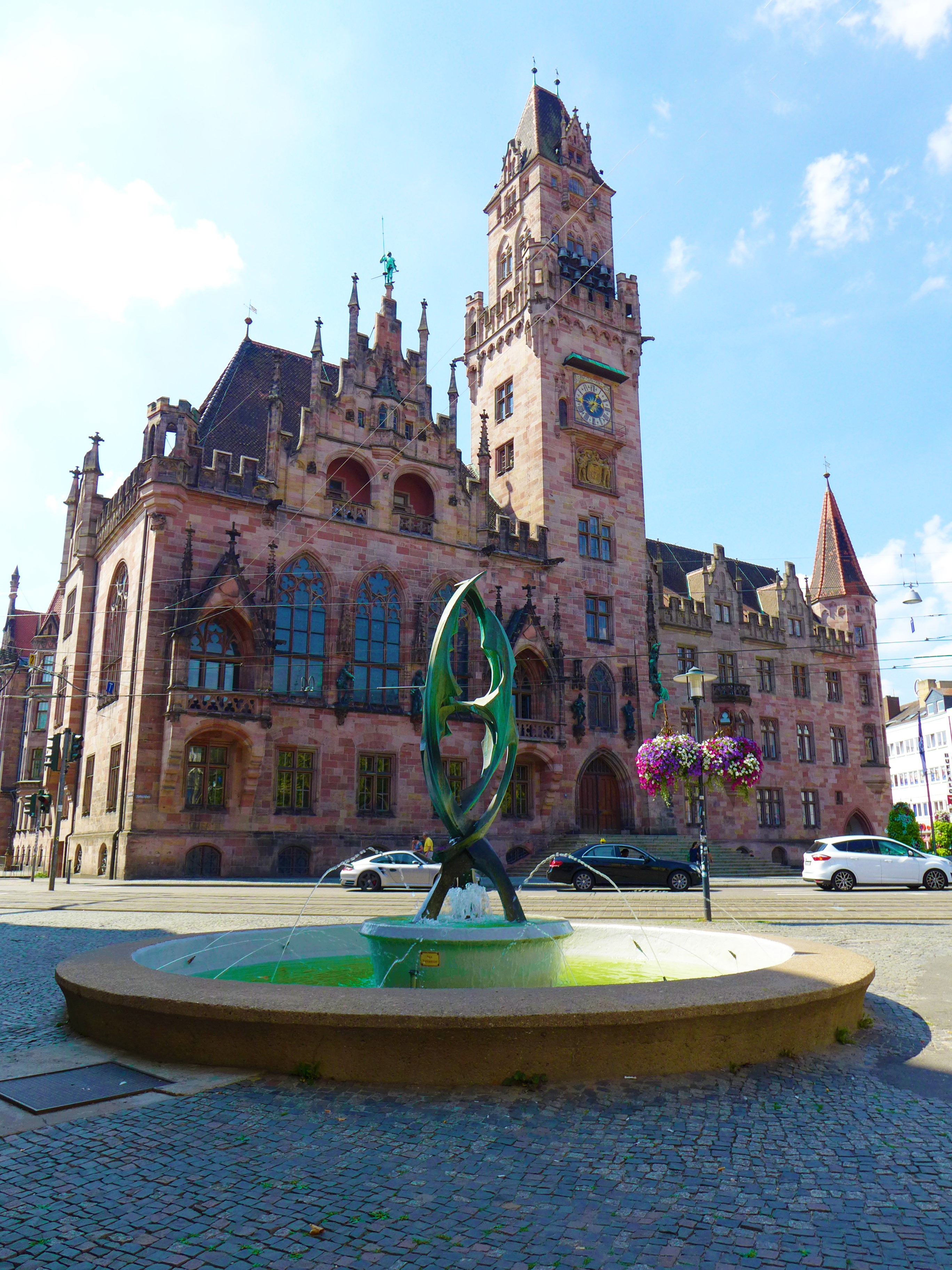
Rathaus St. Johann mit Phönixbrunnen

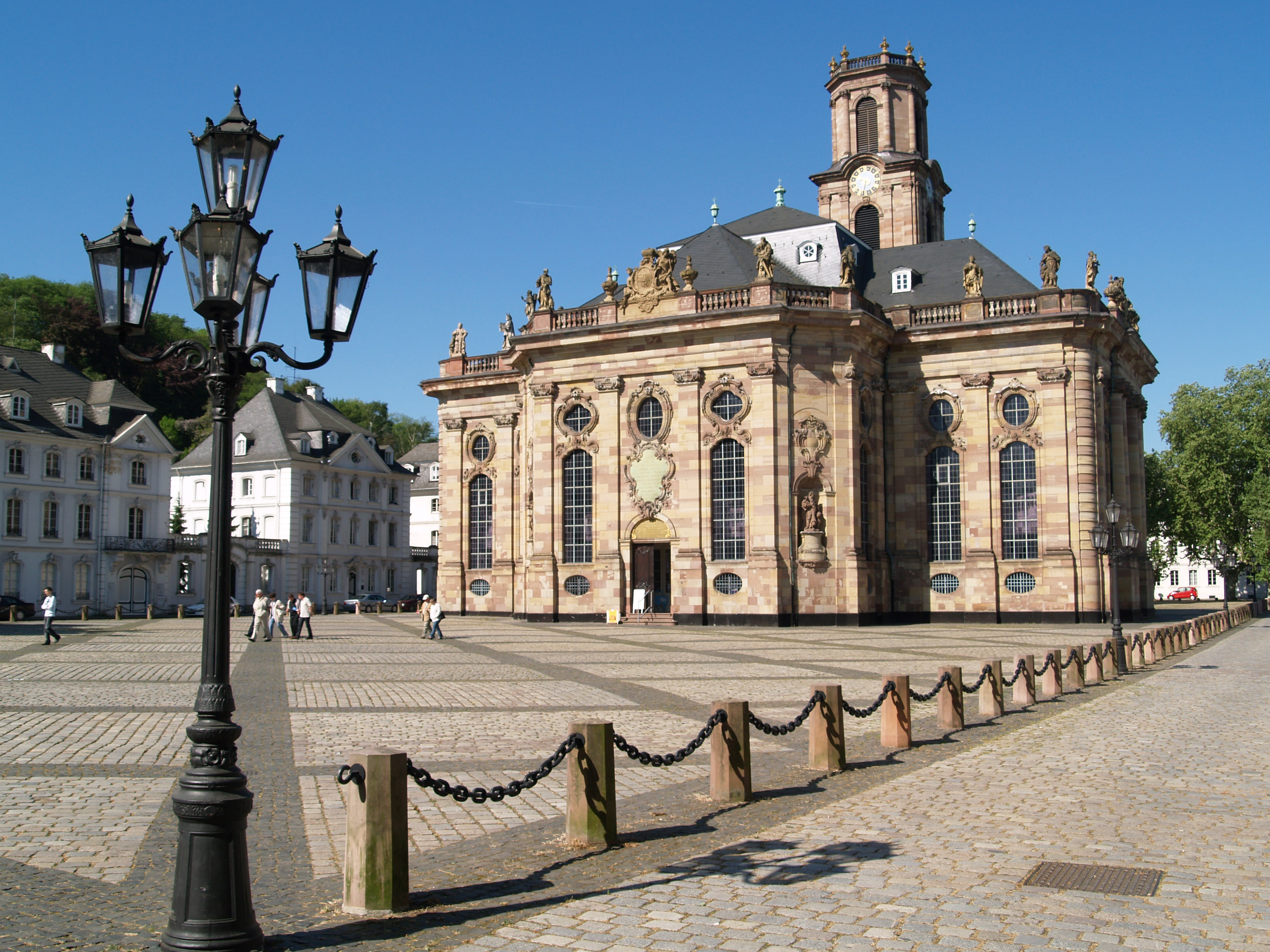
Ludwigskirche in Alt-Saarbrücken

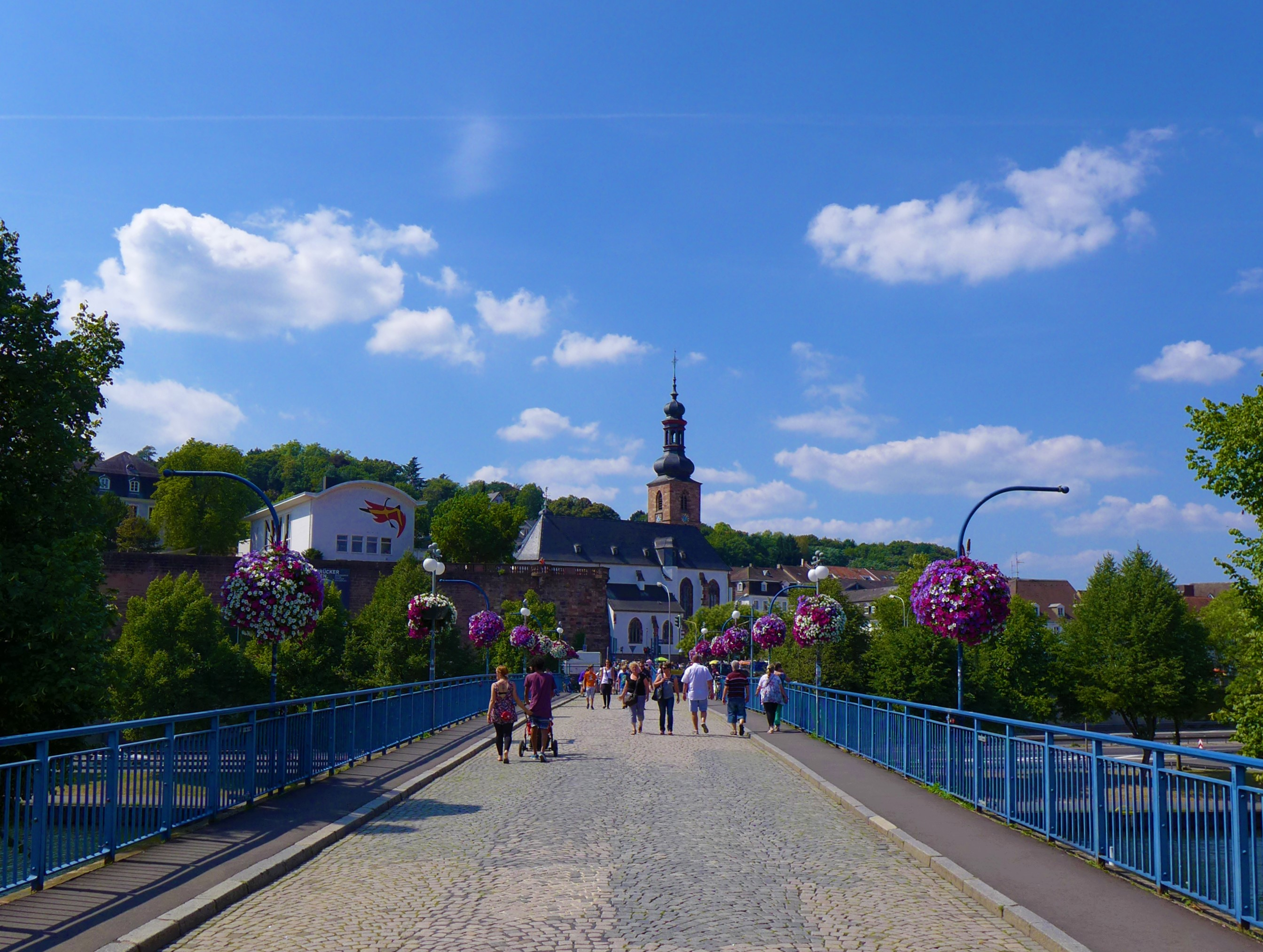
Blick von St. Johann über die Alte Brücke nach Alt-Saarbrücken mit Schlossfelsen und Schlosskirche

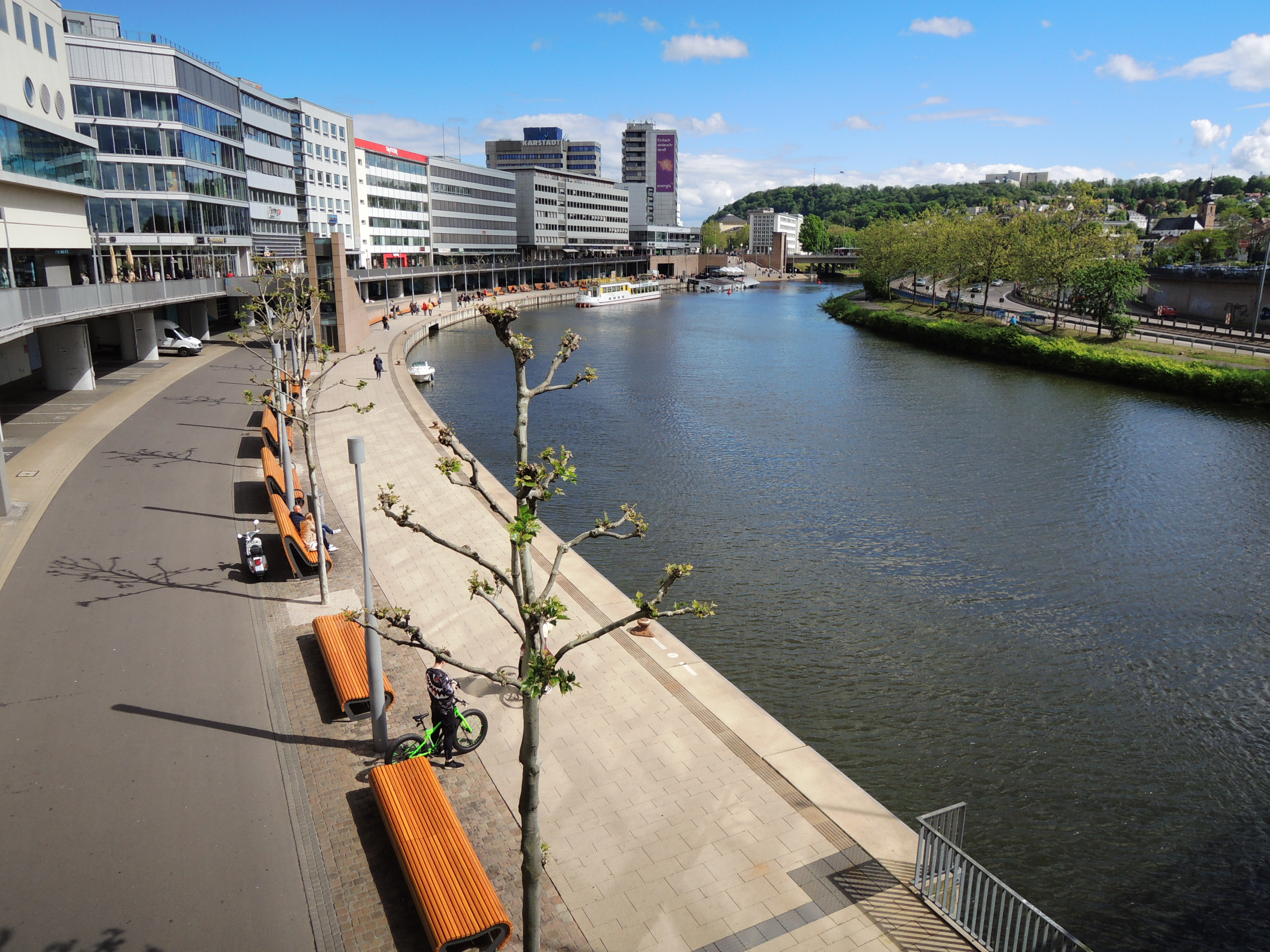
Berliner Promenade am Saarufer mit Blick auf den Winterberg

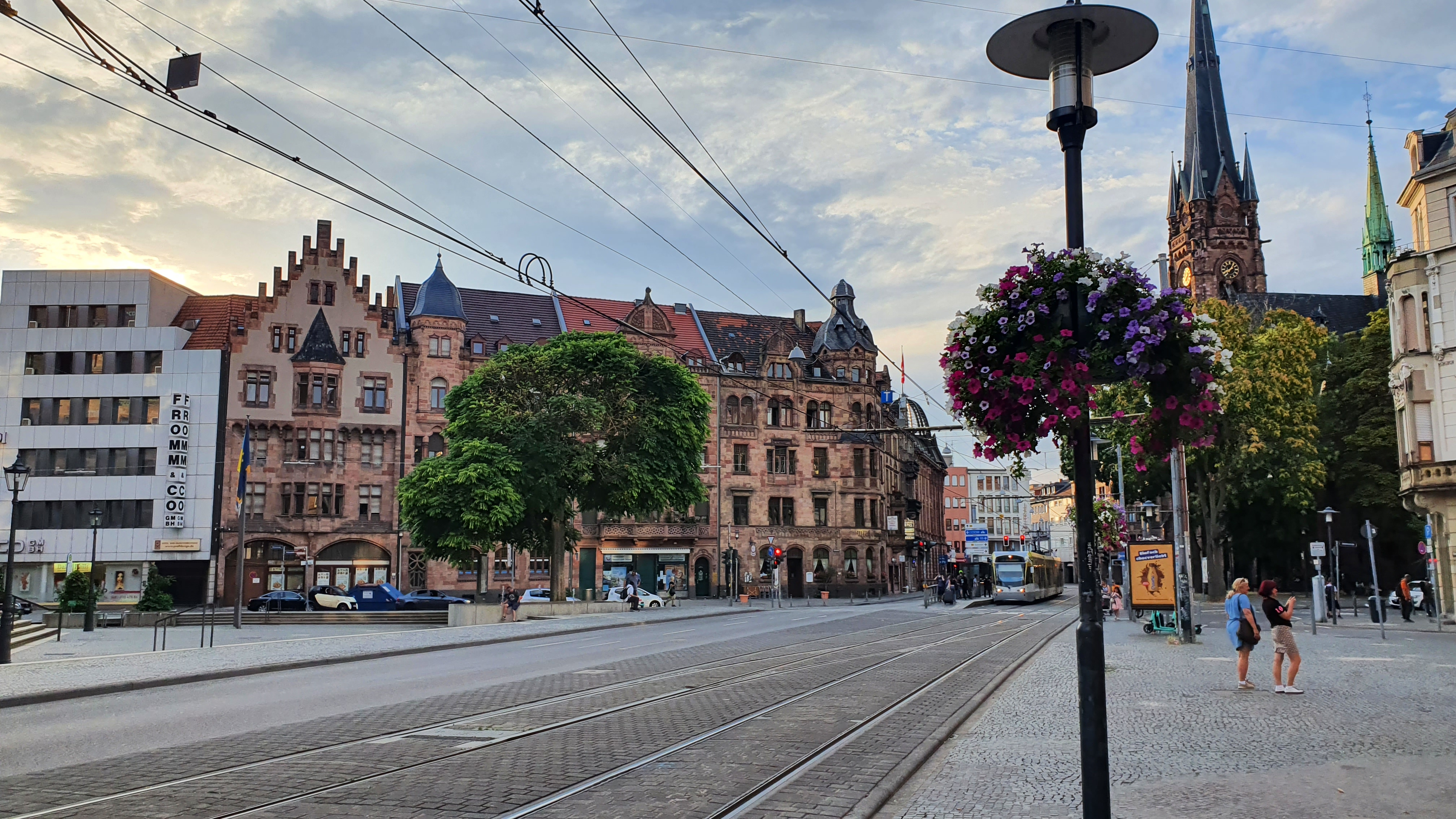
Der Rathausplatz in Saarbrücken

Saarbrücken (ⓘ, rheinfränkisch Sabrigge, ⓘ) ist die Landeshauptstadt des Saarlandes und mit 182.971 Einwohnern zugleich dessen größte Stadt und einzige Großstadt.
Die Universitätsstadt liegt an der Saar und entstand im Jahr 1909 aus dem Zusammenschluss der drei bis dahin selbständigen Städte Saarbrücken (Stadterhebung 1322), St. Johann a. d. Saar (Stadterhebung 1322) und Malstatt-Burbach (Stadterhebung 1874). Saarbrücken ist Zentrum und Regiopole eines Ballungsraumes, der sich über die saarländisch-lothringische Grenze hinaus erstreckt, und steht hinsichtlich seiner Bevölkerungszahl an 43. Stelle der größten Städte der Bundesrepublik Deutschland. Mit ihrer Lage  an der deutsch-französischen Grenze zum Département Moselle ist sie die einzige deutsche Landeshauptstadt mit direkter Grenzlage. Im grenzüberschreitenden Großraum Saarbrücken (Einzugsgebiet 45 Minuten) wohnen über 1,5 Millionen Menschen.
Als Sitz der Landesregierung, des Landtags und zahlreicher Landesbehörden ist Saarbrücken das politische Zentrum des Saarlandes. Die Stadt ist Sitz des Regionalverbandes Saarbrücken, eines Kommunalverbandes besonderer Art (§ 209 KSVG). Darüber hinaus ist Saarbrücken das wirtschaftliche und kulturelle Zentrum des Saarlandes.

## Sprachliches

### Stadtname

#### Erklärung
Im Jahr 999 wird der Ortsname urkundlich zuerst in der Form „Sarabruca“ genannt. Im Jahr 1065 dann „Sarebrucca“ und 1126 „Sarebrugge“. Der Name der Stadt bedeutet genau das, als was er heute erscheint: Eine Brücke über die Saar. Der Name geht auf ein frühalthochdeutsches *Sara-bruggja zurück. Im späten 8. Jahrhundert schwand das „j“ (Frühalthochdeutsch *bruggja < althochdeutsch brugga < mittelhochdeutsch brücke, brucke < neuhochdeutsch Brücke). Das Wort „Brücke“ kann hier aber auch Landungsbrücke, Landungssteg oder Pier bedeuten. Eine steinerne Brücke über die Saar, die sogenannte Alte Brücke, die den St. Johanner Markt und den Saarbrücker Schlossplatz verbindet, wurde 1546/47 unter Graf Philipp II. erbaut, nachdem Kaiser Karl V. den Fluss an dieser Stelle wegen Hochwassers mehrere Tage lang nicht überqueren konnte. Nach der etwas weiter flussaufwärts gelegenen Römerbrücke, die im frühen Mittelalter verfiel, war die Alte Brücke nach Jahrhunderten die erste Saar-Brücke vor Ort.
Bei dem zugrundeliegenden Flussnamen Saar handelt es sich um einen vorgermanischen Gewässernamen, der sich von indogermanisch *Sarawa ableitet. Er setzt sich zusammen aus der indogermanischen Wurzel *sor-, *sar- (deutsch: strömen) mit dem Suffix -ava. Das erste Element des Ortsnamens („Saar“) ist nach den Regeln der germanischen und deutschen Wortbildung das determinierende Bestimmungswort, das das Grundwort („Brücke“) näher eingrenzt.
Der moderne Stadtname auf „-en“ entstand aus der dativischen Bezeichnung *bi der Sarebrücken (deutsch: bei der Saarbrücke). Eine ähnliche Endungsentwicklung gibt es auch bei Orten der Umgebung, die aus Gewässernamen, Flurnamen und Stellennamen entstanden: etwa Bliesbrücken (bei der Bliesbrücke), Bliesen (am Fluss Blies), Differten (bei der tiefen Furt der Bist), Wadern (am Watt der Wadrill).
Es ergeben sich nun zwei Möglichkeiten zur Motivation der Ortsbenennung:
- Die germanisch-fränkische Ortsbenennung des ursprünglich römischen Vicus an der alten Saarbrücke ist bei einer Verlegung des Ortszentrums an den heutigen Burg- bzw. Schlossfelsen saarabwärts mitgewandert.
- Der Ort erhielt seinen Namen von einer Landungsbrücke an der Saar, vermutlich im Bereich des jetzigen Neumarktes, seinen Namen.[2][3]

Erklärungen des Stadtnamens, die auf einen keltischen Ursprung abheben, gelten als veraltet.

#### Fremdsprachliche Bezeichnungen
In einigen anderen Sprachen wird das Wort für Saarbrücken dem Klang nach, in einigen mit der wörtlichen Übersetzung des Bestandteils -brücke gebildet. In vielen Sprachen lautet der Name auch schlicht „Saarbrucken“. Einige davon abweichende Formen sind heute mehr, einige weniger gebräuchlich.
| Sprache        | Name        | Gebräuchlichkeit  |
| -------------- | ----------- | ----------------- |
| Französisch    | Sarrebruck  | ausschließlich    |
| Luxemburgisch  | Saarbrécken | ausschließlich    |
| Niederländisch | Saarbruggen | neben Saarbrücken |
| z. B. Englisch | Saarbrücken | neben Saarbrucken |

### Einwohner
Die Einwohner der Stadt werden „Saarbrücker“ (im rheinfränkischen Dialekt „Saarbrigga“, im moselfränkischen Dialekt „Saarbrekger“) genannt, nicht, wie oft angenommen, „Saarbrückener“. Gleiches gilt für das zugehörige Adjektiv; so heißt es beispielsweise „Saarbrücker Zeitung“ und „Saarbrücker Zoo“.

### Dialekt
Sprachgeschichtlich kommt es zwischen dem Ende des 17. und der Mitte des 19. Jahrhunderts auf Grund der wechselnden politischen Einflüsse zu einer Verschiebung vom ursprünglich moselfränkischen hin zum heute gebräuchlichen rheinfränkischen Dialekt, schließlich zu einem einheitlichen Stadtdialekt, dem Saarbrigga Platt.

## Geographie

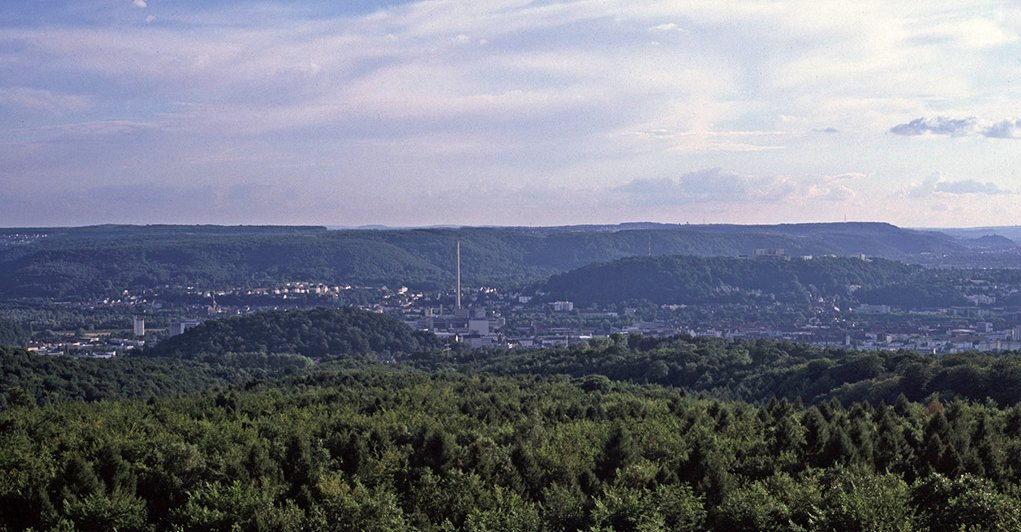
Saarbrücken im Saartal zwischen Schwarzenberg (Vordergrund) und Stiftswald

### Naturräumliche Gliederung
Im Bereich des heutigen Stadtgebietes Saarbrückens herrscht folgende naturräumliche Gliederung vor:

#### Saarbrücker Talweitung
Die 4 km breite und 10 km lange Talweitung der Saar im Mittleren Buntsandstein ist ein von bewaldeten Höhen umrahmtes, klimatisch begünstigtes, asymmetrisches Becken. Durch die Einmündung zahlreicher Seitentäler ist die Saarbrücker Talweitung mit den angrenzenden Räumen verbunden:
- im Norden und Osten mit dem Saarkohlenwald und dem Saarbrücken-Kirkeler Wald
- im Südosten mit den offenen Ackerebenen des Saar-Blies-Gaues und dem sich am gegenüberliegenden Ufer des Güdinger Saartales erhebenden, bewaldeten Steilabfall der Spicherer Höhen
- im Süden die Saarbrücken-Forbacher Senke
- im Südwesten die bewaldeten Höhen des Warndts

Die breite Sohle und die weiten Flachhänge des Tales sind fast ganz von der Siedlungs- und Industriefläche der Stadt Saarbrücken bedeckt. Die untere Talsohle (190 m) ist etwa ein km breit und grenzt im Südwesten an einen 60 m hohen Steilanstieg, der durch kleine Trockentäler gegliedert ist (Reppersberg und Triller). Dieser Steilanstieg wird vom Winterberg (301 m), einer isolierten Kuppe mit einem Dach aus Kordeler Sandstein, überragt.
Am Ostrand der Talsohle erheben sich die beiden ähnlich aufgebauten Kuppen des Halberges (270 m) und des Kaninchenberges (266 m) im Mündungsbereich des Scheidterbaches. Der Scheidterbach hat mit dem Saarbach (Fechinger Bach) einen ausgedehnten Schwemmkegel in den Ausgangstaltrichter vorgebaut. Im Süden brechen die Spicherer Höhen in einem 120 m hohen Steilhang mit überhängenden Felsen im Buntsandstein unvermittelt gegen die Saar ab. Der im Norden langsam zum Saarkohlenwald ansteigende Gegenhang (200–240 m) zu den Spicherer Höhen ist durch enge Ausgänge der beiden Kohlentäler und kurze Kerbtäler in Buntsandsteinsporne und breite Geländerücken zergliedert. Die Geländerücken tragen zwei Niveaus ausgedehnter Flussterrassen. Der ehemals windungsreiche Lauf der Saar wurde durch Kanalisierung begradigt und im Gefolge von Straßenbaumaßnahmen mehrfach verlegt.
Die alten Siedlungskerne der heutigen Großstadt Saarbrücken liegen auf der nur wenig erhöhten Niederterrasse und der benachbarten Terrassenleiste. Die Siedlungen dehnten sich zuerst über die ganze Talsohle, dann über die umliegenden Hänge aus. An den Hängen fanden neuere Wohngebiete ihren Platz. Die anmoorigen Hochflutrinnen wurden anfangs unbesiedelt gelassen. Im engen, heute kanalisierten Bett der Saar kann das Hochwasser infolge des großen Wasserdrucks bis zu 6 m steigen und überschwemmt dann die längs des Ufers in den 1960er Jahren gebaute Stadtautobahn. Der südöstliche Teil der Talniederung wird von Fettwiesen eingenommen. Die Werksanlagen der Burbacher Hütte beherrschten früher das Stadtgebiet im Westen, die der Halberger Hütte am Ausgang des Scheidterbachtales im Osten. Die steilen Randhöhen der Saartalweitung weisen Parkanlagen und Wälder auf: Halberg, Kaninchenberg, Winterberg und Zoogelände unterhalb des Eschberges.

#### St. Johanner Wald und Scheidter Berg
Von Wäldern umgebene offene Platten bzw. waldbedeckte Rücken und Kuppen, die nach allen Seiten steil abfallen, und tiefeingeschnittene, steilwandige Täler werden nach Süden gegen den Saar-Blies-Gau abgegrenzt. Das Scheidterbachtal bildet die Verbindung zwischen dem Mittleren Saartal im Südwesten und der St. Ingbert-Kaiserslauterer Senke im Nordosten.
Schmalsohlige Täler sind mit bis zu 100 m hohen Wänden in den Buntsandstein eingekerbt. Im dicht besiedelten Scheidterbachtal verläuft der alte Verkehrsweg der napoleonischen Kaiserstraße. Abseits davon liegt das Grumbachtal. Die Platten werden von Flächen aus Kordeler Sandstein bedeckt. Zu den waldlosen Inseln aus Muschelsandsteininseln zählen der Scheidter Berg (340 m) und der Eschberg (350 m). Dem Steilabfall des Eschberges am Rande der Saarbrücker Talweitung sind zwei kleinere Kuppen vorgelagert. Schwarzenberg (377 m), Bartenberg (359 m) und Gehlenberg (359 m) sind auf der Wasserscheide zwischen Scheidterbach und Saar nach Norden gegen die Neuweiler-Spiesener Höhe vorgeschoben und überragen diese in Steillagen bis zu 100 m. Auf dem ehemals als Ackerland genutzten Eschberg entstand in den 1960er Jahren das Wohnviertel Eschberg. Die ehemalige Streuobstfläche des Scheidter Berges ist heute größtenteils überbaut. Von Buchenhochwald bestanden ist der Halberg. Das wald- und wiesenreiche Grumbachtal dient der Naherholung. Das Scheidterbachtal ist durch alte Siedlungskerne und ausgedehnte Industrieanlagen umgestaltet.

#### Saarkohlenwald
Das niederschlagsreiche Gebiet ist ein stark gekammertes und reliefiertes bewaldetes Bergland, das überwiegend durch parallele Längstäler kräftig zerschnitten wird und von geschlossenen Siedlungen durchzogen ist. Im Nordosten geschieht dies durch das Quertal der Blies, im Nordwesten durch das Köllertal. Das mittlere Saartal bildet die südliche Begrenzung, die südöstliche ist die St. Ingbert-Kaiserslauterer Senke (192 m). Das Gebiet stößt an den Saarbrücken-Kirkeler Wald und im Norden an das Prims-Blies-Hügelland. Die Höhen erreichen ein durchschnittliches Niveau von 350 bis 400 m Höhe. Höchster Punkt ist dabei die Göttelborner Höhe (444 m) auf der Hauptwasserscheide zwischen Saar und Blies. Die zur Saar entwässernden Täler sind auf 210–250 m eingetieft und durch quer- und längs verlaufende Wasserscheiden scharf voneinander getrennt. Das sich in südwest-nordöstlicher Richtung ausdehnende Bergland ist 8 km lang und 20 km breit. Die Kohlentäler, die zur Saar hin ausgerichtet sind, folgen dem langsamen Absinken des Hauptsattels unter den Buntsandstein und reißen die flözführenden Schichten auf. So wurde der historische Kohlenabbau möglich und die Saarindustrie konnte hier beginnen. Durch großflächige Wiederaufforstungsgebiete aus Buchen und Nadelbäumen werden die Siedlungen begrenzt.

#### Kohlentäler
Im niederschlagsreichen Kernraum des Saarkohlenwaldes, der von Höhen umrahmt und durch Paralleltäler stark reliefiert ist, wird die Waldbedeckung eng verzahnt mit dichter Besiedelung und Industrieanlagen. Der Bereich öffnet sich im Süden zur Saarbrücker Talweitung, im Nordosten ist er durch einen Querrücken vom Neunkircher Talkessel abgegrenzt, nach Norden ist er durch eine breite Pforte mit dem Prims-Blies-Hügelland verbunden.
Die beiden Kohlentäler des Sulzbaches und des Fischbaches (240–190 m) sind schmalsohlig in Schiefertone, Tonsteine und feinkörnige Sandsteine der Saarbrücker Schichten um 100–150 m eingetieft. Dabei legen sie die darin enthaltenen Kohlenflöze frei. Fischbachtal und Sulzbachtal werden durch einen langgestreckten Höhenrücken (307–360 m) aus Sandsteinkonglomeraten voneinander geschieden. Auf dem Höhenrücken bündelt sich der Straßenverkehr vom Saartal nach Nordosten (alter Rennweg, heute Grühlingstraße). Der Schienenverkehr führt durch die beiden Seitentäler der Saar. Der Höhenrücken ist an den breitgewölbten bis scharfgratigen Querriegel im Nordosten angebunden, der die Hauptwasserscheide zwischen Saar und Blies bildet. Er erreicht mit dem Hoferkopf eine Höhe von 403 m und mit der Erkershöhe eine Höhe von 397 m. Der Höhenrücken ist von der Göttelborner Höhe (444 m) durch die weiträumigen Ursprungsmulden des Fischbaches getrennt. Der Fischbach wird durch zahlreiche Bäche und Gerinne gespeist, die am Holzer Konglomerat entspringen. Die weitgeschwungenen Hänge des Sulzbachtales sind durch kurze Kerbtälchen untergliedert. Im Unterlauf des Sulzbaches schneidet er eine in das Kohlengebirge eingelagerte Buntsandsteinscholle an und bildet einen weiten Kessel, in dem der Ort Dudweiler liegt.

#### Höhendimensionen
Der niedrigste Punkt des Stadtgebietes liegt mit 178,5 m ü. NHN an der Schleuse Luisenthal. Der mit 401 m ü. NHN höchste Punkt befindet sich am Steinkopf, nördlich des Flughafens Saarbrücken.

### Böden
Nach der ersten Eiszeit begannen die Saar, der Fechinger Bach, der Scheidterbach, der Sulzbach und der Fischbach den Saarbrücker Talgrund im weichen Buntsandstein auszuspülen. Die Zuflüsse der Saar brachten aus ihrem Einzugsbereich Geröll und Sand mit. Auch die Saar selbst bewegte eine immense Schotterlast. Nach den drei Nacheiszeiten war das spättertiäre Saartal am Ort des heutigen Saarbrücken auf 4 km aufgeweitet und mehrfach durch Wassererosion umgestaltet worden. Dabei waren der Kaninchenberg und der Halberg als Auslieger herauspräpariert worden. Im ständig bewegten Talgrund wurden breite Schotterfluren aufgeschüttet und umgelagert. In den trockeneren Zeitabschnitten grub sich der Saarhauptlauf tief in das angeschwemmte Schotterbett ein und schuf so in mehreren Schüben die heute noch erkennbaren Flussterrassen.
Auf der ausgeräumten Buntsandsteinsohle bilden heute sandige Kiesgerölle die Aue und die nur wenig erhöhte Niederterrasse, die im Zentrum der Saarbrücker Talweitung über 1 km breit ist. Die Kiesgerölle habe eine Mächtigkeit von 2 bis 5 m. Nachdem sich die zunächst wild dahinschießenden Wassermassen verlangsamt hatten, lagerten sich feinste Mineralteilchen ab und bildeten Auenlehme, die der wiederaufkommenden Pflanzenwelt ein gutes Startsubstrat boten. Bis auf unscheinbare Reste sind heute die sandigen Kiesböden mit den Auenlehmdecken der Niederterrassen sowie die geröllreichen Lehmsandböden der Mittel- und Hochterrassen völlig von Bebauung überdeckt. Durch mehrmaligen Um- und Ausbau der Saar ist die ehemalige Flussaue überdeckt und verändert. Sowohl der steile Süd- und Westhang, als auch der flach geneigte Nord- und Osthang der Saarbrücker Talweitung ist siedlungsmäßig bebaut.
In den Stadtteilen Malstatt, Burbach und Altenkessel herrschen infolge des Karbon-Untergrundes tonige Parabraunerden, lehmiger Feinsand und sandig-schluffiger Lehm vor. In den Hanglagen von St. Johann, Alt-Saarbrücken, St. Arnual, im Scheidter Tal und am Südhang von Dudweiler finden sich leichtere, durchlässigere Böden wie anlehmiger Sand und lehmiger Feinsand im Bereich des mittleren Buntsandsteins. Der Eschberg bildet eine inselartige Ausnahme. Hier haben sich basenreiche, tonig-lehmige Kalkbraunerden aufgrund der Muschelkalk-Auflage entwickelt. Auf dem Scheidter Berg, dem Fechinger Berg, dem Güdinger Berg und dem Bübinger Berg, in Ensheim, in Eschringen, in Bischmisheim und am Bübinger Hang findet sich die gleiche Bodensituation. Eine nährstoffreiche Parabraunerde, die aus diluvialen und alluvialen Sedimenten gebildet wurde, findet sich in den Stadtteilen Fechingen, Brebach und Güdingen.

### Vegetationsgeschichte
Saarbrücken mit seinem humiden Klima wäre ohne den Einfluss des Menschen außerhalb der Hochflutrinnen der Saar und der Felsstandorte ein nahezu geschlossenes Waldgebiet. Die Geschichte der Vegetation nach der letzten Eiszeit ist durch Pollenanalyse erschlossen. Der Entwicklungsbogen spannt sich von der baumlosen Tundra bis zum entwickelten Hochwald. Früher noch datieren archäologische Funde aus der ersten Zwischeneiszeit (ca. 600.000 bis 550.000 v. Chr.). In einer im Jahr 1927 bei Spichern entdeckten Höhle aus der Altsteinzeit fanden sich neben Knochenresten aus der Jagdbeute auch bearbeitetes Holz und Holzkohlenreste. Das Holz stammt von Fichten (Picea), Weißtannen (Abies) und Kiefern (Pinus). Diese Holzfunde sind ein Hinweis darauf, dass zu dieser Zeit Saarbrücken einen hohen Anteil an immergrünen Nadelhölzern mit nordischen Charakterzügen aufwies.
Um 10.000 v. Chr., als die zeitlich längste und räumlich ausgedehnteste Vereisung (Würm-Eiszeit, Dauer 120.000 Jahre) zu Ende ging, fehlte im Gebiet des heutigen Saarbrücken annähernd jede höhere Vegetation. Die Landschaft wies ein tundrenähnliches Pflanzenkleid mit Seggenrieden, Zwergsträuchern, Rasen- und Wasserpflanzengesellschaften auf. Mit zunehmender Temperatur folgte eine krüppelwuchsreiche Wald- und Baumtundra mit robusten Pioniergehölzen, wie Weide, Birke und Kiefer.
Während einer Zeit, in der die Höhen der benachbarten Vogesen und die Schwarzwaldgipfel noch dauerhaft verschneit waren, entwickelte sich im Gebiet des heutigen Saarbrücken ein lockerer, lichter Wald mit Birke, Kiefer und Weide und vereinzelten Eichen. Mit zunehmender Wärme fand der Haselnussstrauch rasch Eingang und bildete bald eine dichte Strauchschicht in den lockeren Waldbeständen. An nährstoffreichen Standorten siedelte sich die Esche an. In versumpften Senken und an Altarmen der Saar gesellte sich zur Weide die Erle, sodass sich bald dichte Bruchwälder bildeten.
Um 8000 v. Chr. begünstigte eine regenärmere Periode die Ausbreitung der Kiefer, die bis 7000 v. Chr. im Saarbrücker Raum die beherrschende Baumart wurde. Mit der Zunahme von Niederschlägen infolge eines verstärkten atlantischen Einflusses nahmen die Anteile von Erle, Esche, Eiche, Ulme, Linde und Ahorn zu, deren Samen durch Wind und Waldtiere leicht und weit verbreitet wurden. Anstelle der bisher vorherrschenden Kiefernwälder bildete sich ein sommergrüner Eichenmischwald, was auch durch einen archäologischen Fund aus Burbach belegt ist.
Hier fand man bei Verlegungsarbeiten an der Saar den Hornzapfen eines Auerochsen aus dem Zeitraum 5500–4000 v. Chr. mit eingewaschenem Uferschlamm. Der Saarschlamm wies Pollenanteile von Eiche (18 %), Linde (24 %), Birke (19 %), Kiefer (27 %), Erle und Hasel (7 %) sowie 5 % unbestimmbare Reste auf.
Als um 3000 bis 2500 v. Chr. die Temperatur leicht zurückging und es zu höheren Niederschlägen kam, wanderte die bereits im Tertiär vorhandene Buche wieder in den Saarbrücker Mischwald ein und eroberte allmählich den größten Teil der Waldflächen zulasten von Esche, Ulme, Linde und Ahorn.
Menschlicher Einfluss auf die Vegetation wird im heutigen Saarbrücken ab dem Beginn der Jüngeren Steinzeit (4000 bis 1800 v. Chr.) nachweisbar. Pollendiagramme deuten mit Wildkräuterpollen (Gänsefuß-, Beifuß-, Wegerich- und Ampfergewächse) auf zunehmenden Wanderfeldbau hin. Dies wird auch durch aufgefundene Steingeräte aus dieser Zeit belegt, die in größerer Zahl aufgefunden wurden. Mit Hilfe dieser Steingeräte rodeten die Menschen nun zunehmend Waldflächen in den Flussniederungen der Saarbrücker Talweitung, um an deren Stelle Wanderfelder anzulegen.
Da eine Düngung oder ein Fruchtwechsel der angelegten Felder unterblieb, wurden diese nach Auszehrung der Böden aufgegeben und an anderer gerodeter Stelle eine neue Anbaufläche geschaffen. Auf den aufgelassenen Ackerflächen siedelten sich zunächst eine Wildkrautflora sowie nach und nach Salweide, Aspe, Birke und Hasel an. Um etwa 1000 v. Chr. drang von Osten her die Hainbuche vor. In der Bronzezeit setzte sich der Wanderfeldbau fort, worauf Funde von Bronzebeilen aus der Saarbrücker Tallage hinweisen.
Mit dem Ende der Bronzezeit um 800 v. Chr. kühlte das Klima nochmals ab und die Niederschläge nahmen zu. In dieser Phase breitete sich im Saarbrücker Gebiet die Buche weiter aus. Diese Phase dauert bis in unsere Tage an.

### Aktuelle Vegetation
Im Saarbrücker Stadtgebiet ist heute aufgrund des massiven Einflusses des Menschen keine natürliche Vegetation mehr zu finden. Gärtnerische Kulturen bestimmen das Stadtbild in Straßen, Gärten, Parks und Grünanlagen. Die Erschließung des geschlossenen Waldlandes, in dem durch großflächige Rodungen bis ins späte Mittelalter zwei Drittel des ursprünglichen Waldes abgeholzt wurden, veränderte die Vegetation Saarbrückens maßgeblich. Die gewonnenen Flächen wurden als Äcker, Wiesen und Weiden genutzt. Weiterer Raubbau am Wald unterblieb in Saarbrücken weitgehend. Abgesehen von den Rodungen am Rodenhof (= Rodungshof) wurden der St. Johanner Wald und die großen fürstlichen Waldungen des Saarkohlenwaldes durch Auflagen der Dynastie Nassau-Saarbrücken weitgehend erhalten. Bis heute ist Saarbrücken außerhalb der Saartalweitung von dichten Wäldern mit dominierender Buchenvegetation umgeben. Auch Eiche und Bergahorn gedeihen hier gut. In Frostmulden sind Hainbuchen vermehrt anzutreffen. An kleinen Bachgerinnen wächst ein artenreicher Bach-Eschenwald.
Mit der Einführung einer gezielten, forstwirtschaftlichen Planung veränderte auch der Wald um Saarbrücken sein Aussehen. Durch großflächige Pflanzungen mit nichteinheimischen Baumarten (Fichte, Douglasie, Lärche), planmäßige Schlagführungen und gelenkte Naturverjüngung entstanden gleichartige und altersgleiche Waldteile mit hoher Schadensanfälligkeit. Diese Monokulturen sind zu Gunsten naturgemäßerer Waldwirtschaft aufgegeben worden.
Durch die Industrialisierung seit dem 19. Jahrhundert wurden in einem Zeitraum von 150 Jahren die Gemarkungen von Alt-Saarbrücken, St. Johann, St. Arnual, Malstatt-Burbach, Rodenhof, Jägersfreude und Dudweiler fast vollständig bis an die Waldgrenze bebaut. Landwirtschaftliche Nutzung ist heute nur noch in den später eingemeindeten Stadtteilen Ensheim, Eschringen, Bischmisheim, Bübingen, Güdingen und Fechingen möglich.
Zahlreiche Ackerflächen wurden zu Bauland. Mit dem Einsatz von chemischen Wuchsstoffen und Bekämpfungsmitteln, der Mechanisierung der Landwirtschaft sowie der Aufgabe der überkommenen bäuerlichen Kleinfelderwirtschaft stieg der Ertrag überproportional an, doch kam es zum Verlust zahlreicher Blütenpflanzen (z. B. Kornrade, Kamille, Klatschmohn, Kornblume, gelbe Platterbse). Hinsichtlich der Flora der Wintergetreideäcker auf Kalkböden sind seit etwa 1960 Pflanzen wie die Strahlendolde, der Acker-Steinsame, die Haarige Platterbse, die Haftdolde oder die Schleifenblume ganz verschwunden. Selten geworden sind unter anderem Acker-Hahnenfuß, Breitsame, Sommer-Teufelsauge, Venuskamm und Knollenkümmel. An offenen Weg- und Ackerrainen überleben robustere Arten wie Sichelmöhre, Tännelkraut und Klatschmohn. In nassen Mulden stehen Komplexe von Pfeifengraswiesen mit Sumpfwurz, Kümmelblättriger Silge und gelbem Bergklee. An beschatteten Winkeln gedeiht Akelei. Auf flachgründigen, trockenen Hängen haben sich Halbtrockenrasen mit reichem Blütenflor und Orchideenarten (z. B. Helm-Knabenkraut, Bienenragwurz, Kleines Knabenkraut, Hummelragwurz, Purpurknabenkraut) ausgebildet.
Mit der Ausweisung einer Reihe von nutzungsfreien Naturwaldzellen (z. B. in einem größeren Areal im Steinbachtal zwischen Von der Heydt und Neuhaus) versucht die Landesforstverwaltung zu erforschen, wie und in welchem Zeitraum sich eine potentielle natürliche Vegetation, also eine Pflanzendecke ohne menschlichen Einfluss, auf den weitgehend störungsfrei gehaltenen Naturwaldflächen wieder einstellen wird.

### Klima
Das Klima der Saarbrücker Region ist weitgehend atlantisch geprägt. Maßgebend sind dafür die ständige Westdrift und die relative Nähe zur Meeresküste, die Oberflächenstruktur sowie die nach Nordosten ansteigenden Höhenstufen. Reliefbedingt bestehen aber auch auf engstem Raum Unterschiede. Das tiefliegende Saartal und seine Ränder sind als wärmste Klimazone ausgewiesen. Die Jahresmitteltemperatur beträgt mehr als 8 °C.
Das mittlere Saartal in seiner Südost-Nordwest-Richtung und besonders die Saarbrücker Talweitung liegen im Windschatten der Buntsandstein- und Muschelkalk-Schichtstufe, die den Talzug der Saar an ihrem linken Ufer begleitet. Rechts der Saar erhebt sich hinter dem Weichbild Saarbrückens der Karbon-Sattel. Die Tallage liegt zwischen 170 und 200 m ü. NN. Die Höhenstufen erreichen in den angrenzenden Hochlagen auf beiden Saarseiten 350 bis 400 m. Aus den langjährigen Messdatenreihen (1951–1970) der meteorologischen Beobachtungsstation St. Arnual (191 m ü. NN) lag für die Talzone der Jahresmittelwert der Lufttemperatur bei 9,6 °C. Im Winterhalbjahr waren es 4,3 °C, im Sommerhalbjahr 14,9 °C. Für die Höhenlagen ergaben die Messungen der Flugwetterwarte Ensheim (323 m ü. NN) einen Jahresmittelwert von 8,9 °C (Winterhalbjahr 3,6 °C / Sommerhalbjahr 14,2 °C). Das Jahresmittel der Frosttage mit einer Tagestiefsttemperatur geringer als ±0 °C war für die Tallage mit 74 Tagen, für die Hochlagen mit 84 Tagen registriert. Der Mittelwert der Sommertage mit einer Tageshöchsttemperatur höher als 25 °C lag in der Talzone bei 34 Tagen und auf der Höhe bei 22 Tagen. Von Juni bis August ist es mit durchschnittlich 16,9 °C am wärmsten und von Dezember bis Februar ist es mit durchschnittlich 0,8 °C am kältesten.
In der Höhenströmung überwiegen die Südwestwinde, dicht gefolgt von Windströmungen aus Nordost. Durch den Talverlauf der Saar von Südost nach Nordwest sowie die Leelage des Tales entlang der Schichtstufen wird eine wesentlich veränderte Tal-Windströmung erzeugt. Hier herrschen die Winde aus Südost bis Süd vor.
Die durch die Westdrift herangeführten atlantischen Regenwolken geben erst in der Staulage des Saarkohlenwaldes ihre Niederschläge ab, so dass das mittlere Saartal auffallend trocken ist. Der langjährige Niederschlagsmittelwert (1951–1970) der Station St. Arnual lag mit 790 mm deutlich unter dem Wert der Messstation Ensheim mit 840 mm, aber erheblich unter dem Wert von Göttelborn mit 1140 mm und Kleinblittersdorf mit 1047 mm Niederschlag. Der meiste Niederschlag fällt mit 80 mm im August.
Neben den zusammengefassten makroklimatischen Gegebenheiten sind insbesondere die mesoklimatischen und geländeklimatischen Bedingungen wichtig. Bei trockener Hochdrucklage in Herbst und Winter sind ganz- oder mehrtägig andauernde luftaustauscharme Wetterlagen mit Windstille (Inversion) typisch, wobei eine stabile atmosphärische Schichtung besteht. Mit zunehmender Höhe liegen über der bodennahen Kaltluft unbewegliche wärmere Luftschichten. Die Folgen sind vereinzelt Fröste, Nebelbildung und die Anreicherung schädlicher Abgase und Schwebstoffe in der unteren Luftzone, wovon Siedlungen in den Talzügen und Beckenlagen betroffen sind.
Häufiger sind die kurzzeitigen Bodeninversionen, wenn bei klaren, schwachwindigen Nächten angestaute Kaltluft zu Spätfrösten sowie starker Tau- und Nebelbildung führt. Bei kräftiger horizontaler Luftströmung (advektive Wetterlage) aus Nord bis Ost ist ein ausreichender Luftaustausch im Stadtzentrum Saarbrückens gewährleistet. Durch das Aufsteigen erwärmter Stadtluft bei relativer Windruhe, also bei vertikaler Luftbewegung (konvektive Wetterlage) entsteht eine Sogströmung in der bodennahen Luftschicht, die kühlere Frischluft aus den weniger aufgeheizten Stadtrandgebieten Saarbrückens heranführt.
|                       | Jan  | Feb  | Mär  | Apr  | Mai  | Jun  | Jul  | Aug  | Sep  | Okt  | Nov  | Dez  |   |       |
| Mittl. Tagesmax. (°C) | 3,3  | 5,0  | 9,2  | 12,9 | 17,7 | 20,4 | 22,9 | 23,0 | 18,7 | 13,3 | 7,1  | 4,4  | ⌀ | 13,2  |
| Mittl. Tagesmin. (°C) | −1,4 | −1,1 | 1,7  | 3,9  | 8,1  | 10,9 | 13,0 | 12,9 | 9,8  | 6,1  | 1,8  | −0,2 | ⌀ | 5,5   |
|                       |      |      |      |      |      |      |      |      |      |      |      |      |   |       |
| Niederschlag (mm)     | 69,9 | 59,0 | 64,5 | 56,8 | 74,1 | 77,6 | 78,0 | 59,7 | 66,1 | 81,8 | 84,4 | 93,3 | Σ | 865,2 |
|                       |      |      |      |      |      |      |      |      |      |      |      |      |   |       |
| Sonnenstunden (h/d)   | 1,4  | 2,6  | 3,8  | 5,2  | 6,7  | 6,9  | 7,7  | 7,0  | 5,4  | 3,6  | 1,8  | 1,4  | ⌀ | 4,5   |
|                       |      |      |      |      |      |      |      |      |      |      |      |      |   |       |
| Regentage (d)         | 12,2 | 9,8  | 11,3 | 10,0 | 11,0 | 11,3 | 9,3  | 8,5  | 9,4  | 11,2 | 11,7 | 12,7 | Σ | 128,4 |
|                       |      |      |      |      |      |      |      |      |      |      |      |      |   |       |
| Luftfeuchtigkeit (%)  | 88   | 83   | 77   | 71   | 71   | 72   | 70   | 73   | 78   | 84   | 87   | 88   | ⌀ | 78,5  |

| −1,4 |

| −1,1 |

| 1,7 |

| 3,9 |

| 8,1 |

| 10,9 |

| 13,0 |

| 12,9 |

| 9,8 |

| 6,1 |

| 1,8 |

| −0,2 |

| −1,4 |

| −1,1 |

| 1,7 |

| 3,9 |

| 8,1 |

| 10,9 |

| 13,0 |

| 12,9 |

| 9,8 |

| 6,1 |

| 1,8 |

| −0,2 |

### Stadtgliederung
Das Stadtgebiet von Saarbrücken ist gemäß § 1 der „Satzung über die Einteilung der Landeshauptstadt Saarbrücken in Stadtbezirke“ in die vier Stadtbezirke Mitte, Dudweiler, West und Halberg gegliedert, wobei der Stadtbezirk Dudweiler eine eigene Bezirksverwaltung hat. In jedem Stadtbezirk gibt es einen Bezirksrat und einen Bezirksbürgermeister. Die Bezirksräte sind zu wichtigen, den Bezirk betreffenden Angelegenheiten zu hören. Die endgültige Entscheidung über eine Maßnahme obliegt dann jedoch dem Stadtrat der Gesamtstadt Saarbrücken. Die Stadtbezirke sind in Stadtteile und diese wiederum in Distrikte untergliedert. Die Unterteilung in Distrikte dient jedoch lediglich statistischen Zwecken.

Landeshauptstadt Saarbrücken und Umland

Die Stadtbezirke mit ihrer amtlichen Nummer sowie deren zugehörige Stadtteile
- 1 Mitte: 11 Alt-Saarbrücken – 12 Malstatt – 13 St. Johann – 14 Eschberg – 16 St. Arnual
- 2 West: 21 Gersweiler – 22 Klarenthal – 23 Altenkessel – 24 Burbach
- 3 Dudweiler: 31 Dudweiler – 32 Jägersfreude – 33 Herrensohr – 34 Scheidt
- 4 Halberg: 42 Schafbrücke – 43 Bischmisheim – 44 Ensheim – 45 Brebach-Fechingen – 46 Eschringen – 47 Güdingen – 48 Bübingen

### Nachbargemeinden
- Regionalverband Saarbrücken
  - Großrosseln
  - Heusweiler
  - Kleinblittersdorf
  - Püttlingen
  - Quierschied
  - Riegelsberg
  - Sulzbach/Saar
  - Völklingen
  - Friedrichsthal
- Saarpfalz-Kreis
  - Mandelbachtal
  - St. Ingbert
- Frankreich, Département Moselle in der Region Grand Est
  - Alsting
  - Forbach
  - Grosbliederstroff
  - Petite-Rosselle
  - Schœneck
  - Spicheren

## Geschichte

### Vor- und Frühgeschichte
Im Kernbereich von St. Johann wird eine vorgeschichtliche Siedlung vermutet, die jedoch von heutiger Bebauung überdeckt ist, sodass es nur zu Zufallsfunden kommt. Jagdbeutereste (Auerochsen-Hornzapfen) aus der Altsteinzeit wurden in Burbach gefunden. Aus der Jungsteinzeit wurden in St. Johann Steinklingen und Keramik gefunden. Ein Hügelgrab in Brebach-Fechingen und ein Gehöft in Güdingen mit bedeutenden Fundresten (z. B. bronzene Radnadel) stammen aus der Mittleren Bronzezeit. In St. Johann wurden an einem Bestattungsplatz Hals- und Armringe aus der Eisenzeit entdeckt.

### Antike

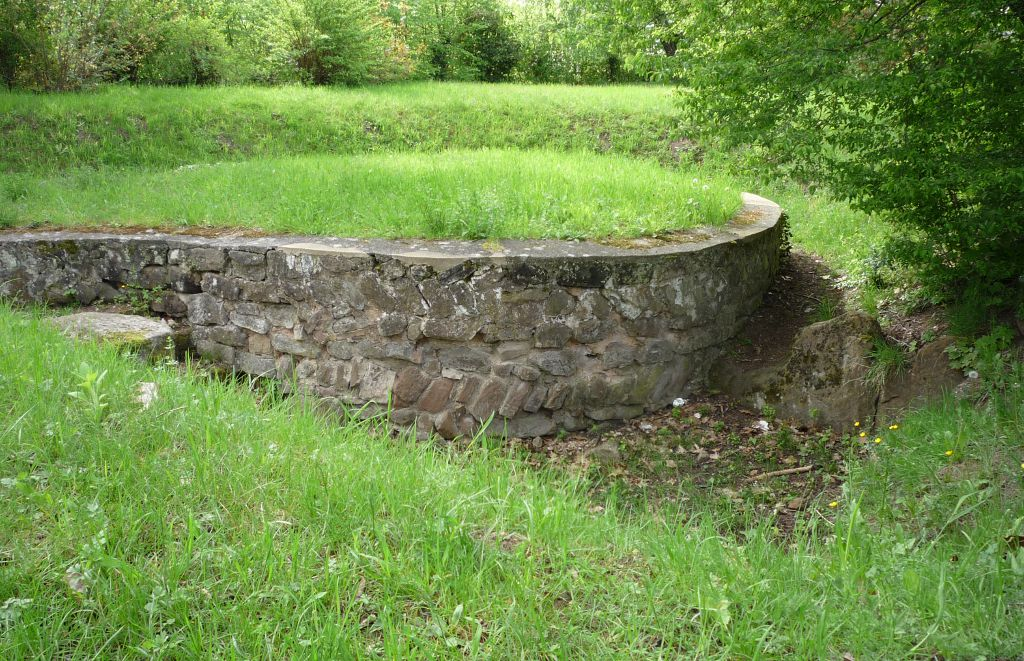
Römische Reste am Fuße des Halbergs (sog. Römerkastell)

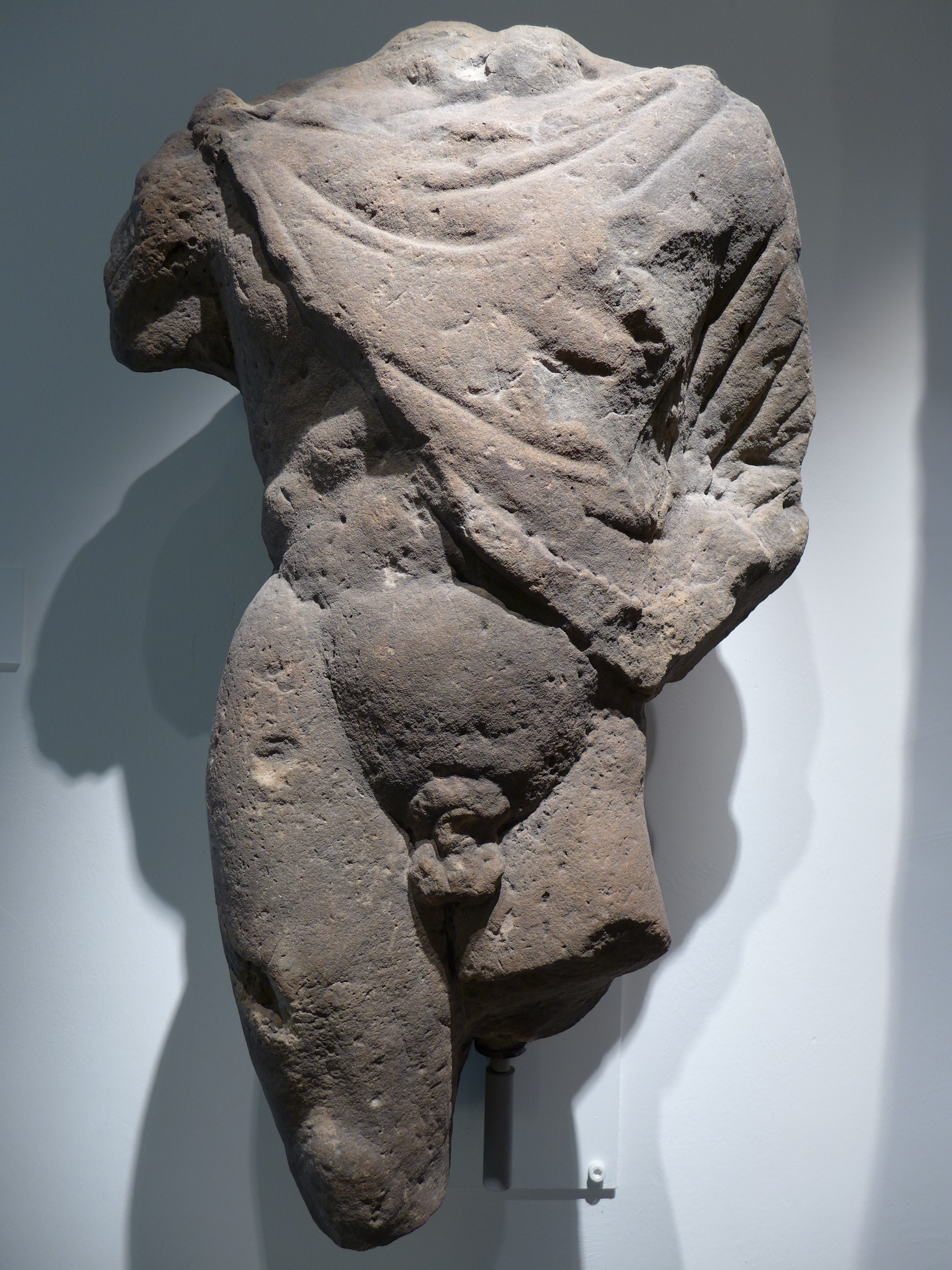
Saarbrücken, römischer Merkur-Torso, gefunden am Fuße des Eschberges, Saarlandmuseum

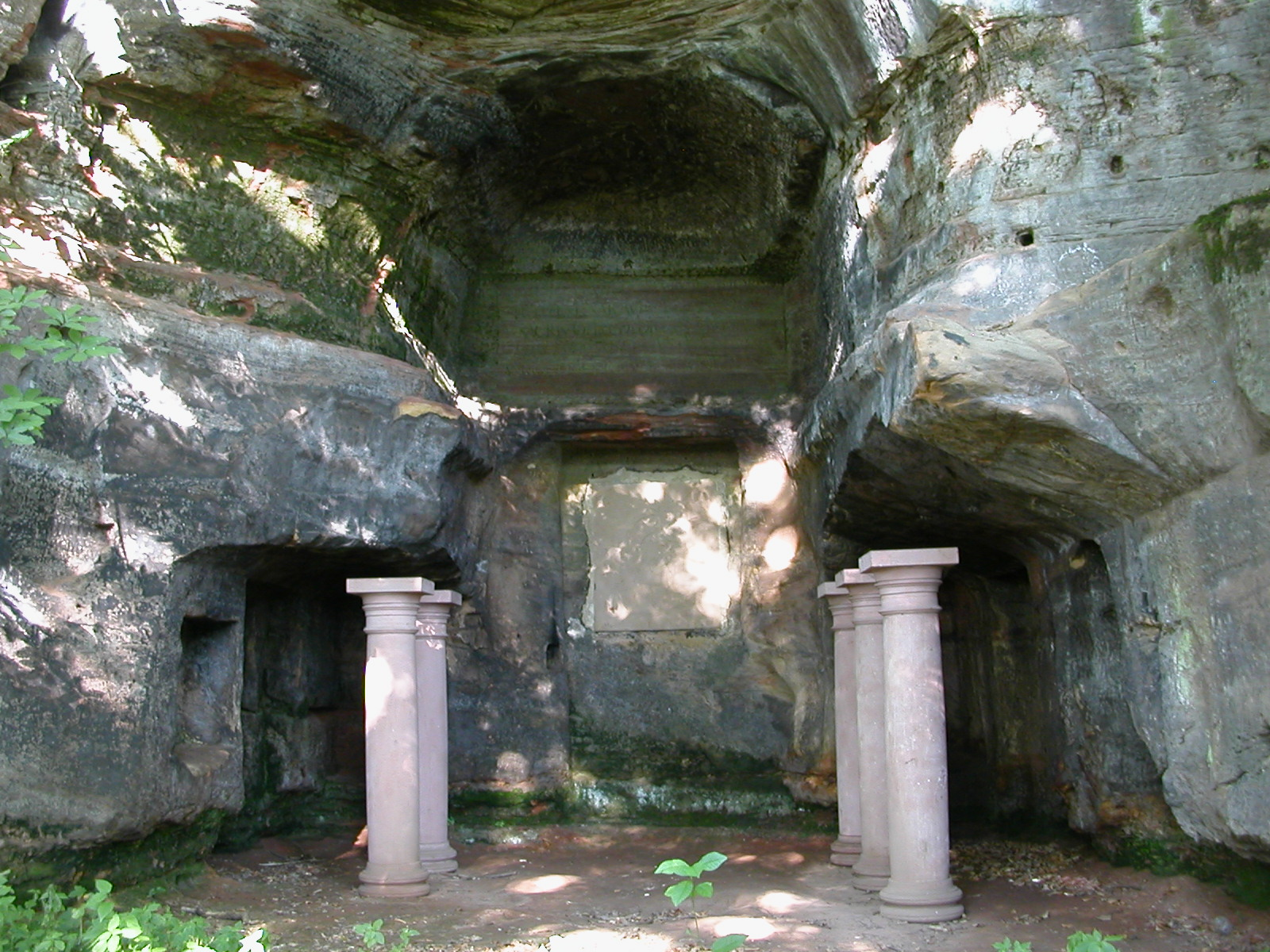
Antikes Mithras-Heiligtum am Halberg

Im Bereich von Alt-Saarbrücken existierte bereits in vorrömischer Zeit eine Siedlung der Mediomatriker. Auf dem Sonnenberg befand sich eine keltische Höhenburg mit Fürstensitz. Flussaufwärts vom heutigen Stadtkern, im Stadtteil St. Arnual und im Bereich eines Möbelhauses am Fuß des Halbergs, sind römische Siedlungsreste nachgewiesen. Der auf einem Meilenstein nachgewiesene Ortsname der Siedlung am Halberg war Vicus Saravus (Saarort). Mit diesem Vicus bildete sich zum ersten Mal im heutigen Saarbrücker Stadtgebiet ein Siedlungszentrum heraus. Hier kreuzten sich zwei Fernstraßen (Metz–Mainz, Straßburg–Trier).
Eine römerzeitliche Siedlung auf der hochwasserfreien Terrasse im heutigen St. Johann wird vermutet, ein Knüppeldamm im Bereich der heutigen Dudweilerstraße und Gerberstraße ist nachgewiesen. Die erste Bebauung des Vicus Saravus entstand in der frühen Kaiserzeit parallel zum Flusslauf der Saar. Ein Friedhof der Siedlung befand sich innerhalb, einer außerhalb der Ortsbebauung am Fuße des Halberges. Die Quellen des Schwarzenberges wurden seit der Mitte des 2. Jahrhunderts n. Chr. mit Hilfe einer über- und unterirdischen Wasserleitung in die Siedlung geleitet. Am Eschberg sind ein Merkurtempel und am Halberg ein Mithras-Heiligtum nachgewiesen.
Hypokaustheizungen und Funde von medizinischen Gerätschaften deuten auf einen gewissen Komfort und ärztliche Versorgung hin. Die Straßenverbindung zum anderen Saarufer war ursprünglich durch eine Furt, später durch eine Brücke gewährleistet, die wohl bis ins hohe Mittelalter nutzbar war und deren Reste im Jahr 1863 im Zuge der Saarkanalisation gesprengt wurden. Weitere Brückenübergänge befanden sich oberhalb des heutigen Güdingen und waren bis ins 17. Jahrhundert benutzbar. Die Vorgängerbauten am Ort der heutigen gotischen Stiftskirche Sankt Arnual sind ebenfalls römischen Ursprungs. Weitere Funde werden im Bereich des St. Arnualer Marktes und im ehemaligen Stiftsbezirk vermutet.
Der prosperierende Vicus Saravus wurde im Jahr 275/6 n. Chr. bei einem Einfall der Alamannen vollständig niedergebrannt. Nach dem Wiederaufbau fiel die Siedlung vermutlich im Jahr 350 n. Chr. einem Germaneneinfall zum Opfer, was den raschen Niedergang des Ortes zur Folge hatte.
In spätrömischer Zeit hatte man zum Schutz vor Einfällen den Bau eines Kastell (Kastell Saarbrücken) auf unregelmäßigem sechseckigen Grundriss begonnen. Es bildete einen Brückenkopf und bezog Straße und Saarbrücke mit ein. Vier Ecken des Kastells, das Raum für eine kleine römische Garnison bot, waren durch Rundtürme gesichert. Der vermutlich zugehörige Vicus Saravus fiel mit den letzten Germanenstürmen zu Beginn des fünften Jahrhunderts oder mit dem Durchzug der Hunnen auf ihrem Zug nach Metz wüst. Links der Saar, rund um die Stiftskirche Sankt Arnual, befand sich nachweislich eine römische Siedlung mit einer größeren Villa. Weitere römische Besiedlungen wurden im gesamten heutigen Stadtgebiet gefunden.

### Mittelalter
| Staat                      | Prägendste Verwaltungseinheit                 | Zugehörigkeit |
| -------------------------- | --------------------------------------------- | ------------- |
| Heiliges Römisches Reich   | Bistum Metz                                   | 999 bis 1088  |
| Heiliges Römisches Reich   | Saargau                                       | 1088 bis 1123 |
| Heiliges Römisches Reich   | Grafschaft Saarbrücken                        | 1123 bis 1680 |
| Königreich Frankreich      | Reunionsgebiet                                | 1680–1697     |
| Heiliges Römisches Reich   | Grafschaft Saarbrücken                        | 1697–1793     |
| Frankreich                 | Französische Besatzungszone                   | 1793–1797     |
| Cisrhenanische Republik    | französische Tochterrepublik, Saardepartement | 1797–1797     |
| Frankreich                 | Saardepartement                               | 1797–1814     |
| Staat Preußen (Königreich) | Provinz Großherzogtum Niederrhein             | 1815–1822     |
| Staat Preußen (Königreich) | Rheinprovinz                                  | 1822–1871     |
| Deutsches Reich            | Rheinprovinz                                  | 1871–1919     |
| Frankreich                 | französisches Besatzungsgebiet                | 1919–1920     |
| Saargebiet                 | Mandatsgebiet des Völkerbundes                | 1920–1935     |
| Deutsches Reich (NS-Staat) | nach Volksabstimmung 1935                     | 1935–1945     |
| Frankreich                 | Französische Besatzungszone                   | 1945–1947     |
| Saarland (Saarstaat)       | Wirtschaftsunion mit Frankreich               | 1947–1957/59  |
| Bundesrepublik Deutschland | Bundesland Saarland                           | 1957/59–heute |

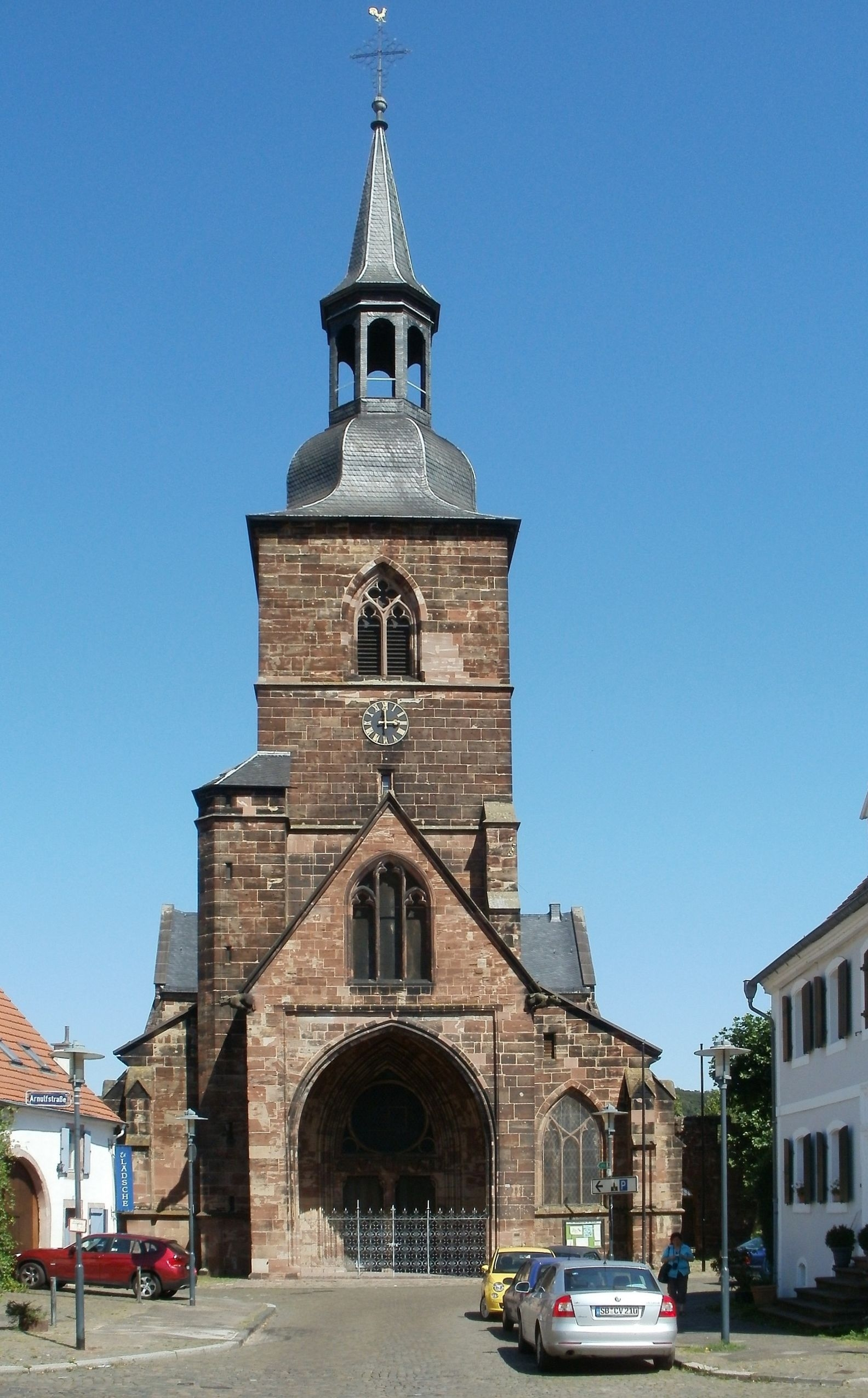
Stiftskirche St. Arnual

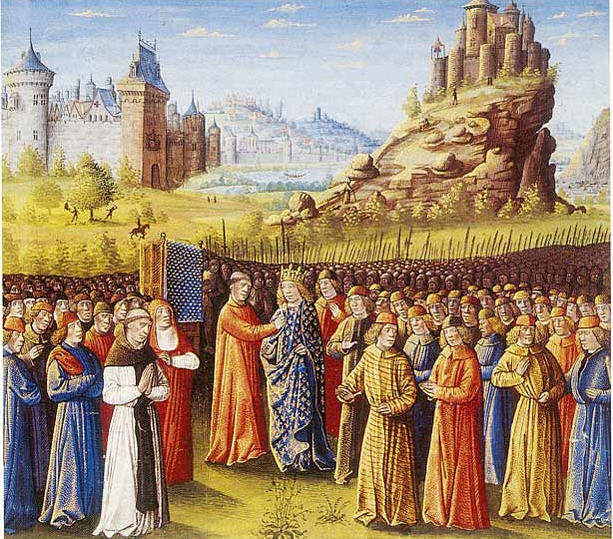
König Ludwig VII. bricht zum zweiten Kreuzzug auf (Bibliothèque nationale de France, Paris).

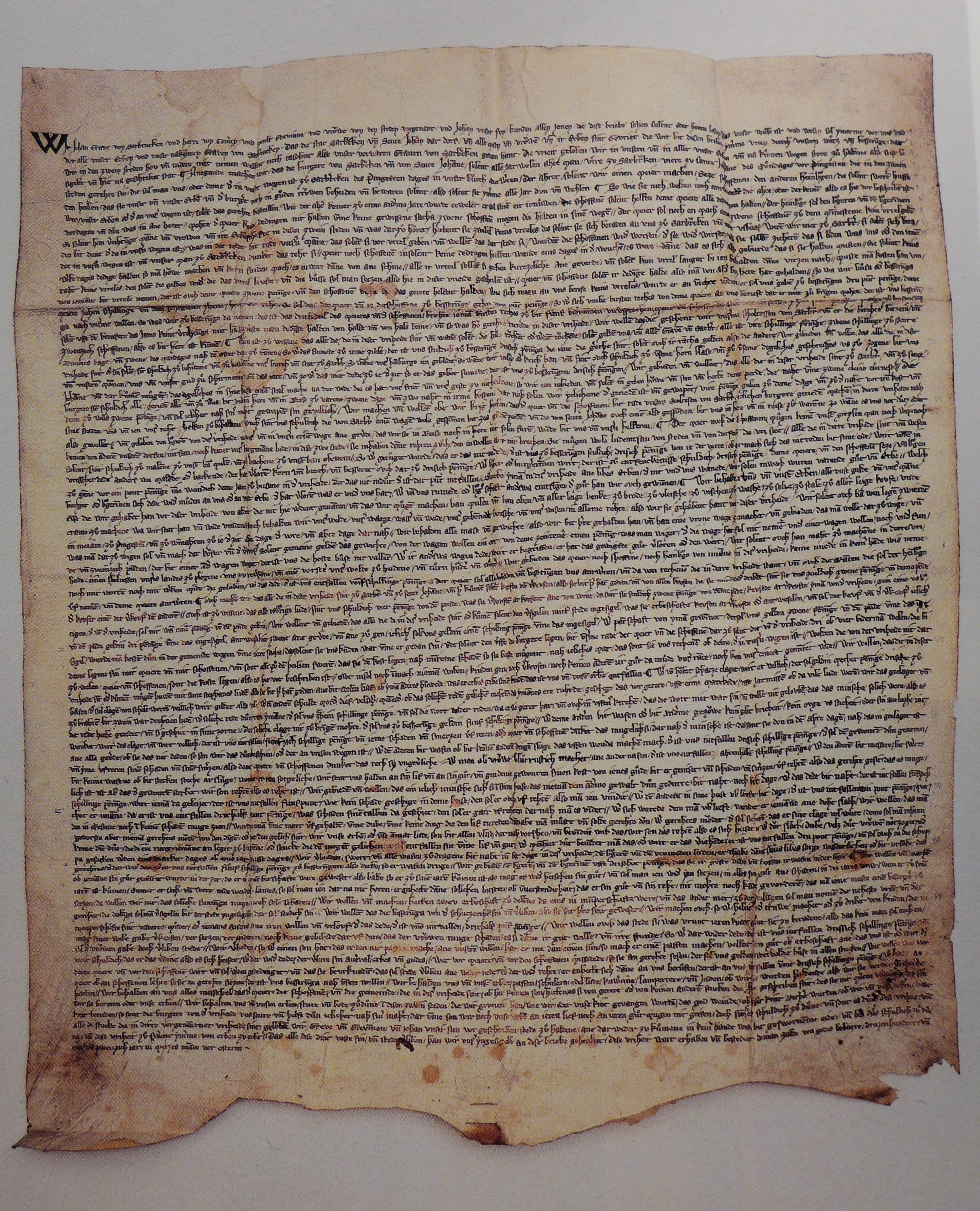
Freiheitsbrief des Grafen Johann I. von Saarbrücken-Commercy für Saarbrücken und St. Johann aus dem März 1322, Pergamentblatt, 57,5 cm × 68 cm (Stadtarchiv Saarbrücken)

Ab ca. 520 siedelte sich fränkische Bevölkerung neben ansässig gebliebenen Gallo-Romanen an.
In den Ruinen der römischen Villa im heutigen Stadtteil St. Arnual wurde in merowingischer Zeit Anfang des 7. Jahrhunderts eine erste Kirche als Grablege des Metzer Bischofs Arnual errichtet. Diese Kirche war das Zentrum einer Klerikergemeinschaft im damaligen Dorf Merkingen, das später nach dem heiligen Arnual umbenannt wurde. Es soll sich bei der Kirche um eine Schenkung des merowingischen Königs Theudebert II. handeln. Ab ca. 830 entwickelte sich die Merkinger Klerikergemeinschaft zu einem Kollegiatstift.
Die ältesten urkundlich erwähnten Orte, die heute zur Landeshauptstadt Saarbrücken gehören, sind Fechingen (777), Eschringen (893), Dudweiler (977) und Malstatt (960).
Im Vertrag von Verdun im Jahr 843 kam bei der Teilung des Karolingerreiches die Saargegend zum Mittelreich Kaiser Lothars (Lotharii Regnum). Vermutlich entstand um diese Zeit auf dem Saarfelsen, wo heute das Saarbrücker Schloss steht, eine Burg, die sich im königlichen Besitz befand.
Diese Burg wurde in einer Schenkungsurkunde Kaiser Ottos III. vom 14. April 999 erstmals als Königsburg „castellum Sarabrucca“ erwähnt, die dem Metzer Bischof Adalbero II. geschenkt wurde. König Heinrich IV. bestätigte in einer Urkunde vom 3. April 1065 die Vergabe der Burg Saarbrücken an den Bischof von Metz, Adalbero III. von Luxemburg.
Im Zeitraum der Jahre 1085/1088 wurden die Saargaugrafen mit der Saarbrücker Burg belehnt. Seit 1118 bzw. 1123 benannten sich die Saargaugrafen nach der Burg „Grafen von Saarbrücken“.
Am 1. Dezember 1145 hatte Papst Eugen III. in Vetralla mit der ersten „Kreuzfahrtbulle“ Quantum praedecessores zu einem zweiten Kreuzzug aufgerufen. Nach einer diesbezüglichen Predigt von Bernhard von Clairvaux hatte der französische König Ludwig VII. am 31. März 1146 in Vézelay feierlich seine Teilnahme am Kreuzzug erklärt. Ludwig sollte das Oberkommando über den Kreuzzug erhalten, dem sich nun immer mehr Freiwillige, nicht nur aus Frankreich, sondern auch aus Flandern, England und Norditalien anschlossen. Das französische Kontingent des Zweiten Kreuzzuges traf im Jahr 1147 unter Führung König Ludwig VII. in St. Arnual ein. Hier war durch eine römerzeitliche Brücke der Saarübergang für ein größeres Heer auf dem Weg von Metz nach Worms möglich. Das Stift St. Arnual und der Trierer Bischof Albero von Montreuil organisierten am ersten Sonntag nach Trinitatis für den französischen König und den späteren Grafen der Champagne, Heinrich den Freigiebigen, ein Festbankett und versahen sie mit Reiseproviant.
Auf Befehl Kaiser Friedrich I. („Barbarossa“) wurde 1168 die Saarbrücker Burg teilweise zerstört. Nach dem Jahr 1171 wurde die Burganlage neu aufgebaut und eine kleine Siedlung westlich der Burg entstand, in der sich in der Umgebung der Burg Burgmannen, Händler und Schutzsuchende ansiedelten; die Siedlung (Alt-)Saarbrücken entwickelte sich.
Im Jahr 1227 wurde durch Simon III. die Deutschordenskommende St. Elisabeth gegründet, die karitative Aufgaben und beschränkte Gerichtsbarkeit erhielt und in den nachfolgenden Generationen zu beträchtlichem Ansehen und Einfluss gelangte. Die im 13. Jahrhundert als Krankenstation gebaute Kapelle gilt als das älteste noch bestehende mittelalterliche Gebäude Saarbrückens.
Ab ca. 1250–1270 wurde die alte Stiftskirche St. Arnual durch einen gotischen Neubau ersetzt, der heute noch besteht. Um diese Zeit wurde der Saarübergang von St. Arnual ins heutige Stadtzentrum verlegt. Eine Fährverbindung zwischen Saarbrücken und der Nachbarsiedlung St. Johann gewährleistete den Transport von Ufer zu Ufer. Die Öffnung des Gotthardpasses nach 1220 führte zu einem Anwachsen des Süd-Nord-Handelsverkehrs, der eine wichtige Route über Saarbrücken nahm. Eine Siedlung namens Habschied beim heutigen Südfriedhof wurde im Jahr 1252 erstmals urkundlich erwähnt. Sie fiel allerdings im dritten Viertel des 15. Jahrhunderts wüst. Kurz nach der Nennung von Habschied kam es im Jahr 1259 zur Nennung der Siedlung Breitenbach beim heutigen Deutschmühlenweiher. Auch sie fiel nach 1452 wüst.
Nach 1261 wurde an der Stelle der heutigen Schlosskirche mit dem Bau der St. Nikolauskapelle begonnen. Das Bestehen des Dorfes St. Johann mit seiner Johanneskapelle wurde erstmals im Jahr 1265 urkundlich erwähnt. Der heutige Saarbrücker Stadtteil Burbach wurde erstmals um das Jahr 1290 urkundlich erwähnt.
Der gotische Neubau der Stiftskirche St. Arnual wurde um das Jahr 1390 fertiggestellt.
Graf Johann I. von Saarbrücken-Commercy verlieh im Jahr 1322 Saarbrücken (dem heutigen Stadtteil Alt-Saarbrücken) und St. Johann in einem Freiheitsbrief das Stadtrecht. Die Siedlung Eschberg wurde im Jahr 1393 erstmals erwähnt.
Im Jahr 1353 fiel Saarbrücken an das Haus Nassau (Walramische Linie), in dessen Besitz Stadt und Grafschaft bis zur Französischen Revolution und zum Wiener Kongress blieben. König Wenzel der Faule verlieh im Jahr 1398 das Münzrecht an den Saarbrücker Grafen Philipp I. von Nassau-Saarbrücken-Weilburg. Die Saarbrücker Handwerker organisierten sich vor 1412 in Zünften. Die Saarbrücker Gräfin Elisabeth von Lothringen wurde in der ersten Hälfte des 15. Jahrhunderts zur Wegbereiterin des Prosaromans in frühneuhochdeutscher Sprache. Sie übersetzte und bearbeitete um 1437 vier französische höfische Romane (Chanson de geste): „Herpin“, „Sibille“, „Loher und Maller“ und „Huge Scheppel“.
Im Jahr 1459 wurde eine neue Befestigung der Burg durch den Grafen Johann III. begonnen und die Burgkapelle in den folgenden Jahren verlegt. Ab dem Jahr 1462 führte das Saarbrücker Stadtgericht ein eigenes Siegel. Dieses Siegel ist bis heute ein Bestandteil des Saarbrücker Stadtwappens.
Ab ca. 1470–1480 wurde die alte Nikolauskapelle in Saarbrücken durch die heutige spätgotische Schlosskirche ersetzt. Vermutlich auf Veranlassung Kaiser Karls V. wurde der Bau der heutigen Alten Brücke über die Saar durch Graf Philipp II. in den Jahren 1546–1548 begonnen. Ab dieser Zeit begann in der Grafschaft Saarbrücken die Ausbreitung reformatorischen Gedankengutes ausgehend vom St. Arnualer Kollegiatstift, das im Jahr 1569 aufgelöst wurde.

### Reformation und frühe Neuzeit

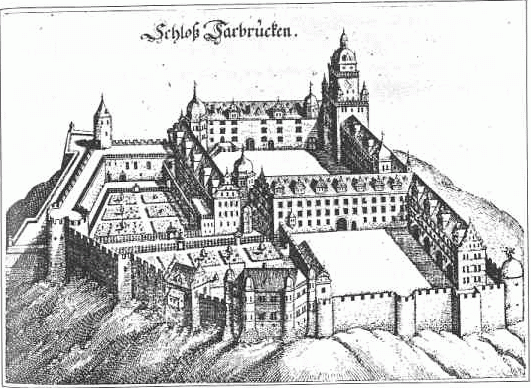
Renaissanceschloss Saarbrücken

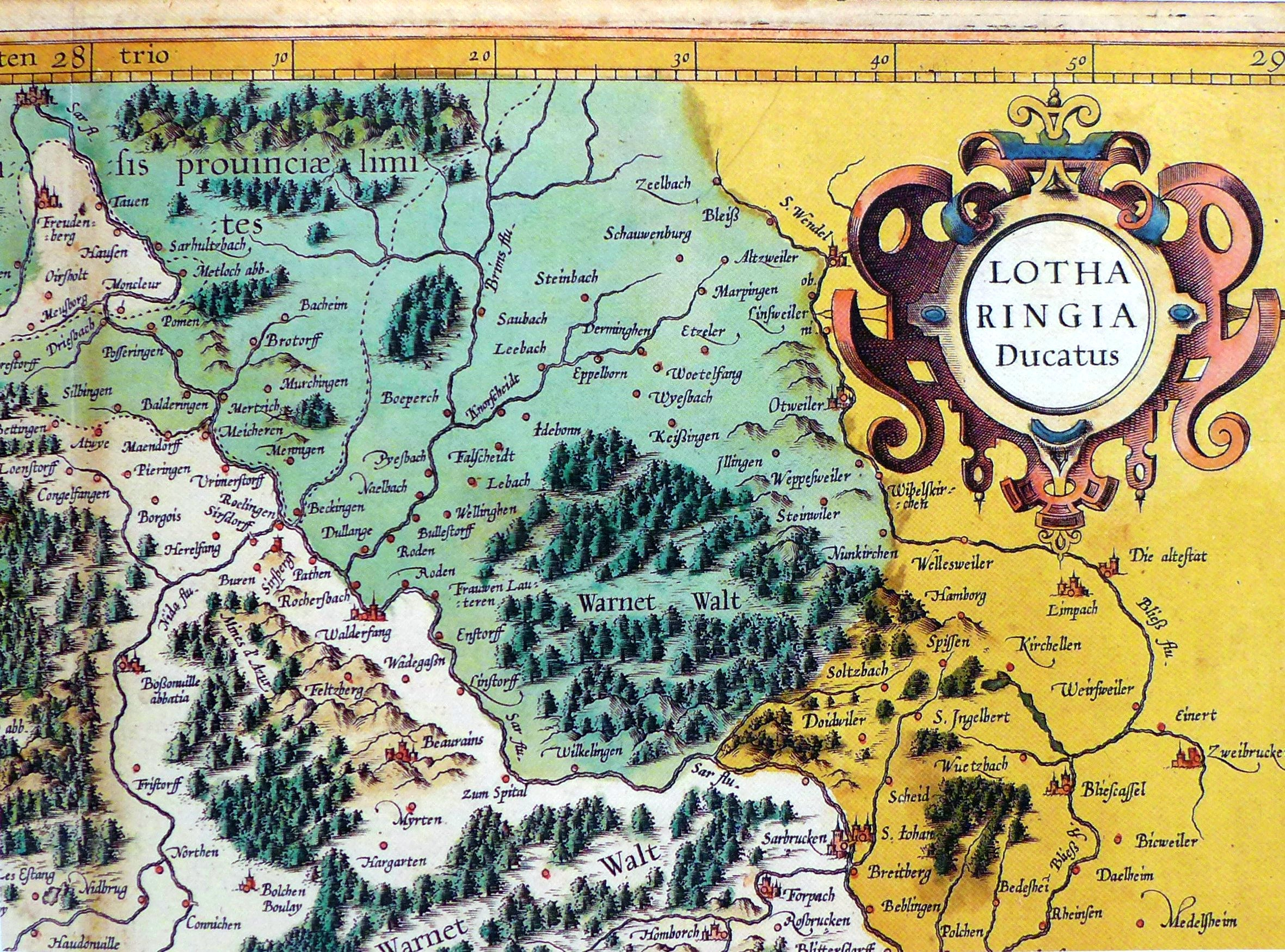
Lage Saarbrückens und St. Johanns auf einem Ausschnitt aus der Lothringen-Karte (nördlicher Teil) des Gerhard Mercator von 1564 bis 1585

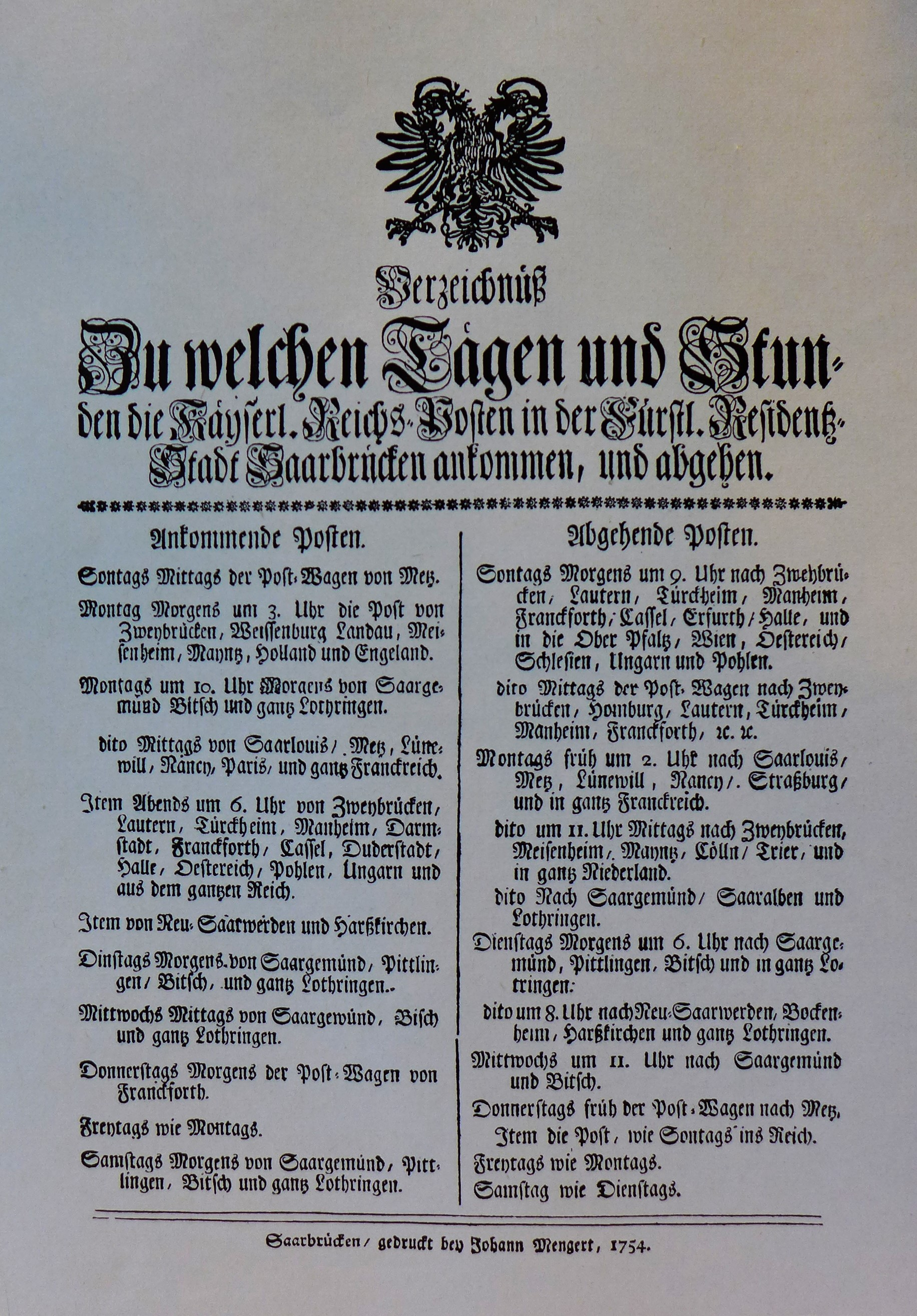
Verzeichnis der eingehenden und abgehenden Postverbindungen der Stadt Saarbrücken aus dem Jahr 1754 mit dem Heiligen Römischen Reich und Europa

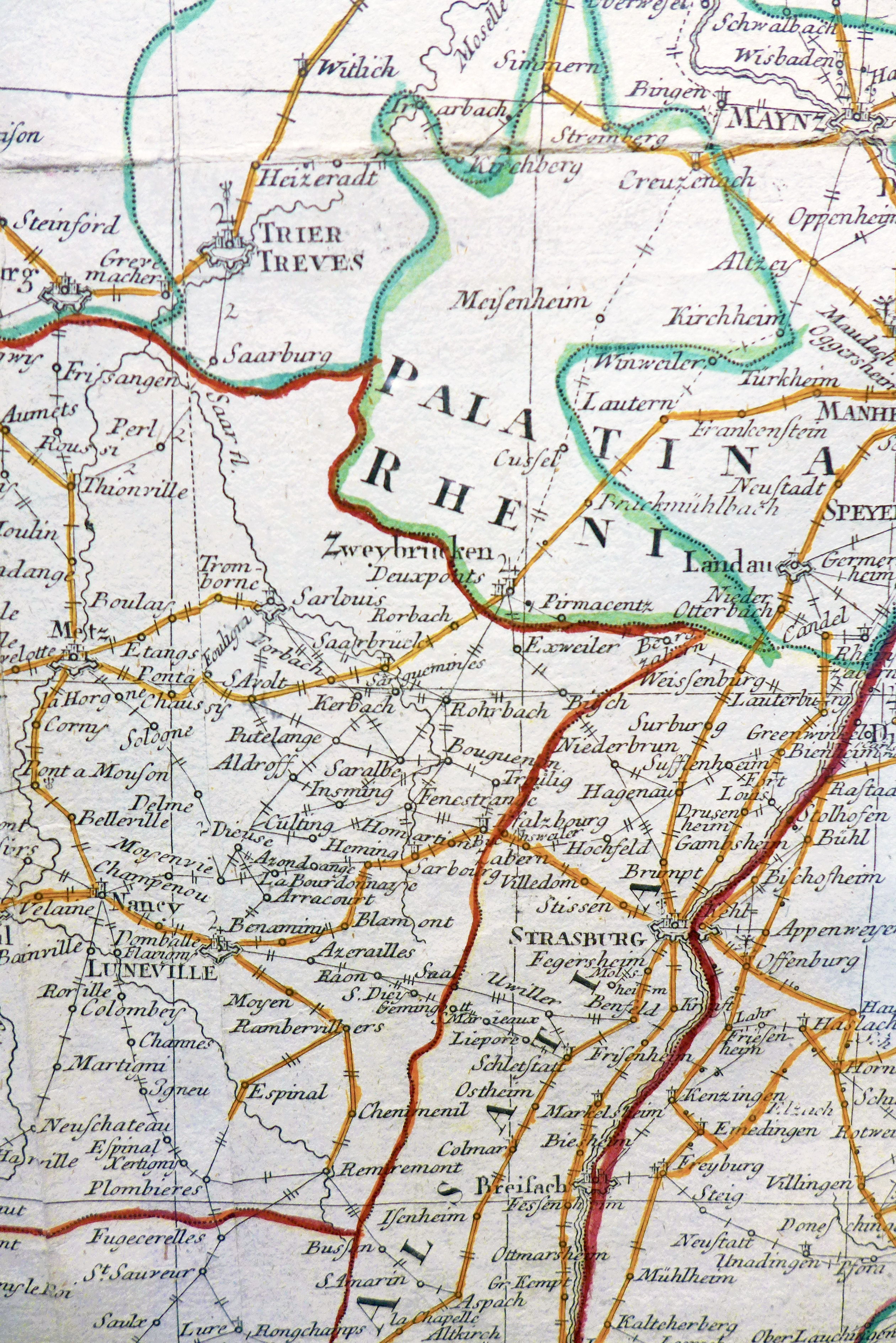
Infrastrukturelle Anbindung der Stadt Saarbrücken über Postrouten im Jahr 1786

Im Jahr 1574 fiel die Grafschaft Nassau-Saarbrücken durch Erbfall an Graf Philipp III., der die Reformation nach lutherischem Bekenntnis einführte. Im Jahr 1577 wurde im Burgbereich mit dem Bau des gräflichen Sommerhauses an der Schlossmauer über der Saar begonnen. Die mittelalterliche Burg wurde in den Jahren 1602–1617 durch den Baumeister Kempter von Vic zu einem Renaissanceschloss umgestaltet. Das heutige Ludwigsgymnasium wurde im Jahr 1604 gegründet. Das Stift Sankt Arnual hatte bereits im Jahr 1223 eine Stiftsschule unterhalten. Nach der Auflösung des Stiftes im Jahr 1569 und der Einführung der Reformation im Jahr 1575 bildete Philipp III. von Nassau-Saarbrücken daraus im 16. Jahrhundert eine Lateinschule. Im Jahr 1604 gründete Graf Ludwig II. von Nassau-Saarbrücken schließlich als Bildungszentrum für Nassau-Saarbrücken ein Gymnasium, welches durch die Einkünfte des Stifts St. Arnual finanziert wurde. Erster Rektor war Wilhelm Ursinus. Entsprechend der kirchlichen Tradition des Gymnasiums und seiner hauptsächlichen Bestimmung während der Barockzeit, nämlich den Pfarrer- und Beamtennachwuchs des Landes auf das Theologie- oder Jurastudium vorzubereiten, waren die Lehrer und Rektoren des Gymnasiums zugleich evangelische Pfarrer.
Der Dreißigjährige Krieg verheerte Saarbrücken fürchterlich. Im Jahr 1627 kam es zur ersten schweren Kriegsheimsuchung in der Grafschaft. Die gräfliche Familie flüchtete im Jahr 1635 nach Metz. Durch den Ausbruch der Pest noch zusätzlich dezimiert, lebten im Jahr 1637 nur noch 70 Menschen in der zerstörten Stadt.
Der französische König Ludwig XIV. ließ im Jahr 1677 im Französisch-Niederländischen Krieg Saarbrücken niederbrennen; bis auf acht Häuser wurde die gesamte Stadt zerstört. Im Zuge der französischen Reunionspolitik wurde Saarbrücken kurz nach Ende des Kriegs im Jahr 1680 dem Königreich Frankreich angegliedert, im Frieden von Rijswijk im Jahr 1697 jedoch wieder an das Heilige Römische Reich zurückgegeben.
Nach dem Regierungsantritt Wilhelm Heinrichs im Jahr 1741 erlebte die Stadt einen bis dahin nicht gekannten wirtschaftlichen Aufschwung, Steinkohlegruben wurden verstaatlicht, Eisenschmelzen entstanden. Ferner entstanden das barocke Residenzschloss Saarbrücken, erbaut von Friedrich Joachim Stengel und zahlreiche andere Bauten, die Saarbrücken in eine geschlossene Barockstadt mit zahlreichen Sichtachsen und barocken Straßenzügen verwandelten. Im Jahr 1775 wurde die Ludwigskirche vollendet, einer der bedeutendsten Barockbauten Deutschlands und Wahrzeichen der Stadt Saarbrücken. Die Errichtung des Saarkranen im Jahr 1762 dokumentierte den Aufschwung der Saarbrücker Kaufmannschaft. Unter der Herrschaft von Fürst Ludwig von Nassau-Saarbrücken wurde die fürstliche Residenz weiter ausgebaut und auf dem Malstatter Bann das Schloss Ludwigsberg angelegt.

### Französische Revolution, Herrschaft Napoleons, Übergang an das Königreich Preußen

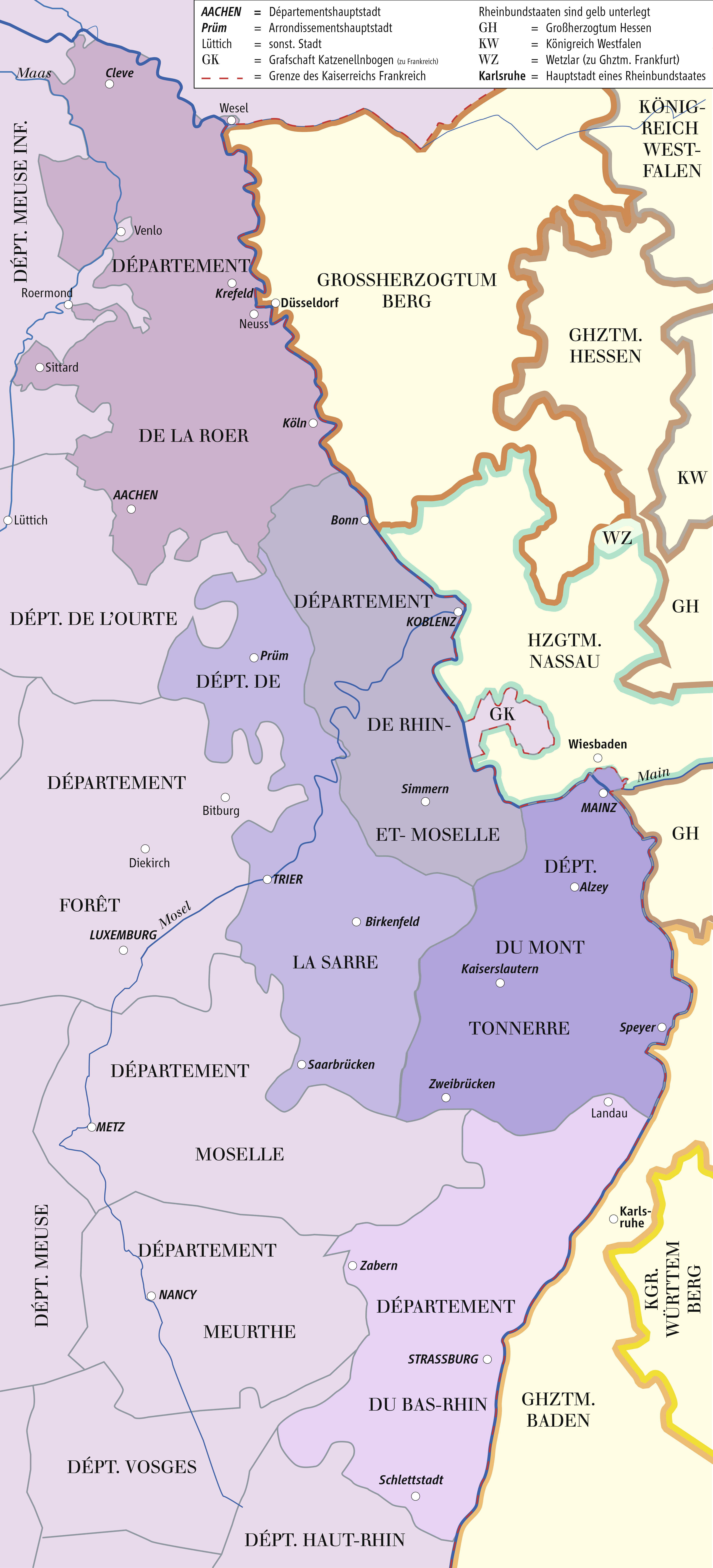
Lage Saarbrückens im Saardépartement

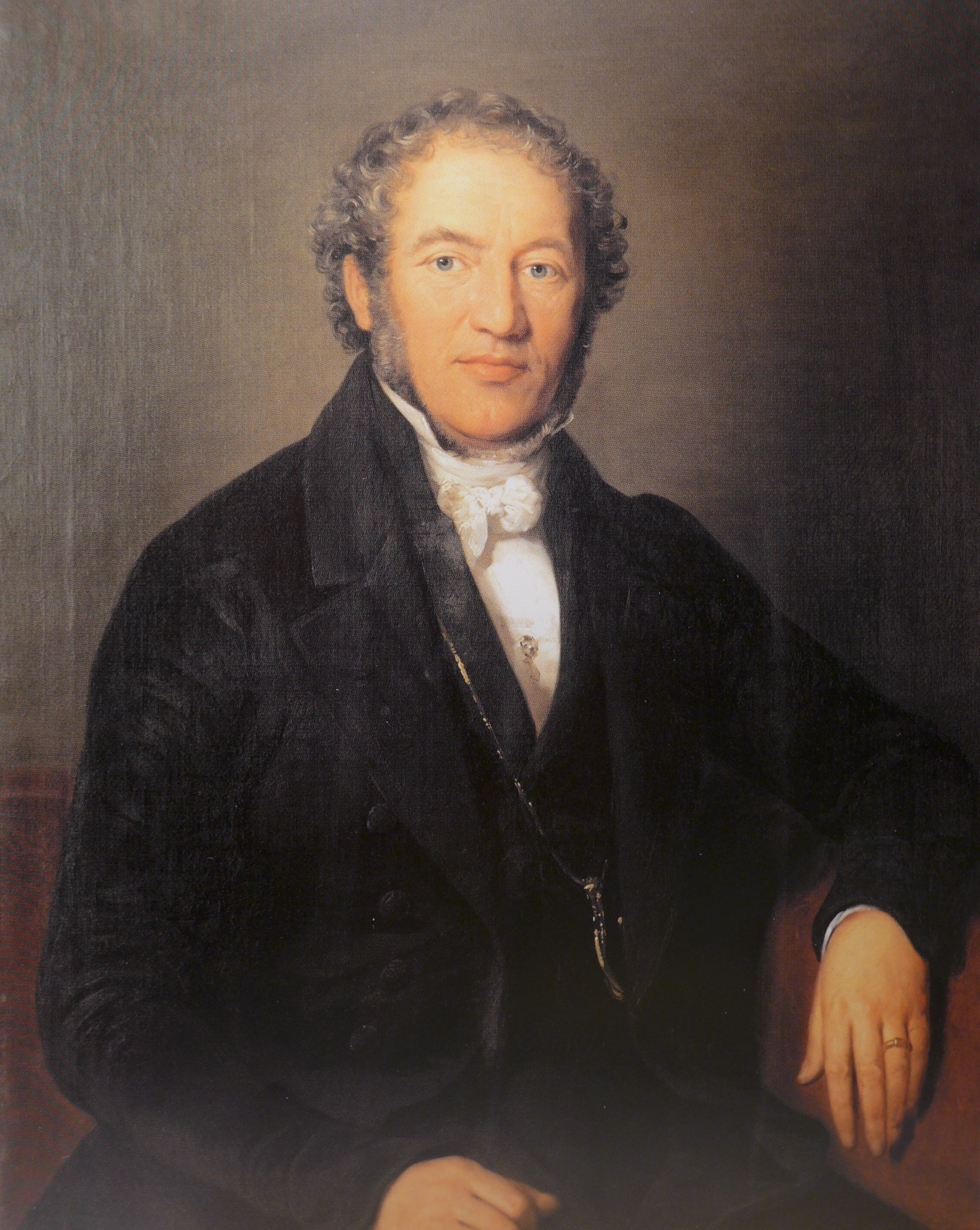
Heinrich Böcking (1785–1862), Initiator des Übergangs Saarbrückens an das Königreich Preußen, Gemälde von Louis Krevel, ca. um 1830

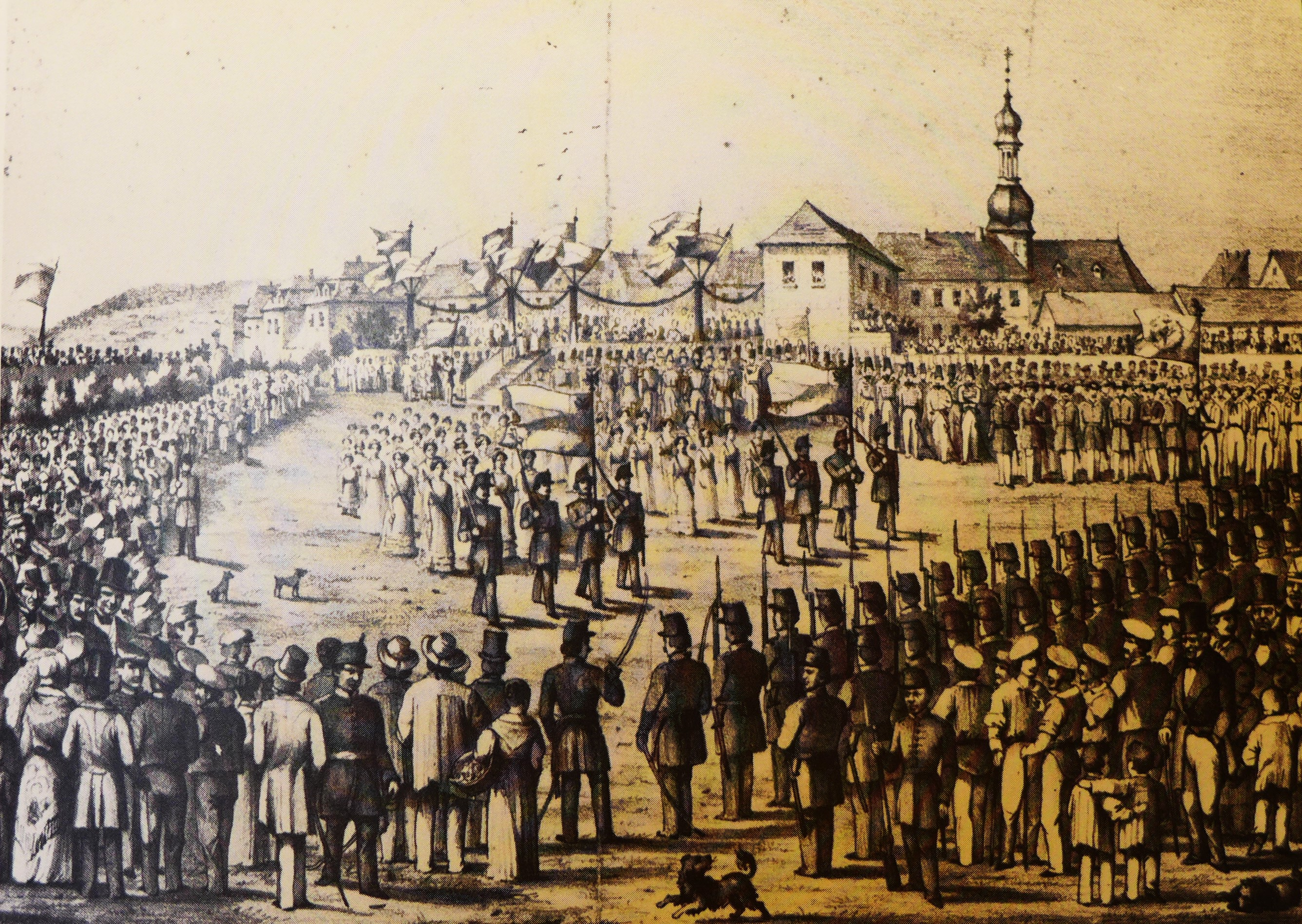
Fahnenweihe der Bürgerwehr am St. Johanner Saarufer im Jahr 1848

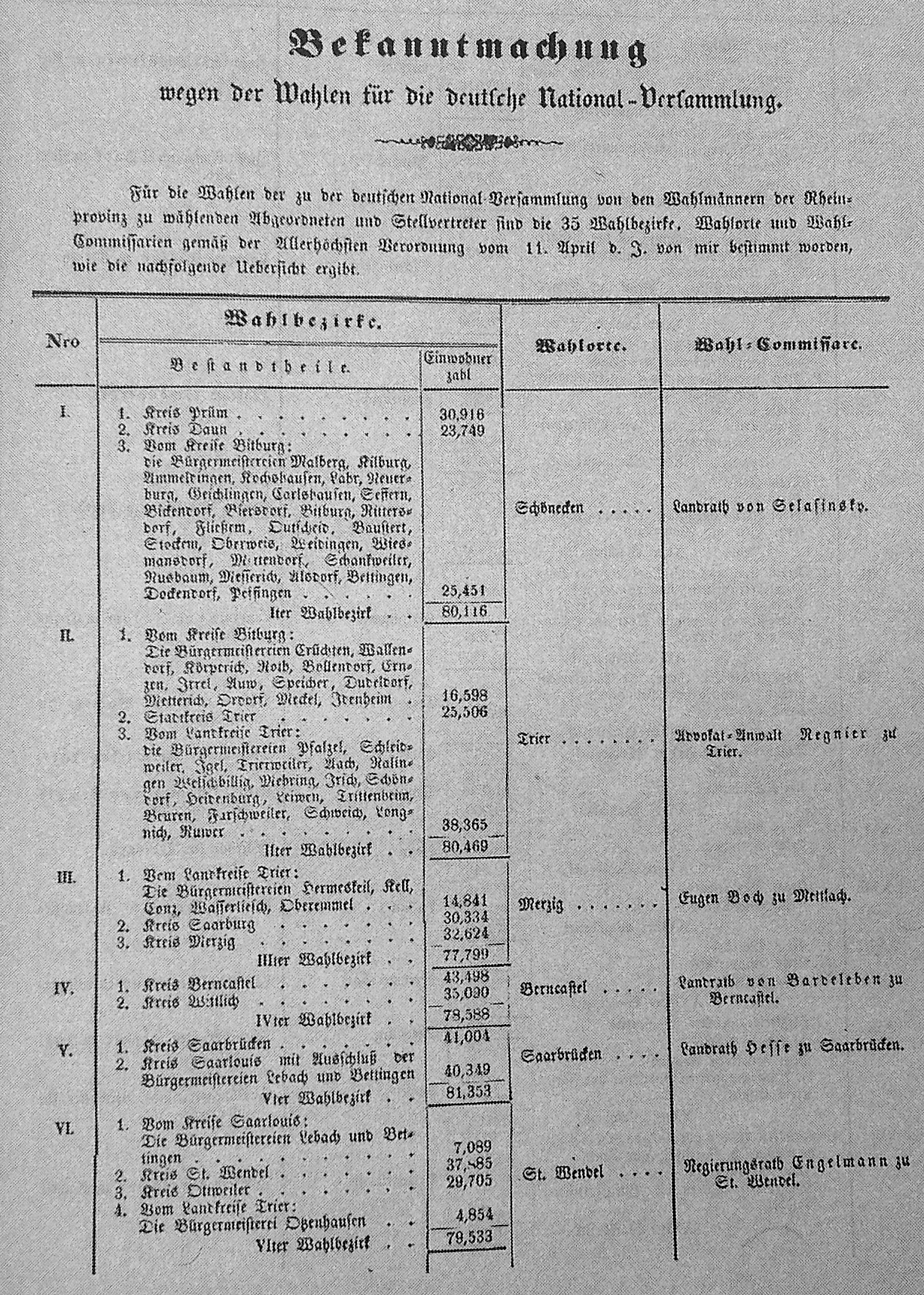
Wahlaufruf an die Saarbrücker Wähler zur deutschen Nationalversammlung in der Frankfurter Paulskirche

Im Jahr 1792 wurde die Stadt von französischen Revolutionstruppen besetzt, die das Barockschloss plünderten und besetzten. In den darauf folgenden Kämpfen mit den preußischen Bundestruppen, in deren Reihen auch der Erbprinz Heinrich von Nassau-Saarbrücken als Offizier diente, geriet das Schloss im Jahr 1793 in Brand und wurde teilweise zerstört. Vorher war die fürstliche Familie bereits in das rechtsrheinische Gebiet geflüchtet.
Durch den Frieden von Campo Formio im Jahr 1797 und den Friedensvertrag von Lunéville im Jahr 1801 kam Saarbrücken unter der Herrschaft Napoleon Bonapartes zu Frankreich. Bereits im Jahr 1798 wurden Saarbrücken und die Nachbarstadt St. Johann in das französische Département de la Sarre eingegliedert und die Stadtverwaltung (Mairie) 1801 nach französischem Vorbild umgestaltet. Zahlreiche Saarbrücker Männer mussten in den Napoleonischen Kriegen auf allen Schlachtfeldern Europas Kriegsdienst leisten.
Nachdem Napoleon Bonaparte zur Abdankung gezwungen worden war, wurde mit dem Bourbonen Ludwig XVIII. der erste Pariser Frieden am 31. Mai 1814 geschlossen, laut dessen Bestimmungen Frankreich auf die Staatsgrenzen von 1792 beschränkt wurde. Ausnahmen waren darin allerdings die Städte Saarbrücken, Saarlouis und Landau, die bei Frankreich verbleiben sollten.
Nach der Rückkehr Napoleons und dessen endgültiger Niederlage bei Waterloo am 18. Juni 1815 sowie seiner Verbannung auf die Insel St. Helena wurde im Zweiten Pariser Frieden Saarbrücken wieder von Frankreich abgetrennt und an das Königreich Preußen übergeben.
Dabei hatten mehrere Bittschriften von Kaufleuten aus Saarbrücken und St. Johann und eine Unterschriftenaktion unter Federführung des Saarbrücker Bürgermeisters Heinrich Böcking, die den Anschluss der Saarorte an das Königreich Preußen zum Ziel hatten, einen nicht unerheblichen Anteil.
Als im Zuge der Befreiungskriege 1814/15 die Frage der künftigen staatlichen Zugehörigkeit der Saarorte diskutiert wurde, war Böcking neben Philipp Fauth der herausragendste Verfechter einer Angliederung an Preußen. So gehörte Böcking verschiedenen Delegationen an, insbesondere der im Sommer 1815 zur Pariser Friedenskonferenz entsandten Deputation. Mit dem Unterhändler Preußens in den Pariser Friedensverhandlungen im Jahre 1815, Karl August Freiherr von Hardenberg, stand man in engstem Kontakt.
Am 30. November 1815 erfolgte durch einen offiziellen Festakt der preußischen Regierung in der Saarbrücker Ludwigskirche die feierliche Besitzergreifung Saarbrückens und der übrigen Saarorte durch den königlich-preußischen Kommissarius Mathias Simon im Auftrag König Friedrich Wilhelms III.
Im Raum Saarbrücken entstand die Bürgermeisterei Saarbrücken mit den Stadtgemeinden Saarbrücken und St. Johann sowie den Landgemeinden Malstatt, Burbach, Brebach und Rußhütte. Saarbrücken wurde 1816 Sitz eines Kreises innerhalb des Regierungsbezirks Trier der Provinz Großherzogtum Niederrhein, die im Jahr 1822 in der Rheinprovinz aufging. Ein Bergamt wurde eingerichtet, das die staatlichen Kohlengruben in der Umgebung verwaltete. Im Jahr 1835 wurde das Landgericht Saarbrücken gegründet.
Verschiedene Bürgervereine nahmen an Petitionen und Demonstrationen im Rahmen der Revolution von 1848 teil. Demokratisch gesinnte Beamte wurden vom preußischen Obrigkeitsstaat gemaßregelt. Eine Bürgerwehr wurde als vorbeugende Maßnahme gegen französische Plünderer oder gegen mögliche Revolten der besitzlosen Unterschicht, die unter der Wirtschaftsmisere der 1840er Jahre besonders zu leiden hatte, gegründet. Die Bürgerwehr wurde mit Waffen und Uniformen ausgestattet, die Bürgerstöchter nähten eine schwarz-rot-goldene Trikolore und bestickten sie mit dem damaligen deutschen Doppeladler. Die 1848er-Tradition lebte nach dem Scheitern der Revolution teilweise in der im Jahr 1848 gegründeten und aktuell noch bestehenden Schützengesellschaft fort. Laut Satzung von 1848 war es Ziel des Vereins, „(sich) durch dauernde Übung geschult zu erhalten – um, als ein Theil der Volksbewaffnung, in Zeiten der Gefahr dem Vaterlande nützlich zu werden“.

### Industrieller Aufschwung
Mit dem Bau des Bahnhofes in St. Johann in den Jahren 1850–1852 und dem damit erreichten Anschluss an das deutsche und französische Eisenbahnnetz wurde ein weitgreifendes Wirtschaftswachstum eingeleitet. Im Jahr 1856 wurde das Eisenhüttenwerk Burbach in Betrieb genommen, das sich innerhalb weniger Jahre zum größten Unternehmen im gesamten Umland entwickelte. St. Johann wurde im Jahr 1859 das Recht erteilt, eine eigene Stadtverwaltung zu bilden, womit die jahrhundertealte gemeinsame Verwaltung von Saarbrücken und St. Johann endete. Nach 1860 wurde im Grenzgebiet zwischen Malstatt und St. Johann, im Gebiet der heutigen Kongresshalle und des Bürgerparkes, ein Saarhafen angelegt. Durch die Fertigstellung des Saar-Kohlen-Kanal im Jahr 1866 erhielt Saarbrücken den Anschluss an das französische Wasserstraßennetz.

### Deutsch-Französischer Krieg

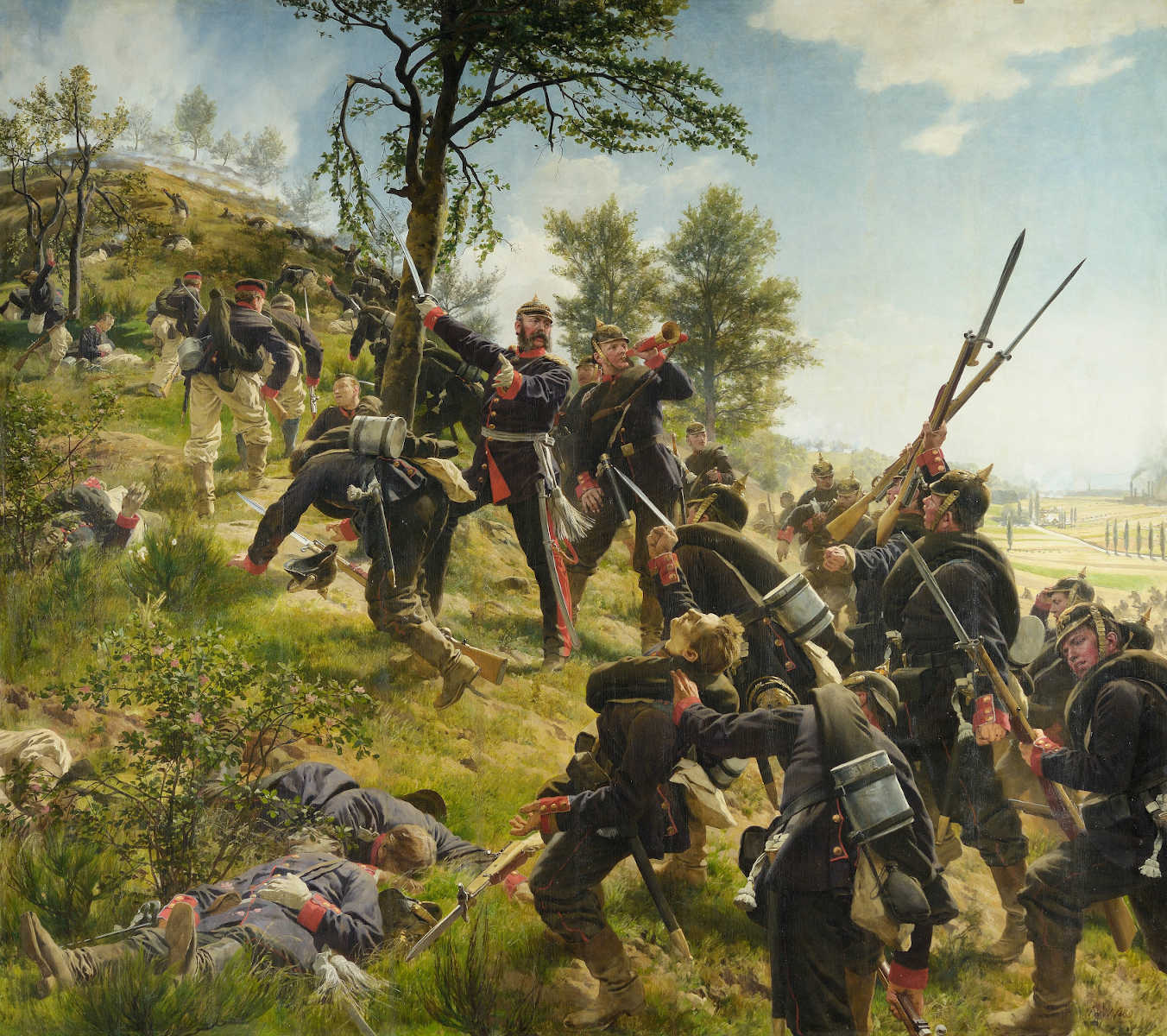
„Sturm auf den Spicherer Berg“ (6. August 1870), Saarbrücker Rathauszyklus, Anton von Werner 1880, Historisches Museum Saar

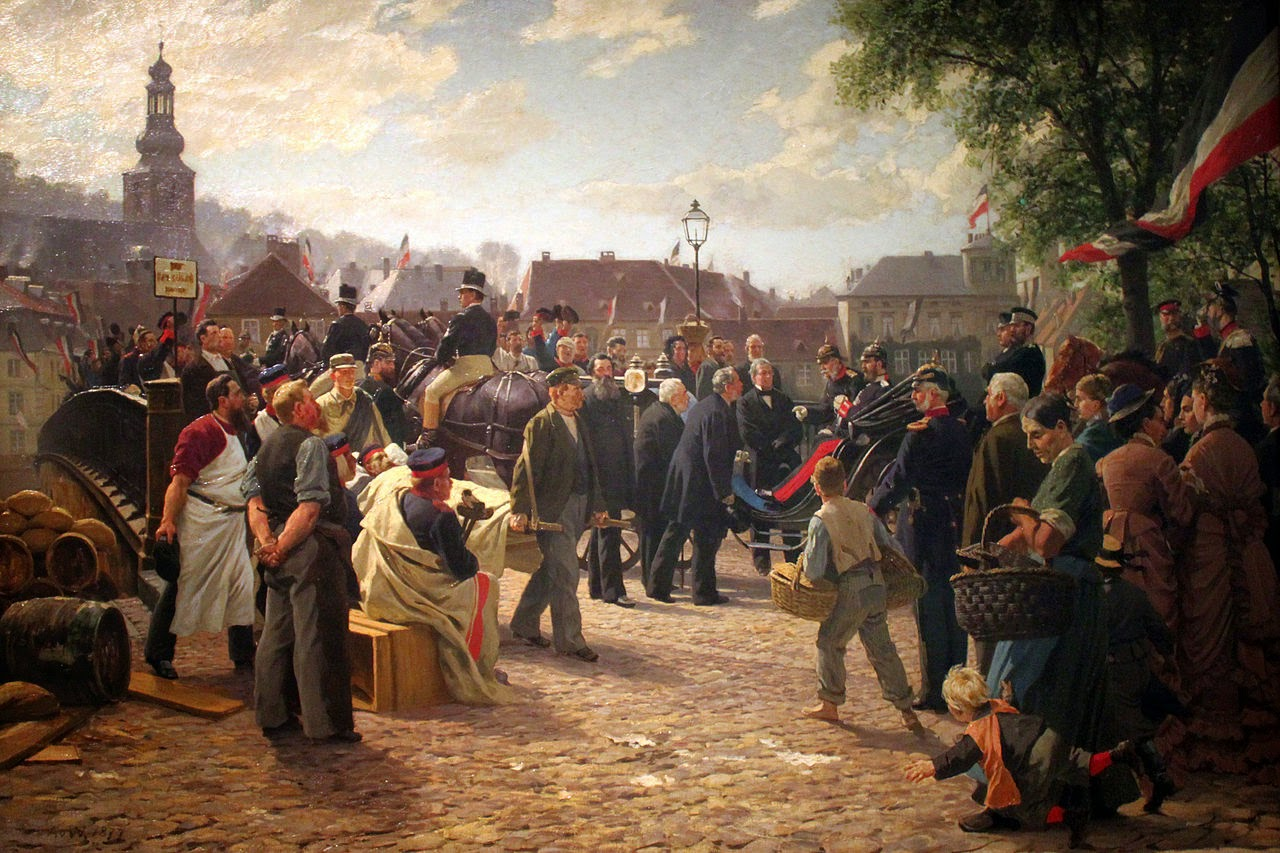
Anton von Werner, Farbskizze zum Saarbrücker Rathauszyklus „Ankunft König Wilhelms I. in Saarbrücken am 9. August 1870“, Deutsches Historisches Museum, Berlin

Zu Beginn des Deutsch-Französischen Krieges fand im August 1870 unmittelbar an der Stadtgrenze die für beide Seiten mit großen Verlusten verbundene Schlacht bei Spichern statt. Nach der Kriegserklärung des französischen Kaisers Napoleon III. gegen Preußen am 19. Juli 1870 hatten sich die Preußen bis auf wenige Sicherungstruppen aus Saarbrücken zurückgezogen, so dass französischen Truppen unter General Frossard am 2. August nach kurzem Gefecht Saarbrücken einnehmen konnten. Anschließend kam bei der Requirierung von Lebensmitteln zu zahlreichen Exzessen der Franzosen. Am 3. August kam Frossard in die Stadt. Als er die Klagen der Bevölkerung vernahm, befahl er die strengste Bestrafung der Täter. Die Franzosen zogen sich jedoch am frühen Morgen des 6. August wieder aus Saarbrücken zurück und gingen zur Defensive über. Frossard hatte auf den Spicherer Höhen (auf französischem Gebiet) umfangreiche und geschickte Grenzbefestigungen anlegen lassen. Dennoch gingen am 6. August 1870 die deutschen Truppen zum Angriff über und konnten nach schweren Verlusten (auf deutscher Seite fielen fast dreimal so viele Soldaten wie auf französischer) die Höhen erobern. Die Schlacht wurde von den Deutschen mit großem propagandistischem Aufwand gefeiert, da sie zusammen mit den deutschen Siegen von Weißenburg und Wörth das französische Oberkommando derart beeindruckte, dass die französische Rheinarmee den Befehl erhielt, Lothringen zu räumen. Im Rathaus von Saarbrücken, dem heutigen Alten Rathaus, wurde mit dem Saarbrücker Rathauszyklus Anton von Werners in Erinnerung an die Kriegsereignisse eine patriotische Gedenkstätte eingerichtet. Des Weiteren wurde das Winterbergdenkmal errichtet.

### Saarbrücken im Deutschen Kaiserreich

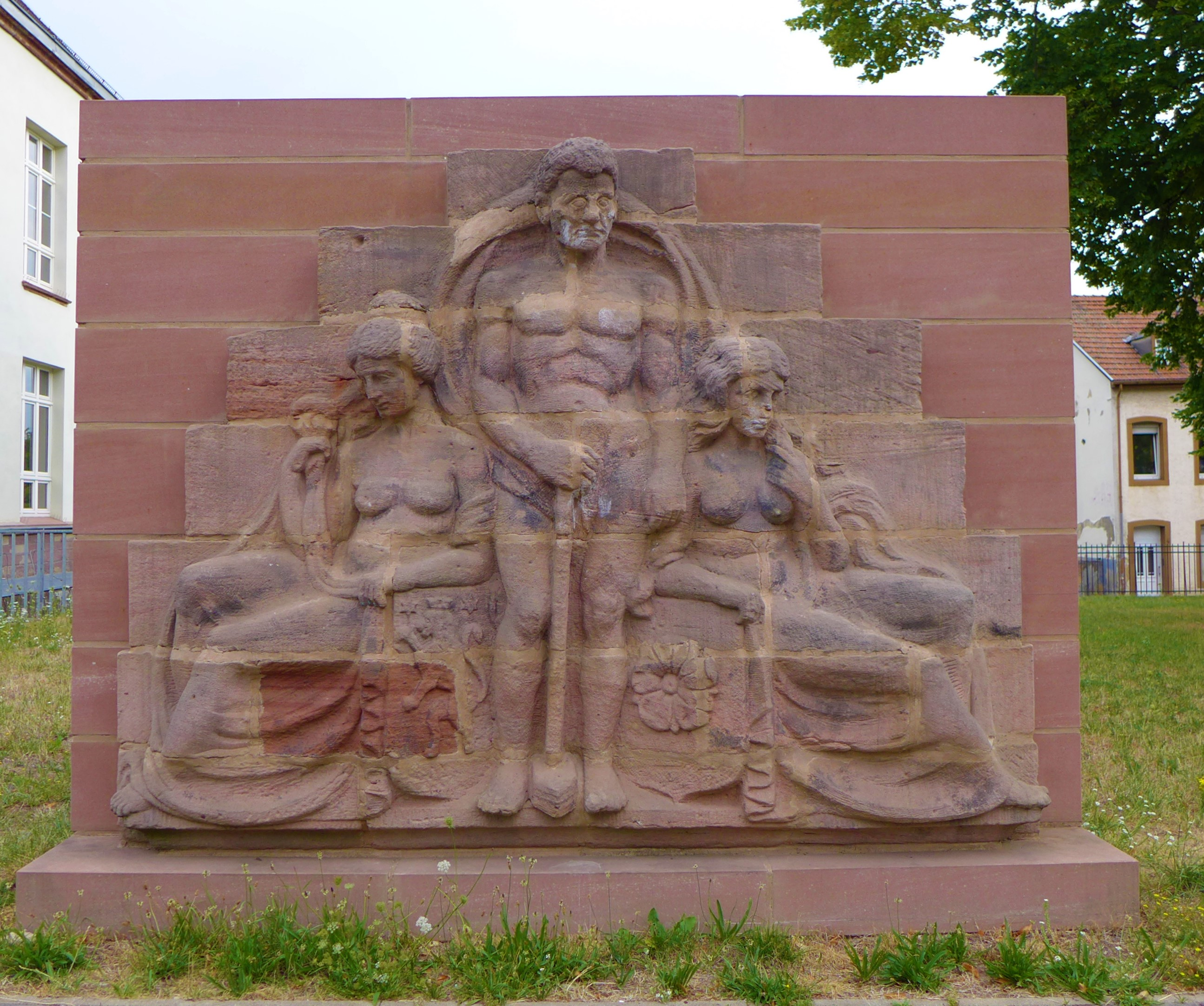
Allegorie der Städtevereinigung von (Alt-)Saarbrücken (sitzende Frau links), Malstatt-Burbach (stehender Arbeiter in der Mitte) und St. Johann an der Saar (sitzende Frau rechts), Giebelrelief eines im Jahr 2008 abgerissenen Bürgerhauses in der St. Johanner Victoriastraße, jetzt auf dem Gelände des Stadtarchivs Saarbrücken, Alt-Saarbrücken

Die Gemeinden Malstatt und Burbach vereinigten sich im Jahr 1875 und wurden zur Stadt erhoben. In der von Industrieunternehmen geprägten Stadt begann ein stürmisches Bevölkerungswachstum. Im Jahr 1897 wurde St. Arnual nach Saarbrücken eingemeindet. Zwischen den Jahren 1897 und 1900 wurde nach Plänen von Georg von Hauberrisser das neogotische Rathaus St. Johann erbaut, das nach dem Jahr 1909 das Rathaus der Großstadt Saarbrücken wurde.
Durch Vertrag vom 5. Dezember 1908 wurden die selbstständigen Städte Saarbrücken, St. Johann und Malstatt-Burbach mit Wirkung vom 1. April 1909 zu einer Stadt mit dem Namen Saarbrücken vereinigt. Die bisherige Stadt Saarbrücken wird seitdem mit der Bezeichnung Alt-Saarbrücken geführt. Die neue Stadt Saarbrücken hatte bei ihrer Gründung etwa 105.000 Einwohner und war damit die fünftgrößte linksrheinische deutsche Großstadt. Gleichzeitig schied die Stadt Saarbrücken aus dem Landkreis Saarbrücken aus und wurde eine kreisfreie Stadt. Dass der Streit über den zu wählenden Stadtnamen, Saarbrücken oder St. Johann, zu einem Pistolenduell der Bürgermeister geführt haben soll, ist nach Erkenntnissen des Stadtarchivs ein Gerücht. Es gab zwar ein solches Duell, allerdings schon im Jahr 1894 und es ging damals nicht um den Namen der neuen Stadt, sondern um den Standort des Bezirkskommandos, also einer Militärbehörde. Wie es ausging, ist nicht klar. Fakt ist: Das Bezirkskommando war in St. Johann am Landwehrplatz und die Bürgermeister wurden wegen des Duells mit rechtlichen Konsequenzen konfrontiert.

### Erster Weltkrieg und Erste Saargebietzeit
Im Ersten Weltkrieg hatte Saarbrücken eine wichtige strategische Funktion bei der Versorgung der Frontarmeen. Da die Front während des gesamten Kriegs mehr als 50 km entfernt war, blieb die Zivilbevölkerung mit Ausnahme einiger Luftangriffe von den Kampfhandlungen verschont. Dennoch war das Leben der Menschen von Leid und Entbehrungen geprägt.

Bei den insgesamt 251 Luftangriffen durch französische Flugzeuge wurden im Großraum Saarbrücken in der Zeit vom 9. August 1915 bis zum 6. November 1918 684 Bomben, meist Splitterbomben, abgeworfen. Es waren 63 Tote, 85 Schwerverletzte und 115 Leichtverletzte zu beklagen.

Am 23. November 1918 wurde die Stadt von französischen Truppen besetzt und unter französische Militärverwaltung gestellt.
Nach dem Ersten Weltkrieg wurde im Jahr 1920 infolge der Bestimmungen des Friedensvertrags von Versailles das Saargebiet und mit ihm die Stadt Saarbrücken unter die Verwaltung des Völkerbundes gestellt. Saarbrücken wurde Hauptstadt des Saargebietes und entwickelt sich zum wirtschaftlichen, politischen und kulturellen Zentrum der Region. Der erste Saarbrücker Flughafen wurde im Jahr 1928 in St. Arnual eröffnet. Während des Völkerbund-Mandats über das Saargebiet (1920–1935) bestand in Saarbrücken auch eine Domanialschule. An dieser Schule in der Talstraße unterrichtete für kurze Zeit auch Heinrich Rodenstein.

### Nationalsozialismus und Zweiter Weltkrieg
In der durch den Versailler Vertrag festgelegten Volksabstimmung am 13. Januar 1935 entschied sich die Mehrheit der Bevölkerung (90,8 %) des Saargebietes für eine Wiederangliederung an das Deutsche Reich. Zahlreiche Bürger waren gezwungen, in die Emigration zu gehen, da unmittelbar nach der Abstimmung politische und rassistisch motivierte Verfolgungen durch das NS-System einsetzten.
Das neue „Gautheater (Westmark)“ wurde in den Jahren 1937 und 1938 nach Entwürfen von Paul Otto August Baumgarten im neoklassizistischen Stil erbaut. Offiziell wurde es dem Saarland für das Abstimmungsergebnis im Jahr 1935, mit dem die Saarländer sich für eine Angliederung an das Deutsche Reich entschieden hatten, von der damaligen nationalsozialistischen Regierung „geschenkt“, wobei dann doch ein Großteil von der Stadt Saarbrücken finanziert werden musste. Das Gebäude sollte nach dem Willen der Machthaber an der Grenze des Deutschen Reiches als „Bollwerk“ gegen Frankreich dienen.
Im gleichen Jahr wurde die Synagoge in St. Johann im Zuge der Novemberpogrome 1938 niedergebrannt und es kam zu antisemitischen Exzessen der örtlichen SS-Einheiten.
Im Jahr 1939 wurde Saarbrücken, das in die Befestigungsanlagen des Westwalles eingebunden war und in der Roten Zone lag, zu Beginn des Zweiten Weltkrieges geräumt. Die Bevölkerung wurde in einer Evakuierungsaktion in anderen Teilen des Deutschen Reiches in Sicherheit gebracht. Erst nach dem siegreich beendeten Frankreichfeldzug durfte die Stadt im Jahr 1940 wiederbesiedelt werden. Saarbrücken wurde NSDAP-Gauhauptstadt und Sitz der staatlichen Verwaltung für den Gau Saarpfalz, der die Pfalz, das Saarland und das annektierte Moseldépartement umfasste. Der Saarbrücker Oberbürgermeister leitete in Personalunion die französische Nachbarstadt Forbach.
Zum 1. April 1943 wurde die Stadt Forbach, die bereits um Stieringen und Schönecken vergrößert worden war, zusammen mit den Gemeinden Alstingen, Kleinrosseln und Spichern aus dem Landkreis Sankt Avold herausgelöst und als besonderer Verwaltungsbezirk Forbach in die Verwaltung der Stadt und des Stadtkreises Saarbrücken überführt. Das geschah im Vorgriff auf die Bildung des Reichsgaues Westmark – die bis Kriegsende nicht mehr stattgefunden hat – und die geplante formelle Eingemeindung nach Saarbrücken.
Am 21. und 22. Oktober 1940 wurden die letzten Saarbrücker Juden im Rahmen der Wagner-Bürckel-Aktion (nach Gauleiter Josef Bürckel) in das Internierungslager Gurs abtransportiert. Von hier aus wurden die meisten im Jahr 1944 in die Vernichtungslager deportiert.
Saarbrücken erlitt, abgesehen von Artilleriebeschuss und Jagdbomberattacken in den Jahren 1939 bis 1940 insgesamt 30 Bombenangriffe der Alliierten Luftstreitkräfte. Der erste Bombenangriff auf die Stadt fand in der Nacht vom 29. auf den 30. Juli 1942 statt.
Im Jahr 1943 wurde das Gestapo-Lager Neue Bremm errichtet. Das Lager bestand bis zum Einmarsch der alliierten Truppen im Winter 1944/45. Die Häftlinge (unter anderem aus Frankreich, der Sowjetunion, Polen und Großbritannien) wurden meistens von dort in Konzentrationslager weitertransportiert. Die Zahl der Ermordeten wird auf einige Hundert geschätzt, die der Insassen insgesamt auf etwa 20.000.
Im Verlauf des Krieges wurde Saarbrücken durch Bombenangriffe der britischen und amerikanischen Luftstreitkräfte stark zerstört. Der schwerste Angriff fand in der Nacht vom 5. auf den 6. Oktober 1944 statt, als 325 britische Bomber über 350.000 Brandbomben über der Stadt abwarfen. Dabei fanden 361 Menschen den Tod, 45.000 wurden obdachlos. Alt-Saarbrücken war nahezu vollständig zerstört. Eine erneute Evakuierung der Stadt wurde angeordnet.
Die letzten Luftangriffe auf Saarbrücken erfolgten am 13. Januar 1945, zehn Jahre nach der Saarabstimmung, als die britische Luftwaffe mit 274 Maschinen einen Einsatz flog, und am 14./15. März 1945, bevor am 21. März 1945 amerikanische Truppen in das nahezu menschenleere Saarbrücken einmarschierten.
Das Stadtgebiet war im Zentrum zu 90 % und in den Randgebieten zu 60 % zerstört. Die Zerstörungsschwerpunkte lagen beiderseits der Saar und der Bahnlinie und reichten von der Bismarck-Brücke bis nach Malstatt-Burbach. Von den Wohnhäusern waren 43 % total zerstört, 35 % leicht bis mittelschwer beschädigt und nur 21 % blieben unbeschädigt. Letztere lagen in den Vierteln links der Saar in Richtung St. Arnual, der Feldmannstraße und der Hohen Wacht sowie rechts der Saar auf dem Rotenbühl. Heute besteht etwa ein Drittel der Stadt aus Gebäuden von vor 1945.

### Nachkriegszeit

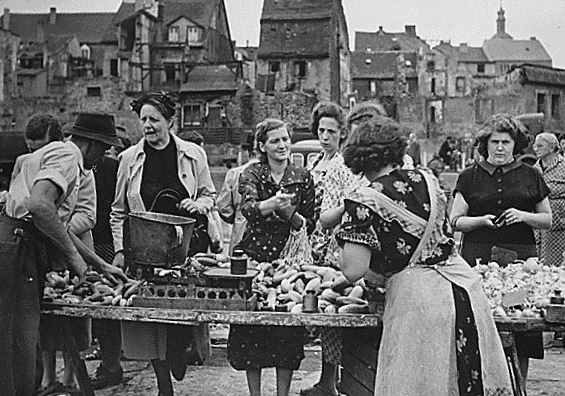
Markttag auf dem St. Johanner Markt in Saarbrücken, kurz nach dem Zweiten Weltkrieg

Am 21. März 1945 eroberten US-Truppen von zwei Seiten die sogenannte „Festung Saarbrücken“. In Saarbrücken wurden nur noch etwa 7.000 Einwohner gezählt (von ca. 130.000 vor dem Krieg). Am 29. Juli 1945 wurde die Stadt, wie das gesamte Saargebiet, unter französische Militärregierung gestellt.
In den ersten Monaten der Besatzung durch US-Truppen, als die geflüchtete Bevölkerung Saarbrückens allmählich zurückkehrte, wurden hauptsächlich Trümmer beseitigt und notdürftige Sicherungsarbeiten an reparaturfähigen Gebäuden durchgeführt. Erst nach der Einsetzung der französischen Militärregierung wurde in Zusammenarbeit mit der Verwaltungskommission mit der systematischen Enttrümmerung und dem Wiederaufbau von öffentlichen Gebäuden und der Saarbrücker Kirchen begonnen. Wegen des beträchtlichen Ausmaßes der Kriegszerstörungen berief die französische Militärregierung den Stadtplaner Georges-Henri Pingusson, der mit der „Equipe des Urbanistes de la Sarre“ einen bedeutenden Wiederaufbauplan für eine moderne autogerechte Stadtanlage mit breiten Straßendurchbrüchen und riesigen Wohnblocks vorlegte. Die Realisierung dieses Plans scheiterte jedoch, da man massive Enteignungsaktionen mit Entschädigungen der früheren Grundstücksbesitzer hätte durchführen müssen. Das gesamte, noch nahezu intakte unterirdische Infrastrukturnetz der Stadt hätte aufgegeben werden müssen. Darüber hinaus war der auf lange Fristen angelegte Pingusson-Plan umstritten, da man einen sofortigen Bedarf an Wohnungen, Schulen, Verwaltungsgebäuden und Kirchen hatte. So vollzog sich der Wiederaufbau der notwendigen Gebäude unter ständigen Kompromissen. Ein Konglomerat von wiederaufgebauten Häusern und vielgeschossigen modernen Hochhäusern entstand. Doch auch noch Ende der 1950er Jahre gab es im Stadtgebiet zahlreiche Notquartiere, kriegsbedingte Baulücken und Trümmergrundstücke.
Während des Wiederaufbaus wurden ähnlich wie in anderen kriegszerstörten Städten einige potenziell erhaltungsfähige historische Gebäude und Stadtstrukturen abgetragen. Zu den umfassendsten Eingriffen in den historischen Saarbrücker Stadtgrundriss zählt der Bau der Stadtautobahn A 620. Um den Bau der A 620 durch die Innenstadt von Saarbrücken an der Saar entlang zu ermöglichen, wurde die vordere – jüngere – Schlossmauer des Saarbrücker Schlosses abgerissen und um mehrere Meter nach hinten versetzt. Die bis dato an die vordere Mauer anbindende Alte Brücke war dadurch „zu kurz“ geworden, die neuentstandene Lücke über der neuen Autobahn wurde durch eine stählerne Fußgängerbrücke (im Volksmund „Flaschenhals“ genannt) überspannt. Das historische, von Friedrich Joachim Stengel errichtete Oberamtshaus an der Schlossmauer wurde vollständig abgetragen, ebenso die den Neumarkt zur Saarseite hin abschließende Häuserzeile. Die ehemalige rechteckige Platzanlage des Neumarktes, dem bis dahin eine vergleichbare Funktion für Alt-Saarbrücken zukam wie der St. Johanner Markt auf der gegenüberliegenden Saarseite, ist seitdem als solcher nicht mehr zu erkennen und wird durch die viel befahrene Wilhelm-Heinrich-Brücke geprägt.
Zwei Jahre nach dem Ende des Zweiten Weltkrieges, im Jahr 1947, wurde das Saarland ein autonomer Staat mit Saarbrücken als Hauptstadt.
Die Universität des Saarlandes wurde im Jahr 1948 mit französischer Unterstützung gegründet. Sie ging aus dem zunächst der Nancy-Université angegliederten Institut d’Études Supérieures de Hombourg hervor. Am 8. März 1947 war in Homburg das erste Institut der saarländischen Hochschule als Zweigstelle der Universität Nancy eingeweiht worden. Bereits im Jahr 1950 war Saarbrücken mit der Saarmesse Messestadt geworden. Zu Beginn der 1950er Jahre bewarb sich die Stadt um den Sitz der Europäischen Gemeinschaft für Kohle und Stahl.
Im Jahr 1955 kam es zur Abstimmung hinsichtlich des Saarstatutes, das von der Regierung von Ministerpräsident Johannes Hoffmann stark propagiert worden war. In der am 23. Oktober 1955 durchgeführten saarländischen Volksabstimmung stimmten im damaligen Stadtgebiet Saarbrückens 30.858 Menschen für dieses Statut und 48.063 Menschen dagegen. (Der Landesdurchschnitt der Nein-Sager betrug 67,7 %; stimmberechtigt waren 663.970 Menschen, was ca. 66 % der Gesamtbevölkerung entsprach.)
Daraufhin trat die Regierung von Ministerpräsident Johannes Hoffmann zurück und Saarbrücken und das Saarland wurden im Jahr 1957 politisch und im Jahr 1959 („Tag X“) wirtschaftlich der Bundesrepublik Deutschland angeschlossen. Saarbrücken wurde damit Hauptstadt des zehnten Bundeslandes (West-Berlin zählte offiziell nicht als Bundesland) der Bundesrepublik Deutschland.
Nach 1960 wurde Saarbrücken mit dem Bau der Stadtautobahn, dem zahlreiche Gebäude der Stadt zum Opfer fielen, an das deutsche Autobahnnetz angeschlossen.
Mit der Gebiets- und Verwaltungsreform im Saarland 1974 wurde Saarbrücken mit elf umliegenden Städten und Gemeinden vergrößert; die Einwohnerzahl verdoppelte sich nahezu auf über 200.000 Menschen, das Stadtgebiet verdreifachte sich etwa. Gleichzeitig wurde die bislang kreisfreie Stadt mit dem Landkreis Saarbrücken zum Stadtverband Saarbrücken vereinigt. Damit entstand erstmals in Deutschland ein Kommunalverband besonderer Art, der einem Landkreis vergleichbar ist. Es wurden Partnerschaften mit Nantes, Tbilissi (Georgien) und Cottbus geschlossen.
Im Jahr 1999 feierte die Stadt Saarbrücken das 1000-jährige Jubiläum ihrer urkundlichen Ersterwähnung.

### 21. Jahrhundert
Zum 1. April 2004 trat der auch in zweiter Instanz wegen Untreue verurteilte Saarbrücker Oberbürgermeister Hajo Hoffmann zurück, nachdem er bereits im August 2002 von seinem Amt suspendiert worden war. Der Fall sorgte bundesweit für Schlagzeilen, da er für den Bau seines Privathauses Rechnungen für Bauleistungen und die Anlage des Gartens zunächst nicht selbst bezahlte, sondern diese von der städtischen Siedlungsgesellschaft bezahlt wurden.
Seit Oktober 2004 stand Charlotte Britz (SPD) als Oberbürgermeisterin an der Spitze der Verwaltung. In dieser Zeit wurden einige Vorhaben in der Stadt begonnen: die Stadt entwickelte in unmittelbarer Innenstadtlage auf ehemaligem Bahngelände ein neues Stadtquartier Eurobahnhof, in dem gewerbliche und kulturelle Einrichtungen bestimmend sein sollten, und startete 2009 das in der Bevölkerung nicht unumstrittene Projekt Stadtmitte am Fluss. Ziel ist, die mitten durch die Stadt führende Stadtautobahn (A 620) in einen Tunnel zu verlegen.
Am 1. Januar 2008 wurde der Stadtverband in den Regionalverband Saarbrücken umgewandelt. Zum kommissarischen Regionalverbandsdirektor wurde Ulf Huppert ernannt. Im Juni 2009 wurde Peter Gillo (SPD) bei einer Urwahl im zweiten Wahlgang zum Regionalverbandsdirektor gewählt; er trat sein Amt im August 2009 an.

### Eingemeindungen
Ehemals selbständige Gemeinden und Gemarkungen, die in die Stadt Saarbrücken eingegliedert wurden:
| Jahr           | Orte |
| -------------- | --- |
| 1896           | St. Arnual |
| 1. April 1909  | Vereinigung der Städte Saarbrücken, St. Johann und Malstatt-Burbach |
| 1. Januar 1960 | Gemarkung Eschberg der Gemeinde Scheidt |
| 1. Januar 1974 | Stadt Dudweiler sowie die Gemeinden Altenkessel, Bischmisheim, Brebach- Fechingen (gebildet am 1. Januar 1959), Bübingen, Ensheim, Eschringen, Gersweiler, Güdingen, Klarenthal, Schafbrücke (gebildet 1960) und Scheidt |

### Einwohnerentwicklung

Bevölkerungsentwicklung der Stadt Saarbrücken von 1871 bis 2018

1905 hatte Saarbrücken mehr als 25.000 Einwohner. Nach der Vereinigung der Städte Malstatt-Burbach, Saarbrücken und Sankt Johann überschritt die Einwohnerzahl der Stadt 1909 erstmals die Grenze von 100.000, wodurch sie zur Großstadt wurde. Bis 1974 verdoppelte sich diese Zahl durch die Eingemeindung mehrerer umliegender Städte und Gemeinden auf den historischen Höchststand von 209.104 Einwohnern. Bereits drei Jahre später war die Zahl wieder unter 200.000 gesunken und nahm in den 1980er-Jahren weiter ab, erst ab 1987 stieg die Bevölkerungszahl wieder leicht an. Zu Beginn der 1990er-Jahre lag sie zumindest bei über 190.000 Einwohnern. Am 31. Dezember 2006 betrug die amtliche Einwohnerzahl für Saarbrücken nach Fortschreibung des Statistischen Amtes Saarland und nach Abgleich mit den anderen Landesämtern 177.870 (nur Hauptwohnsitze). Somit war Saarbrücken von 1992 an eine kontinuierlich schrumpfende Stadt. Zwischen 2011 und 2016 stieg die Einwohnerzahl wieder an; am 31. Dezember 2016 lag sie laut Angaben der Stadt bei 182.447 Einwohnern. Seither ist wieder ein leichter Bevölkerungsrückgang zu verzeichnen, zum 31. Dezember 2020 lag die Einwohnerzahl knapp unter der Marke von 180.000 Einwohnern mit Hauptwohnsitz.
| Saarbrücken: Einwohnerzahlen von 1970 bis 2024                   | Saarbrücken: Einwohnerzahlen von 1970 bis 2024 | Saarbrücken: Einwohnerzahlen von 1970 bis 2024 | Saarbrücken: Einwohnerzahlen von 1970 bis 2024 | Saarbrücken: Einwohnerzahlen von 1970 bis 2024 |
| ---------------------------------------------------------------- | ---------------------------------------------- | ---------------------------------------------- | ---------------------------------------------- | ---------------------------------------------- |
| Jahr                                                             |                                                |                                                |                                                | Einwohner                                      |
| 1970                                                             | 1970                                           |                                                | 128.251                                        | 128.251                                        |
| 1980                                                             | 1980                                           |                                                | 193.554                                        | 193.554                                        |
| 1990                                                             | 1990                                           |                                                | 191.694                                        | 191.694                                        |
| 2000                                                             | 2000                                           |                                                | 183.257                                        | 183.257                                        |
| 2010                                                             | 2010                                           |                                                | 175.741                                        | 175.741                                        |
| 2020                                                             | 2020                                           |                                                | 179.349                                        | 179.349                                        |
| 2024                                                             | 2024                                           |                                                | 182.971                                        | 182.971                                        |
| Quelle(n): Fortschreibung des Statistischen Amtes des Saarlandes |                                                |                                                |                                                |                                                |

### Konfessionsstatistik
Gemäß dem Zensus 2011 waren damals im Mai 2011 43,7 % der Einwohner römisch-katholisch, 26,5 % evangelisch und 29,9 % Konfessionslose oder gehörten einen anderen Glaubensgemeinschaft an. Der Anteil der evangelischen und katholischen Kirchenmitglieder an der Gesamtbevölkerung ist seitdem beträchtlich gesunken. Saarbrücken hatte Dezember 2024 einen Bevölkerungsanteil von 30,4 % katholischen, 17,4 % evangelischen Kirchenmitglieder sowie 52,2 % Konfessionslose/ sonstige Konfessionszugehörigkeit/ ohne Angabe.

## Religion

### Christentum

#### Bistumsgrenzen der römisch-katholischen Kirche
Das Gebiet der heutigen Stadt Saarbrücken gehörte im Mittelalter teils zum Bistum Metz in Lothringen, teils zum Erzbistum Trier. Die Grenze verlief zwischen Saarbrücken und St. Johann einerseits sowie Malstatt und Burbach andererseits.
Im Nachgang des Wiener Kongresses wurden die Bistumsgrenzen neu festgelegt, entsprechend der Grenzen der neuen politischen Ordnung. Saarbrücken wurde, wie der gesamte saarländische Teil der preußischen Rheinprovinz, dem Bistum Trier zugeordnet. Das pfälzisch-bayerische Gebiet wurde zum Bistum Speyer; dazu gehörte z. B. auch Ensheim, was heute ein Stadtteil von Saarbrücken ist. Die Bistumsgrenzen verlaufen noch heute so, wie damals festgelegt.

#### Einführung der Reformation
Im Jahre 1575 führte Graf Philipp III. von Nassau-Saarbrücken die Reformation nach lutherischem Bekenntnis ein. Daher war das heutige Stadtgebiet über viele Jahrhunderte vorwiegend evangelisch. Ab dem 17. Jahrhundert gab es neben den lutherischen Gemeinden auch eine reformierte Pfarrei.

#### Vereinigung der evangelischen Konfessionen
Nach dem Übergang an Preußen im Jahre 1815 wurde Saarbrücken Teil der späteren Rheinprovinz. Die lutherischen Gemeinden und die reformierte Gemeinde in Saarbrücken hatten schon 1802 ein Vereinigungsgesuch an die französische Verwaltung gestellt, das aber von dieser aus politischen Gründen abgelehnt worden war. Einen zweiten Versuch unternahmen die Gemeinden 1817, und zwar Monate vor dem offiziellen Unionsdekret aus Berlin; diese Union war diesmal erfolgreich und führte zur Entstehung der Saarbrücker Union. Die evangelischen Kirchengemeinden gehören seither – sofern sie nicht Glieder einer Freikirche sind – zur Evangelischen Kirche im Rheinland (mit Ausnahme des Stadtteils Ensheim, der zur Evangelischen Kirche der Pfalz gehört). Innerhalb dieser gehören sie zu den Kirchenkreisen Saar-West und Saar-Ost.
Als Reaktion auf die Union zwischen lutherischer Kirche und reformierter Tradition entstanden im gesamten Königreich Preußen evangelisch-lutherische Kirchengemeinden, die dieser Union aus theologischen Gründen nicht beitreten konnten. Nach Verfolgungsmaßnahmen seitens des preußischen Staates unter Billigung des evangelisch-unierten Konsistoriums konnten die Altlutheraner sich ab 1840 unter strengen Auflagen als Evangelisch-lutherische (altlutherische) Kirche organisieren. Daher existiert seit 1857 die Evangelisch-Lutherische Immanuelsgemeinde in Saarbrücken. Diese Kirchengemeinde gehört heute zum Kirchenbezirk Süddeutschland der altkonfessionellen Selbständigen Evangelisch-Lutherischen Kirche (SELK).

#### Andere christliche Konfessionen
Neben lutherischen und reformierten Gemeinden bestehen in Saarbrücken auch freikirchliche Gemeinden, z. B. der Adventisten, der Neuapostolischen Kirche, der Baptisten, der Freien evangelischen Gemeinden, der Methodisten und der Mennonitischen Brüdergemeinden.

#### Wiedererstarken des Katholizismus
Nach den Reunionskriegen Ludwigs XIV. wurde auch wieder eine katholische Gemeinde in Saarbrücken zugelassen: Der erste katholische Gottesdienst im heutigen Stadtgebiet Saarbrückens seit der Reformation wurde 1680 in einer Notkirche in St. Johann abgehalten. Dann wurde mit französischen Zuschüssen die Basilika St. Johann als katholische Stadtkirche erbaut. Die erste katholische Pfarrei wurde aber rechtskräftig erst 1803 in St. Johann errichtet. Hier stand auch die Kirche, zu der alle Katholiken des heutigen Stadtgebiets gehörten. 1885 entstand eine weitere katholische Kirche und 1910 in Malstatt die Josefskirche. Heute gehören die römisch-katholischen Bewohner der Stadt zum Dekanat Saarbrücken des Bistums Trier (bis auf die Ortsteile Eschringen und Ensheim, die zum Bistum Speyer gehören). Außerdem unterhält die Priesterbruderschaft St. Pius X. in Saarbrücken eine Niederlassung und bis 2010 eine Schule.

#### Weitere Konfessionen
Darüber hinaus ist eine Alt-Katholische Pfarrgemeinde in Saarbrücken ansässig, die die ehemalige reformierte Friedenskirche am Ludwigsplatz nutzt.

### Judentum
Die Ansiedlung von Juden in Saarbrücken wurde erst durch Fürst Ludwig gestattet. Auf das Betreiben der Saarbrücker Kaufmannschaft, die eine beträchtliche Summe an die fürstliche Finanzverwaltung bezahlte, wurden allerdings alle Juden aus der Stadt ausgewiesen. Erst mit der Französischen Revolution ließen sich Juden vereinzelt wieder in Saarbrücken nieder. Im Jahr 1860 wohnten in Saarbrücken 18 jüdische Familien, 1877 waren es 60, 1890 waren es 90. Insgesamt wohnten im Kreis 550 Menschen jüdischen Glaubens. Vor dem Ersten Weltkrieg lebten 1250 Menschen jüdischen Glaubens in Saarbrücken.
Der Gemeindegottesdienst wurde anfangs in einem Betsaal abgehalten. Erst in den Jahren 1889/1890 konnte in St. Johann eine Synagoge errichtet werden. Bereits im Jahr 1873 war in Saarbrücken ein jüdischer Friedhof errichtet worden.

### Islam
Es gibt fünf Moscheen in Saarbrücken. Im Stadtteil Alt-Saarbrücken wird eine Moschee vom Dachverband DITIB geleitet. Die Islamische Gemeinschaft der Bosniaken in Deutschland betreibt zwei Moscheen: Die Bosnische Moschee im Stadtteil St. Johann und das Bosanski-Kulturni-Centar im Stadtteil Brebach. Außerdem gibt es eine Moschee im Stadtteil Burbach, die von der Islamischen Gemeinde Saar geführt wird. Unter keinem Dachverband steht die Masjid-Bilal-Moschee im Stadtteil Malstatt.

## Politik

### Stadtrat
Nach den Kommunalwahlen vom 9. Juni 2024 ergab sich für die 63 Sitze des Saarbrücker Stadtrates folgende Verteilung:

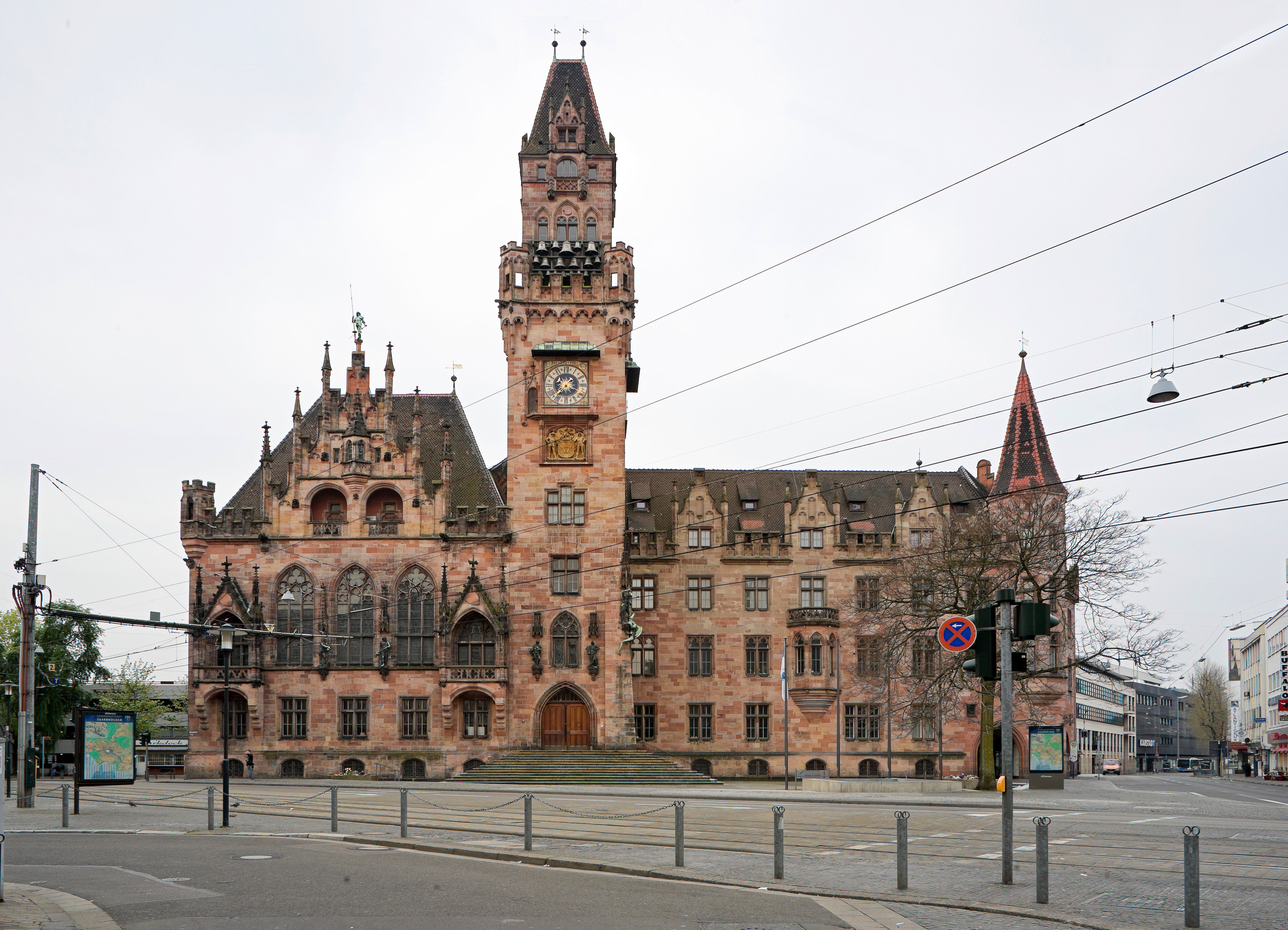
Frontansicht des Rathauses St. Johann

- SPD: 19
- CDU: 18
- GRÜNE: 9
- LINKE: 5
- FDP: 5
- PARTEI: 4
- bunt: 2
- SfA: 1

### Stadtoberhäupter
An der Spitze der Städte Saarbrücken und St. Johann standen über die Jahrhunderte Gerichtsleute, die vom Landesherrn zum Teil zum „Meier“ und zu „Heimburgen“ ernannt wurden. Sie übten mit den Schöffen das Gericht über die Stadt aus. Beide Städte erledigten ihre Amtsgeschäfte relativ autonom, doch gab es auch eine gemeinsame Behörde. Später nannte sich der Ortsvorsteher von Saarbrücken „Meier“, der von St. Johann ab 1458 „Bürgermeister“, deren Ämter ab dem 17. Jahrhundert jährlich wechselten. Ab 1689 gab es anstelle des Meiers in Saarbrücken einen Oberamtmann, ab 1724 einen Stadt- und Oberschultheiß und gegen Ende des 18. Jahrhunderts einen Stadtamtmann. Mit der französischen Besetzung der Stadt wurde 1798 die Munizipalverfassung eingeführt. Beide Städte bildeten forthin eine politische Gemeinde, deren Kanton 1800 auch die Orte Malstatt und Burbach zugeschlagen wurden. Innerhalb des Kantons wurde die Mairie (später Bürgermeisterei) Saarbrücken geschaffen. Ihr gehörten die Städte Saarbrücken und St. Johann sowie die Dörfer Malstatt, Burbach, St. Arnual, Brebach, Güdingen, Fechingen, Bischmisheim, Gersweiler und Klarenthal an. Nach dem Anschluss an Preußen wurde die Munizipalverfassung zunächst noch beibehalten, doch erhielt der Maire künftig die Bezeichnung Oberbürgermeister, ab 1819 Bürgermeister. In Saarbrücken und St. Johann wurde 1859 die preußische Städteordnung eingeführt. St. Johann hatte bereits seit 1820 vergeblich versucht, sich aus der Bürgermeisterei Saarbrücken zu lösen, was schließlich 1862 genehmigt wurde. Da jedoch die Städte so dicht beieinander lagen, versuchte man ab 1905 erneut eine Fusion, die dann zum 1. April 1909 erreicht werden konnte.

#### Stadtoberhäupter vor der Vereinigung
- Franz-Friedrich von Liebenstein († 1596, Grabmal in der Stiftskirche Sankt Arnual): Hofmeister, Oberamtmann und oberster Befehlshaber der Stadt und Burg Saarbrücken

#### Französische Munizipalverwaltung(1798–1815)
- 1798–1799: Jacob Röchling
- 1799–1800: Ludwig Schmidtborn
- 1800–1804: Phillipp von Mandell
- 1804–1814: Sebastian Bruch
- 1814–0000: Heinrich Böcking – Karl Lauckhard
- 1814–1815: Charles Rupied

#### Preußische Rheinprovinzvon 1815 bis zurGroßstadtgründung1909
- Stadtteil Alt-Saarbrücken, ab 1815 Bürgermeisterei, ab 1859 Stadtbürgermeisterei (ab 1897 mit Sankt Arnual)
  - 1815–1816: Karl Zimmermann
  - 1816–1823: Friedrich Köllner
  - 1823–1831: Christian Heinrich Quien
  - 1832–1838: Heinrich Böcking
  - 1838–1841: August Ludwig Reuther
  - 1841–1844: Friedrich Haldy
  - 1844–1854: Ludwig Wagner
  - 1854–1862: August Kromayer
  - 1862–1871: Carl Schmidtborn
  - 1871–1884: Julius Kiefer
  - 1884–1907: Friedrich Wilhelm Feldmann
- Stadtteil Sankt Johann, ab 1859 Stadtbürgermeisterei (bis 1862 in Personalunion mit Alt-Saarbrücken)
  - 1851–0000: Friedrich Bentz
  - 1862–1868: Karl Karcher
  - 1868–1871: Heinrich Rumschöttel
  - 1872–1888: Hermann Falkenhagen
  - 1888–1909: Paul Neff
- Stadtteil Malstatt (mit Burbach), ab 1859 Landbürgermeisterei (bis 1866 in Personalunion mit Alt-Saarbrücken), ab 1875 Stadtbürgermeisterei
  - 1866–1900: Wilhelm Meyer
  - 1900–1909: Paul Schmook

#### Stadtoberhäupter der Großstadt Saarbrücken 1909–1957
- 1909–1919: Emil Mangold
- 1919–1920: August Carl Klein (kommissarisch)
- 1921–1935: Hans Neikes
- 1935–1937: Ernst Dürrfeld, NSDAP
- 1937–1945: Fritz Schwitzgebel, NSDAP
- 1945–0000: Heinrich Wahlster
- 1945–1946: Emil Peter Heim (Bürgermeister)
- 1946–1949: Franz Maria Singer, Zentrum, später CVP (Bürgermeister)
- 1949–0000: Johann Heinrich Barth (Bürgermeister)
- 1949–1956: Peter Zimmer, SPS (Bürgermeister)
- 1956–1957: Johann Ecken (Beigeordneter)

#### Oberbürgermeister seit 1957

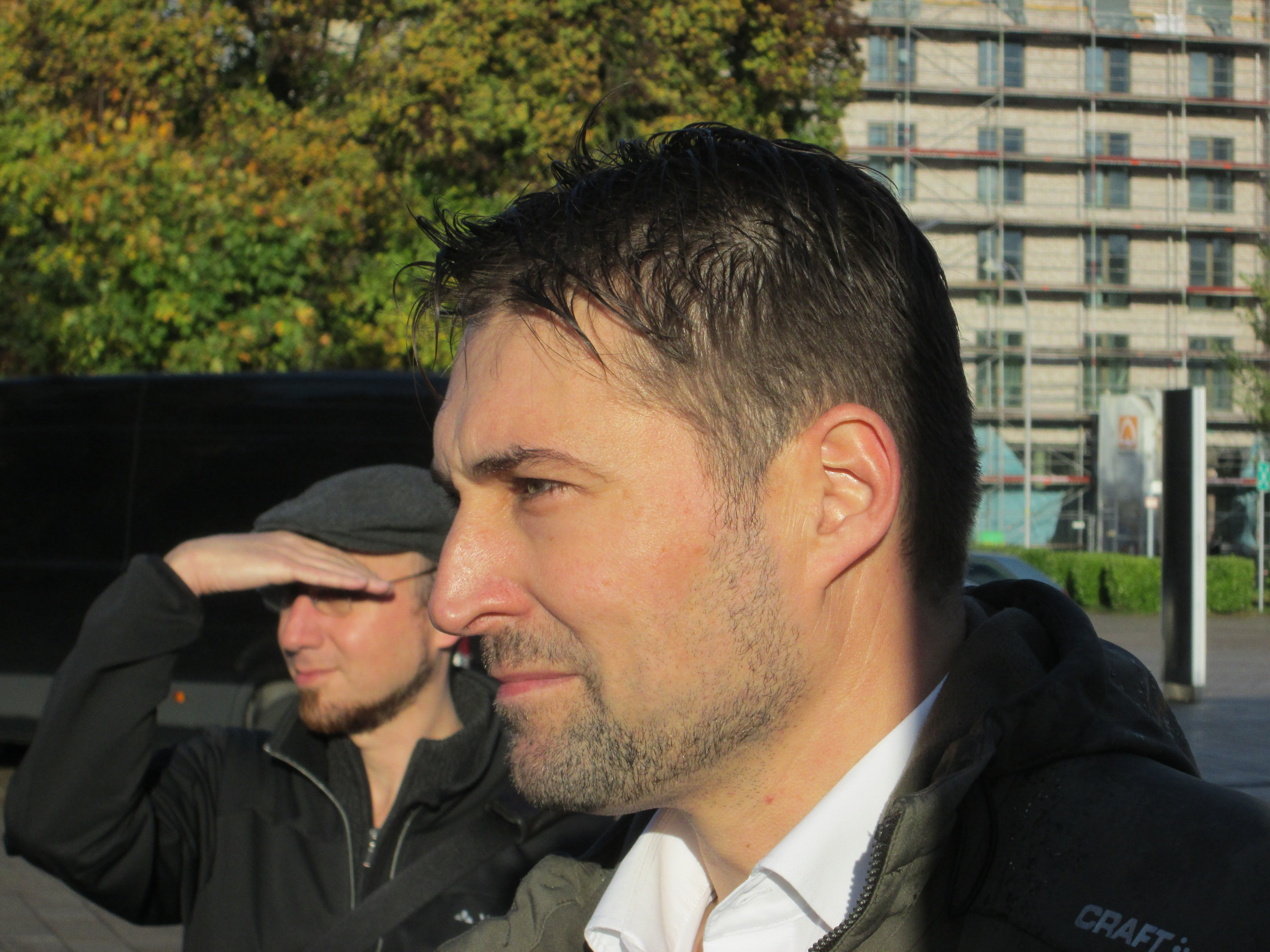
Uwe Conradt, amtierender Oberbürgermeister von Saarbrücken

- 1957–1976: Fritz Schuster, DPS, ab 1970 CDU
- 1976–1985: Oskar Lafontaine, SPD
- 1985–1991: Hans-Jürgen Koebnick, SPD
- 1991–2004: Hajo Hoffmann, SPD (ab August 2002 suspendiert)
  - kommissarischer Leiter der Stadtverwaltung: 2002–2004: Kajo Breuer, Grüne
- 2004–2019: Charlotte Britz, SPD
- 2019–0000: Uwe Conradt, CDU

#### Bürgermeister
- 2002–2009: Kajo Breuer (Umweltdezernat)
- 2010–2020: Ralf Latz (Finanzdezernat)
- 2020–0000: Barbara Meyer (Finanzdezernat)

### Wappen
Wie in der Heraldik üblich, erfolgt die Beschreibung des Wappens aus Sicht des Wappenträgers (Rechts-Links-Vertauschung aus Sicht des Betrachters):

#### Wappen von Saarbrücken

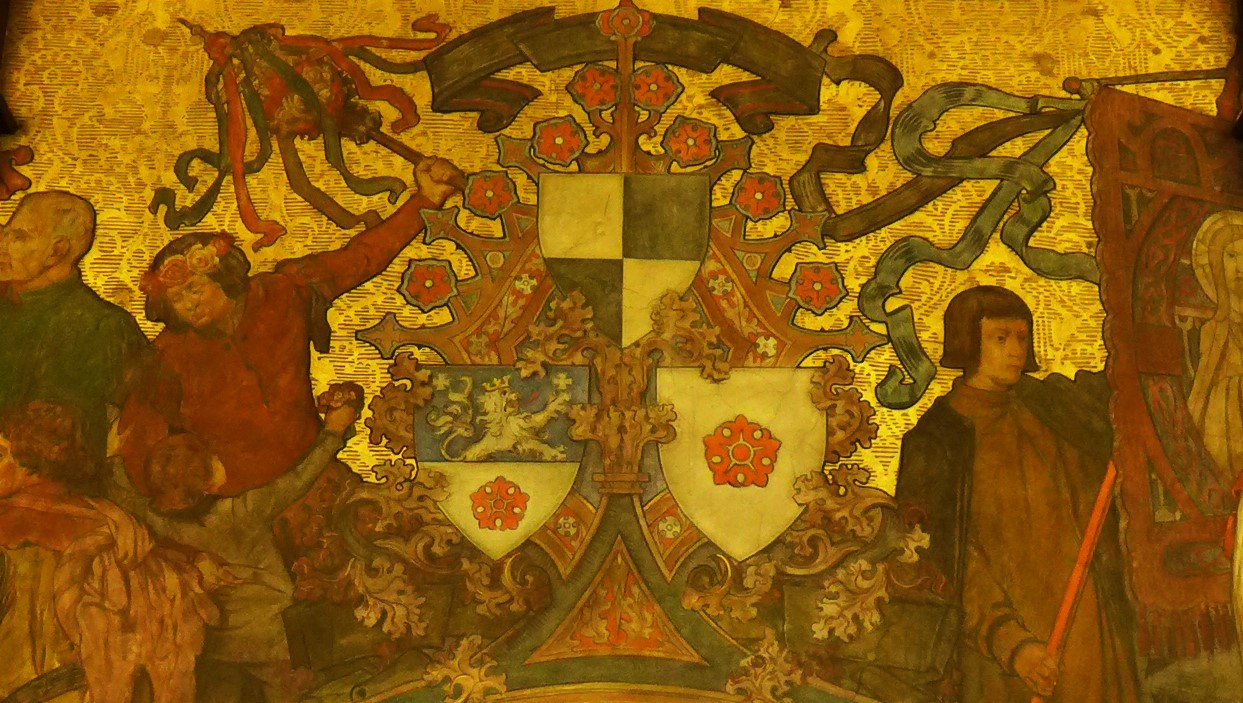
Wappen St. Johann, Ratssaal St. Johann, Gemälde von Wilhelm Wrage

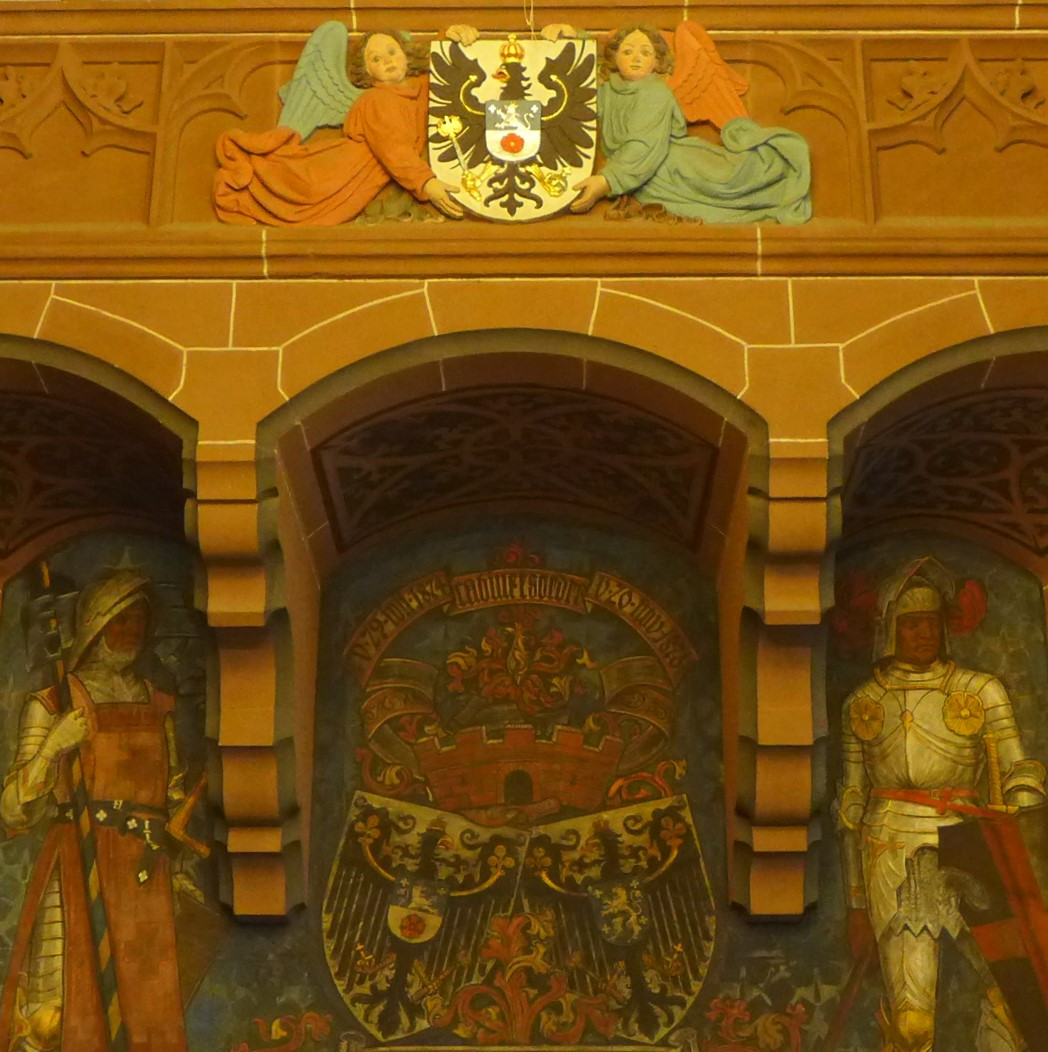
Kaiserwappen St. Johann und Saarbrücken, Ratssaal St. Johann, Gemälde von Wilhelm Wrage

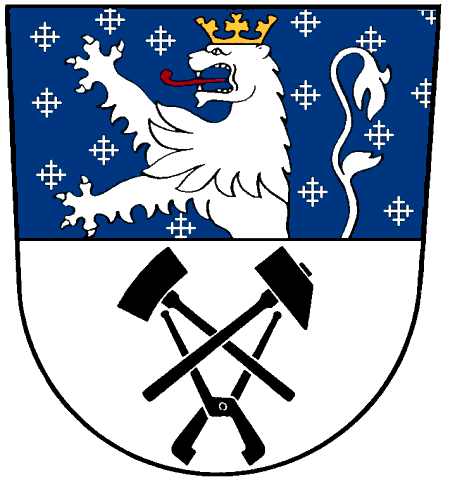
Wappen von Malstatt-Burbach mit gekröntem Löwen und Schmiedewerkzeugen

Innerhalb eines von Schwarz und Silber gestückten Schildbordes unter gespaltenem silbernem Schildhaupt – darin rechts eine rote Rose mit goldenem Samen und grünen Kelchblättern, links schräggekreuzt ein schwarzer Schlägel und ein schwarzes Eisen, unter den Stielenden eine gestürzte schwarze Zange – in Blau ein goldgekrönter, goldbewehrter und rotgezungter silberner Löwe, bewinkelt von vier silbernen Tatzenkreuzen. Die Stadtfarben sind Blau-Weiß.
Die Stadt Saarbrücken, die 1909 durch Vereinigung der Städte Saarbrücken, St. Johann und Malstatt-Burbach entstand, erhielt dieses Wappen im Jahre 1911 durch Kaiser Wilhelm II., wobei das Wappen als Brustschild eines Adlers abgebildet war. Es wurde auch als „Kaiserwappen“ bezeichnet. Der Wappenschild allein wurde als „Siegelwappen“ bezeichnet. Auch die 1974 durch die Gebietsreform vergrößerte Stadt Saarbrücken entschied sich für die Beibehaltung des historischen Wappens in leicht veränderter Form.
Die Wappensymbole wurden aus den Wappen der drei früheren Städte übernommen: Die Rose entstammt dem Wappen von St. Johann, Schlägel, Eisen und Zange entstammen dem Wappen von Malstatt-Burbach und der Löwe entstammt dem alten Saarbrücker Wappen.

#### Wappen des Stadtteils Bübingen
Das Wappen wurde am 20. Oktober 1966 genehmigt.
Blasonierung: „Von Rot und Gold siebenmal geteilt, belegt mit einem gezinnten silbernen Turm mit schwarzen Fenstern und schwarzem Tor.“
Die Farben des Ortes sind Rot-Gelb.
Die Unterteilung in acht Felder stellt die früheren, geteilten Besitzverhältnisse am Dorfe dar durch die Herren von Warsberg, Rodborn, Kerpen, Kriechingen, Ettendorf, Nassau-Saarbrücken, Müllenbach und Kurtrier. Der Turm wurde bereits im 11. Jahrhundert erwähnt.
Das Wappen wurde von August Diesinger-Huber gestaltet.

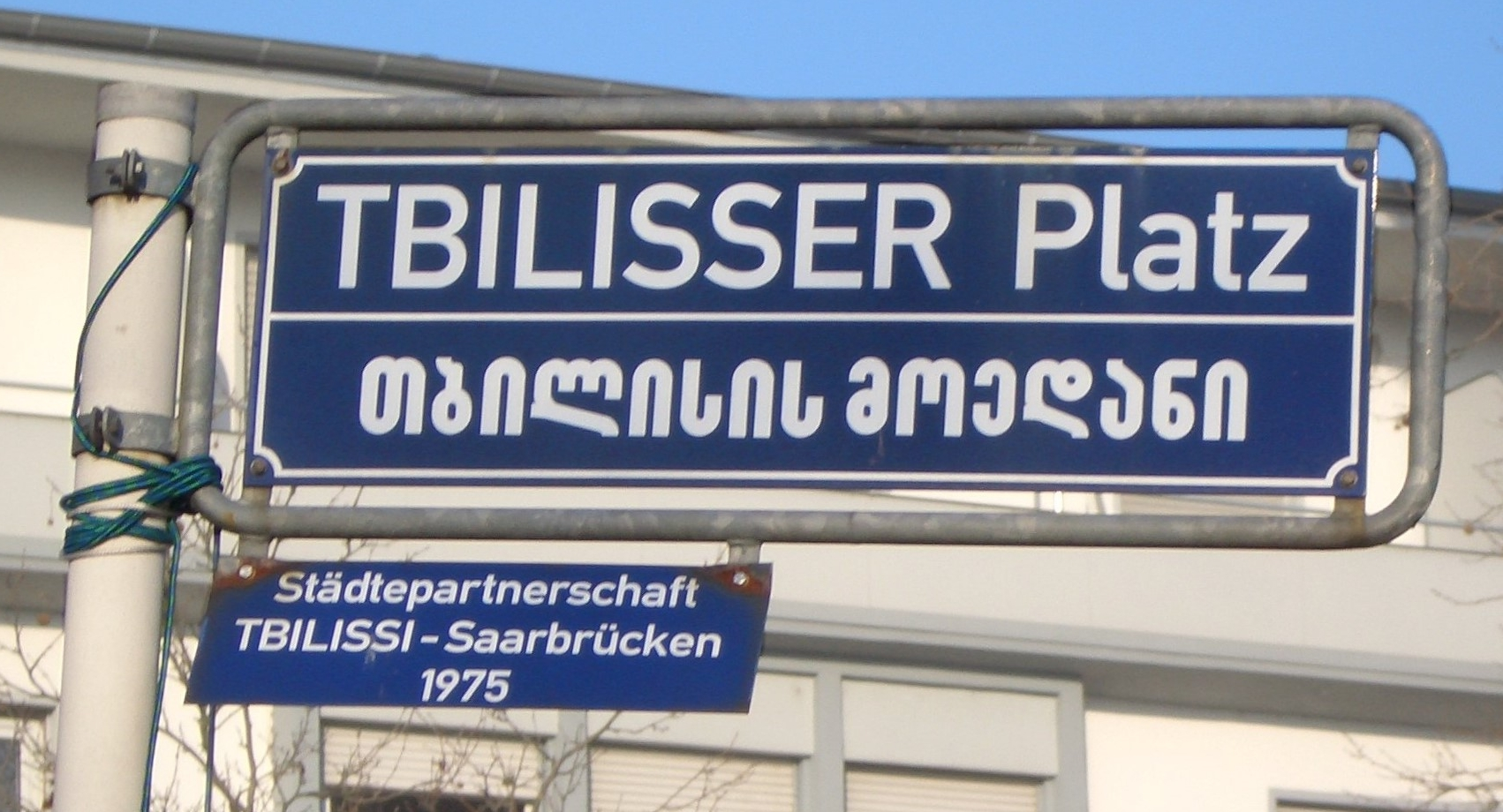
Tbilisser Platz, deutsch und georgisch beschriftet

### Städtepartnerschaften
- Nantes (Frankreich), seit 1965
- Tiflis (Georgien), seit 1975. Der Partnerschaftsvertrag zwischen den Städten wurde am 22. März unterzeichnet.
- Cottbus (Deutschland, Brandenburg), seit 1987, damals noch DDR
- Kowel (Ukraine), seit 2023. Am 28. März 2023 beschloss der Saarbrücker Stadtrat eine Solidaritätspartnerschaft.
- Saarbrücken gehört zum trinationalen Städtenetz QuattroPole.

Außerdem unterhalten einzelne Ortsteile Partnerschaften:
- Coucy-le-Château-Auffrique (Frankreich) mit Altenkessel
- Saint-Avold (Frankreich) mit Dudweiler
- Schœneck (Frankreich) mit Klarenthal

Darüber hinaus gibt es in Saarbrücken bürgerschaftlich getragene Kontakte:
- Diriamba (Nicaragua),[71] durch den Diriamba Verein e. V.

## Verkehr

### Straßenverkehr

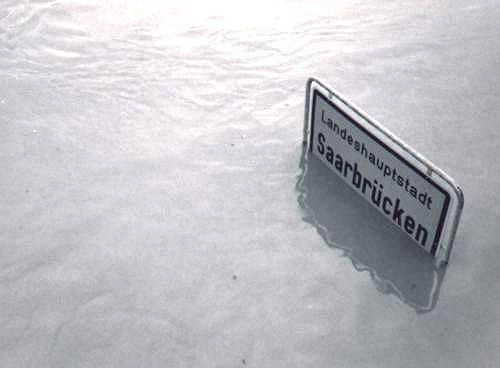
Saarhochwasser in Saarbrücken (1993)

In Saarbrücken beginnen folgende Bundesautobahnen: in Richtung Osten die A 6 (nach Waidhaus über Kaiserslautern, Mannheim, Heilbronn und Nürnberg), in Richtung Nordosten die A 623 (Zubringer zur A 8 Richtung Pirmasens) von SB-Dudweiler zum Autobahndreieck Friedrichsthal und Richtung Norden die A 1 (nach Heiligenhafen über Trier, Köln, Dortmund, Münster, Osnabrück, Bremen, Hamburg und Lübeck), sowie an der Goldenen Bremm (südliche Stadtgrenze) die französische A 320, ein Zubringer zur A 4 Richtung Paris (Boulevard périphérique). Über die A 620 nach Saarlouis ist Saarbrücken zudem an die A 8 angebunden, die die Städte Saarlouis und Luxemburg miteinander verbindet.
Die A 620 (Saarbrücken – Saarlouis) fungiert zwischen den Anschlussstellen Saarbrücken-Güdingen (AS 21) und Saarbrücken-Klarenthal (AS 11) als Stadtautobahn für Saarbrücken mit elf Anschlussstellen im Saarbrücker Stadtgebiet. Auf diesem Teilstück, welches die Stadt entlang der Saar durchschneidet, kommt es neben einer starken Lärmbelastung regelmäßig zur Überflutung, was den weitgehenden Zusammenbruch des Individualverkehrs nach sich zieht. Da die Überflutungen regelmäßig auftreten, sind verschiedene Straßen als Hochwasserumfahrung eingerichtet; sie werden bei Sperrung der A 620 zu mehrspurigen Durchgangsstraßen mit Haltverbot umgewidmet, wobei die sich dort und im direkten Umfeld befindenden Bushaltestellen nicht bedient werden.
Zudem beginnen in Saarbrücken die Bundesstraßen B 41 nach Bad Kreuznach, B 268 nach Lebach – Trier und B 406 über Saarlouis – Dillingen zum saarländisch-luxemburgischen Grenzort Perl – Nennig; die B 51 Richtung Stuhr (bei Bremen) beginnt in der Nachbargemeinde Kleinblittersdorf.

### Schienenverkehr

#### Infrastruktur
Auf der Gemarkung der Stadt befinden sich aktuell elf Bahnhöfe und Haltepunkte der Deutschen Bahn in Betrieb (hinzu kommt ein theoretisch nutzbarer Messebahnhof), sowie eine Innenstadttrasse mit sechzehn Haltestellen der Saarbahn, eines internationalen Tram-Trains nach dem Karlsruher Modell, die zudem vier der DB-Bahnhöfe anfährt.
Besagte DB-Stationen sind zunächst der Hauptbahnhof (auch: Eurobahnhof Saarbrücken) als Knotenpunkt aller Strecken, ein internationaler Fernverkehrshalt und Drehscheibe des Regionalverkehrs in der gesamten Region. Der Bahnhof weist 17 Gleise (davon 14 Bahnsteiggleise) auf; es handelt sich um den größten Bahnhof des Saar-Lor-Lux-Raums. Er stellt den Start- bzw. Endpunkt von sechs Bahnstrecken mit Personenverkehr dar, zudem wird er von der Innenstadttrasse der Saarbahn tangiert.
Zudem an den Bahnstrecken:
- Pfälzische Ludwigsbahn Richtung Sankt Ingbert, Homburg, Kaiserslautern, Ludwigshafen und Mannheim; auf der Gemarkung der Stadt befinden sich die Bahnhöfe bzw. Haltepunkte Saarbrücken Ost (gemeinsam mit der Strecke nach Saargemünd), Schafbrücke und Scheidt (Saar) mit je zwei Richtungsgleisen (Ostbahnhof mit drei plus ein Stumpfgleis), darüber hinaus sieht der VEP die Konstruktion von zwei weiteren Haltepunkten Rotenbühl und Saarbasar/Zoo vor.
- Bahnstrecke nach Saargemünd über Kleinblittersdorf; auf der Gemarkung der Stadt befinden sich der Ostbahnhof (gemeinsam mit der Pfälzischen Ludwigsbahn), der Brebach sowie die Haltepunkte Güdingen und Bübingen (alle zwei Richtungsgleise); der Bau von zwei zusätzlichen Haltepunkten Brebach Süd und Bübingen Nord ist geplant.
- Nahetalbahn nach Neunkirchen (Saar), Sankt Wendel, Idar-Oberstein, Bad Kreuznach und Mainz mit den Bahnhöfen Jägersfreude und Dudweiler (beide zwei Richtungsgleise + ein Gütergleis)
- Saarstrecke Richtung Völklingen, Saarlouis und Trier mit den Burbach (zwei Richtungsgleise an einem Mittelbahnsteig + zwei Güter-/Überholgleise) und Burbach Mitte (zwei Richtungsgleise); geplant ist die Konstruktion von zwei neuen Haltepunkten Rockershausen und Malstatt (gemeinsam mit der Forbacher Bahn)
- Fischbachtalbahn nach Illingen (Saar) über Quierschied ohne Betriebsstellen auf der Gemarkung der Stadt Saarbrücken (ein Haltepunkt Rußhütte ist jedoch im VEP festgesetzt)
- Forbacher Bahn Richtung Forbach und Metz ebenfalls ohne Haltepunkte auf der Gemarkung, jedoch ist der Bau der Haltepunkte Malstatt und Westpark/Wiesenstraße geplant.

Überdies beginnt hier auch die Rosseltalbahn mit dem Messebahnhof, die jedoch aktuell nur dem Güterverkehr dient. Die Strecke ist laut VEP eventuell für eine Reaktivierung durch die Saarbahn GmbH vorgesehen.

#### Fernverkehr
Seit Dezember 2007 ist Saarbrücken Hauptbahnhof mit der Eröffnung der Hochgeschwindigkeitsstrecke (Frankfurt –) Saarbrücken – Paris (LGV Est, planmäßig 320 km/h) vollwertige Station im europäischen Hochgeschwindigkeitsnetz. Neben den dort verkehrenden ICE- und TGV-Zügen nach Frankfurt am Main und Paris verkehrt einmal täglich auch ein ICE nach Berlin über Frankfurt und Erfurt sowie nach München über Stuttgart. IC-Verbindungen bestehen über Heidelberg nach Stuttgart. Eurocity-Züge verkehren über München und Salzburg nach Graz.

#### Regionalverkehr
Im Regionalverkehr dient Saarbrücken Hauptbahnhof als Drehkreuz. Im Minutentakt verkehren Regionalbahn- und Regional-Express-Züge ins umliegende Saarland sowie nach Frankreich und in das übrige Bundesgebiet. Regional-Express-Züge verkehren über Neunkirchen, Türkismühle, Mainz nach Frankfurt am Main, nach Koblenz über Saarlouis und Merzig, nach Trier über Saarlouis und Merzig, nach Metz über Forbach, nach Straßburg über Saargemünd und nach Kaiserslautern. Hinzu kommen Regionalbahnen auf den Linien Zweibrücken – Pirmasens, Saarlouis – Merzig – Trier, Illingen – Lebach, Neunkirchen – St. Wendel und Neunkirchen – Homburg.
Im neuen Verkehrsentwicklungsplan (VEP) der Landeshauptstadt wird die Einrichtung einer S-Bahn angestrebt, deren Linien im 30/60-Minuten-Takt auf den aktuellen Regionalbahnstrecken verkehren sollen und somit die Regionalzüge entlasten, sowie für eine bessere Anbindung des Umlandes sorgen sollen. Zudem wird die Reaktivierung der Rosseltalbahn sowie eine Verknüpfung der Bahnstrecke von Dillingen nach Schmelz (stillgelegt) nach Lebach überdacht. So könnte eine umsteigefreie Verbindung zwischen Niedaltdorf und Homburg entstehen, welche im Sinne der S-Bahn viele Verknüpfungspunkte zu den restlichen Linien ermöglicht. Ein Konzept ist in Planung.

### Öffentlicher Nahverkehr

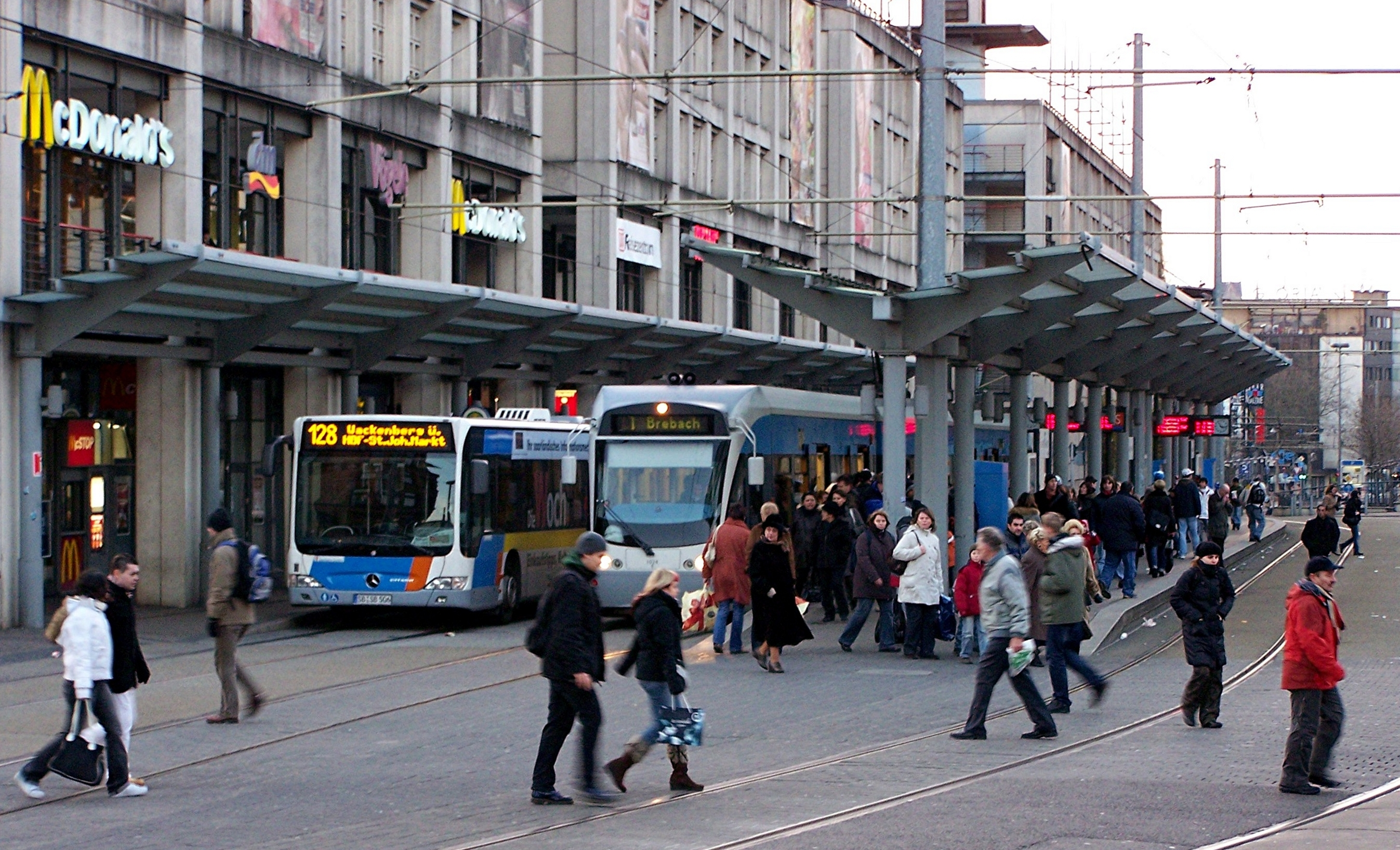
Stadtbahn und Stadtbus am Hauptbahnhof

Die Saarbahn GmbH betreibt die Saarbahn, eine Regionalstadtbahn mit Stationen im Straßenbahn- und Eisenbahnnetz nach dem Karlsruher Modell. Die Fahrzeuge der Saarbahn haben die Spurbreite der Deutschen Bahn und fahren über eine Rampe auf deren Gleise bis ins französische Sarreguemines. Bereits von 1890 bis 1965 fuhr die Straßenbahn Saarbrücken durch die Stadt. Von 1948 bis 1964 wurde diese durch den Oberleitungsbus Saarbrücken ergänzt.
Zudem bietet das städtische Busunternehmen aktuell 104 Buslinien im Gebiet der Stadt Saarbrücken an.
Außerdem führen einige Linien der Saar-Pfalz-Bus GmbH, der VVB, der NVG sowie privater Anbieter (z. B. Baron Reisen) aus der Innenstadt hinaus ins weitere Umland.

### Radverkehr
Saarbrücken ist eine wenig fahrradfreundliche Stadt. Der Radverkehrsanteil am Modal Split lag 2010 bei 4 %, was einer der niedrigsten bei deutschen Städten war. Trotz relativ kompakter Innenstadtfläche wird wegen der vorwiegend an den Erfordernissen des privaten und öffentlichen Kfz-Verkehrs ausgerichteten Straßengestaltung, (u. a. mehrere für Radverkehr in der Gegenrichtung nicht befahrbare Einbahnstraßen und wenig Fahrradwege) die Nutzung des Fahrrades als alltägliches Transportmittel teilweise eher behindert als gefördert. Auch die Lage der Universität auf einem Gelände hoch über dem restlichen Stadtgebiet ist eine ungünstige Voraussetzung für einen höheren Radverkehrsanteil.
Andererseits öffnete Saarbrücken bereits in den 1990er Jahren zahlreiche Einbahnstraßen innerhalb von Tempo-30-Zonen für den Radverkehr in der Gegenrichtung. Vorausgegangen war die Verleihung des Negativ-Preises Rostige Speiche durch den Fahrrad-Club ADFC im Jahr 1989.

### Flugverkehr

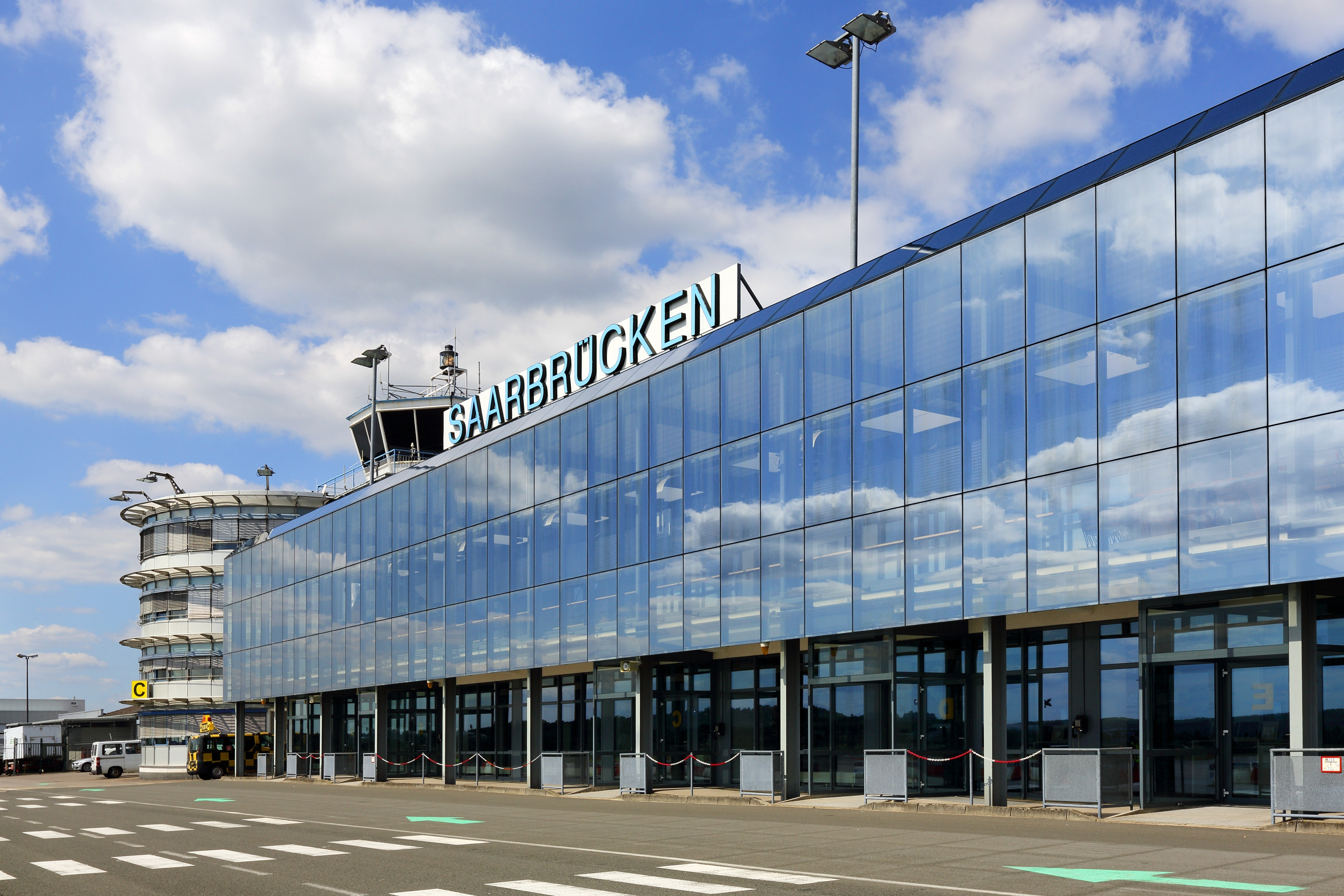
Flughafen Saarbrücken

Saarbrücken verfügt mit dem Flughafen Saarbrücken im Stadtteil Ensheim über einen internationalen Verkehrsflughafen. Von der Innenstadt aus ist er mit der im Stundentakt (an Wochenenden und Feiertagen alle zwei Stunden) verkehrenden Regionalbuslinie R 10 der Saar-Mobil, die nach Blieskastel fährt, zu erreichen.

### Schiffsverkehr

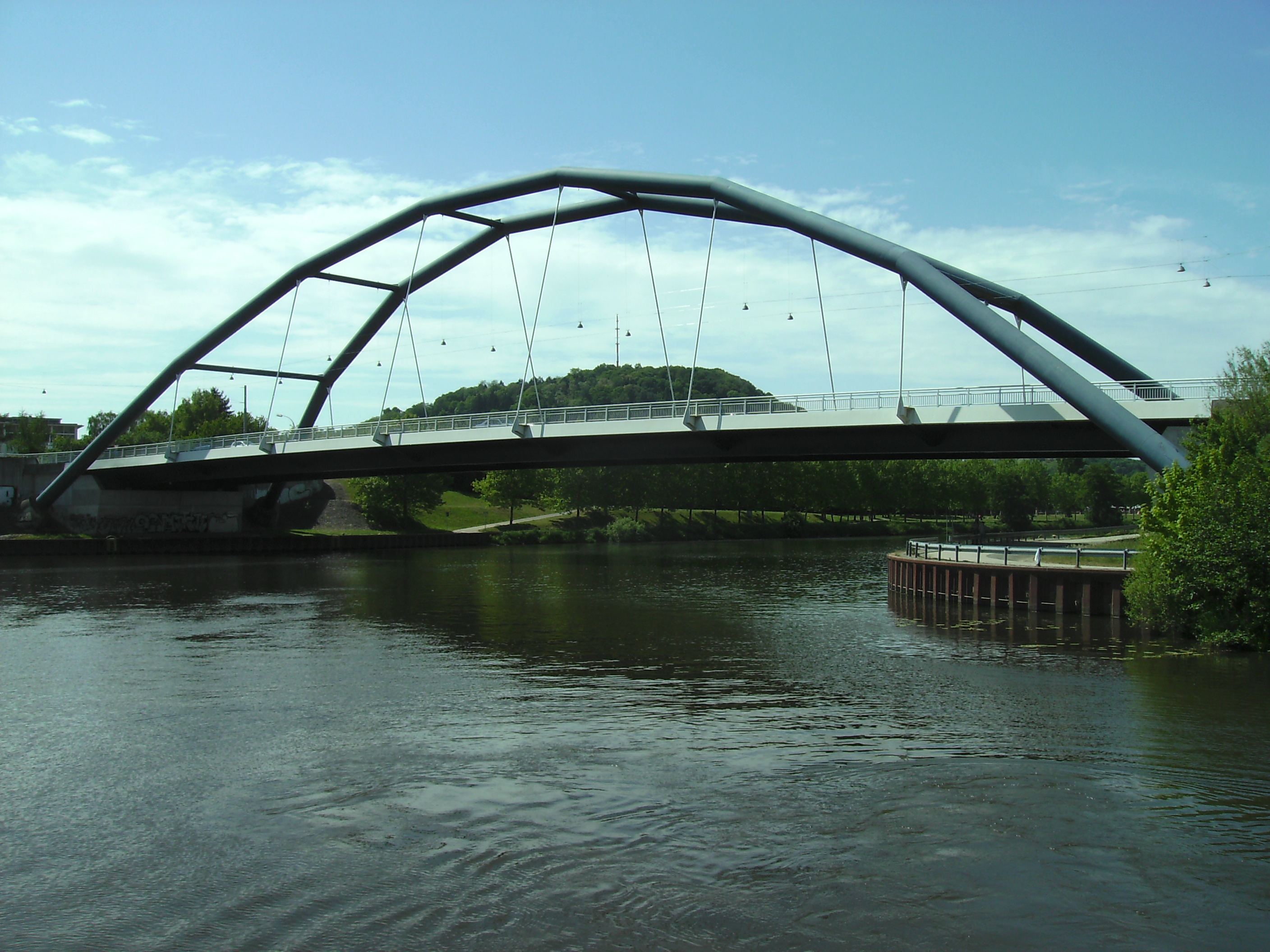
Brücke über die Saar an der Ostspange

Der Unterlauf der Saar ist von Konz bis Saarbrücken für die Großschifffahrt ausgebaut. Ab Saarbrücken bis Saargemünd ist der Fluss für kleinere Schiffe (Penischen) befahrbar. Ab Saargemünd verbindet der Saarkanal (früher auch Saar-Kohlen-Kanal genannt) die Saar mit dem Rhein-Marne-Kanal.

## Wirtschaft und Infrastruktur

### Eckdaten
Im Jahr 2018 erbrachte der Regionalverband Saarbrücken ein BIP von 14,815 Milliarden € und belegt damit Platz 25 in der Rangliste der deutschen Städte und Kommunalverbände besonderer Art nach Wirtschaftsleistung. Die Arbeitslosenquote im Regionalverband Saarbrücken lag im August 2022 bei 9,2 % und damit über dem Durchschnitt des Saarlandes mit 6,5 %. Die Anzahl der Einpendler nach Saarbrücken beträgt 55.700, allein aus Frankreich kommen täglich etwa 14.800 Arbeitnehmer. Saarbrücken ist Trägerin des Titels Hauptstadt des Fairen Handels (2015).

### Dienstleistung
In Saarbrücken befand sich von 1998 bis 2012 eines der vier bundesweit eigenen Callcenter von HanseNet. Mit CosmosDirekt beherbergt Saarbrücken den größten Direktversicherer Deutschlands. Auch haben die Saarland Versicherung, die IKK Südwest, die Union Krankenversicherung und die Landesdirektion Saarland der AOK Rheinland-Pfalz/Saarland in Saarbrücken ihren Sitz. Außerdem ist in Saarbrücken Juris, das juristische Informationssystem der Bundesrepublik Deutschland beheimatet. Die in Saarbrücken gegründete IDS Scheer AG, ein Software- und Beratungsunternehmen, das sein Geschäftsfeld im Bereich Business Process Management hatte, ist heute ein Zweig der Software AG. Das Beratungsgeschäft der IDS Scheer AG ist in der Scheer GmbH aufgegangen.
Saarbrücken ist Sitz der Landesbank Saar, der Saarländischen Investitionskreditbank (SIKB), des Sparkassenverbandes Saar, der Sparkasse Saarbrücken, der Bank 1 Saar, der SKG Bank und der mediserv Bank. Außerdem befinden sich hier Geschäftsstellen der Deutschen Bank, der Commerzbank, der HypoVereinsbank, der PSD Bank RheinNeckarSaar und der Mercedes-Benz Bank.
Ähnlich wie in anderen grenznah zu Frankreich gelegenen Städten ist in Saarbrücken die Prostitution ein Wirtschaftsfaktor. Im Vergleich zu Frankreich freizügige Regelungen locken Freier aus dem Nachbarland an. So siedeln sich Bordelle und ähnliche Betriebe an, was bei Anwohnern für erheblichen Unmut sorgt. Durch Sperrbezirks-Verordnungen und über die Bebauungspläne versuchen die Behörden, die Prostitution einzudämmen.

### Industrie
Der Vertrieb des Kfz-Herstellers Peugeot hatte von 1936 bis 2012 seinen Unternehmenssitz in Saarbrücken.
Die ZF Friedrichshafen AG fertigt in ihrem Werk Saarbrücken Automatikgetriebe für Getriebe für Autos mit Verbrennungsmotoren, Hybridfahrzeuge und Elektroautos für viele europäische Automobilhersteller.
Ein weiterer Automobilzulieferer ist die Hörmann Automotive Saarbrücken GmbH als Teil von Hörmann Industries.
Die Europazentrale des Gartengeräteherstellers MTD und der Sitz des Pharmaherstellers Ursapharm liegen im Stadtteil Bübingen.
Die Gusswerke Saarbrücken (vormals Halberg-Guss) in Saarbrücken-Brebach fertigten bis zu ihrer Schließung im Jahr 2020 Gussteile, vor allem Kurbelgehäuse und Kurbelwellen für den europäischen PKW- und Nutzfahrzeugmarkt. Saint-Gobain Gussrohr produzierte bis 2019 Rohre und Kanalguss-Produkte aus duktilem Gusseisen. Die Kanalisation von Ankara (Türkei) stammt beispielsweise von hier. Beide Unternehmen sind aus der 1756 gegründeten Halbergerhütte hervorgegangen. Die Saarstahl AG produziert in ihrem Werk Saarbrücken-Burbach (Reste der ehemaligen Burbacher Hütte) mit etwa 600 Mitarbeitern Draht für den europäischen Markt.

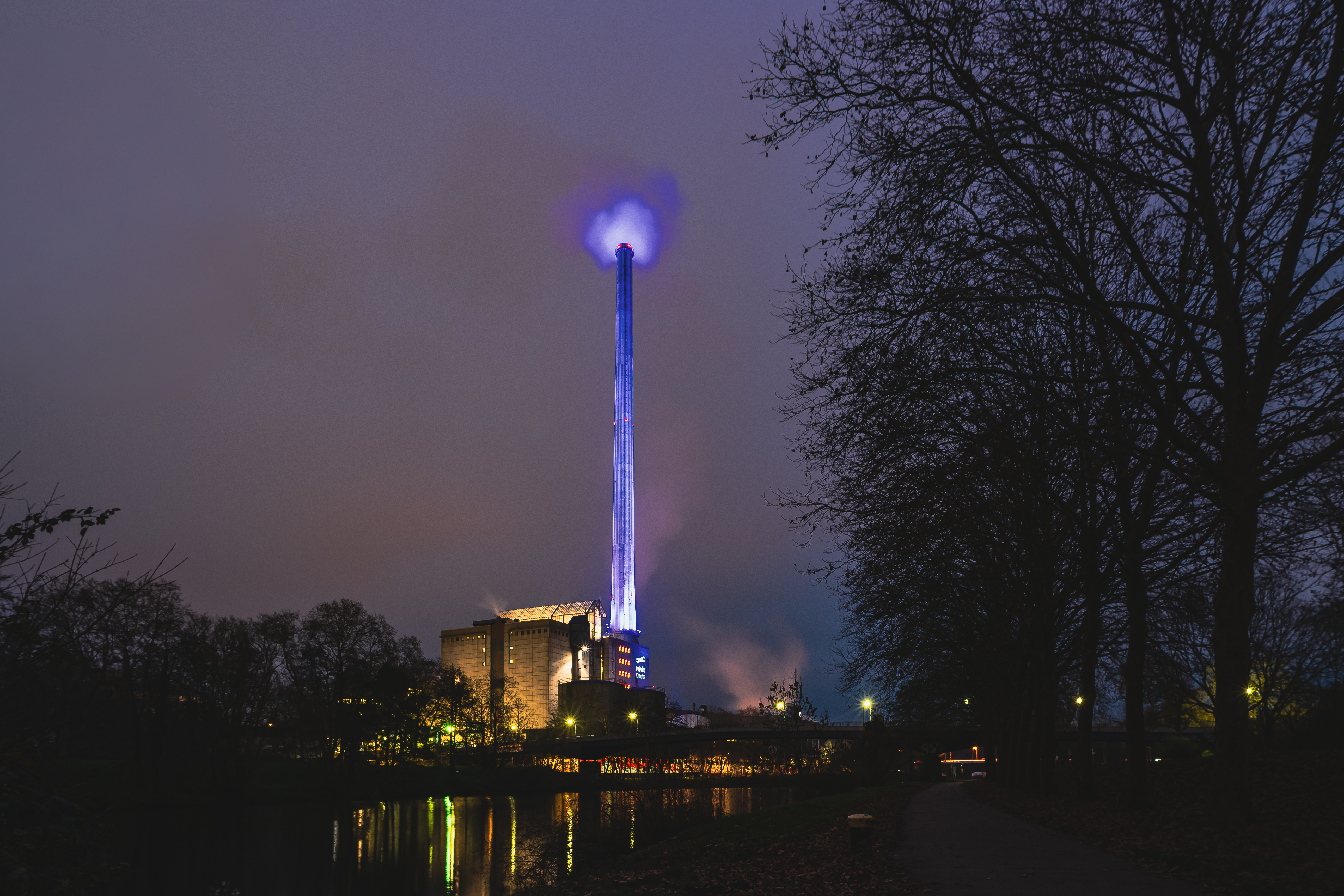
Kraftwerk Römerbrücke an der Saar

Die 1955 in Saarbrücken-Ensheim gegründete Hager Electro fertigt und handelt Elektrosicherungskästen, Schaltschränke und Gebäudesystemtechnik. Sitz der Muttergesellschaft, der Hager Group, ist Blieskastel. Mit Schröder Fleischwaren und Schwamm & Cie. existieren zwei regional bedeutsame Produzenten von Fleisch- und Wurstwaren. Die Brauerei G.A. Bruch ist das älteste Unternehmen der Stadt. Die Firma Hans Leffer in Saarbrücken-Dudweiler ist im Apparatebau, Maschinenbau, Stahlbau und dem Gasbehälterbau tätig. Für Leffer wurde an der Saar in Höhe des Bürgerparks eine RoRo-Anlage zur Verladung übergroßer Bauteile auf Schiffe errichtet.
Die Saarbrücker Zeitung Verlag und Druckerei betreibt eine Großdruckerei, die auch die Saarbrücker Zeitung druckt.
Das GuD-Kraftwerk Römerbrücke liegt direkt an der Saar.

## Medien
Der Saarbrücker Halberg ist Sitz des Saarländischen Rundfunks (SR), einer der kleinsten Landesrundfunkanstalten Deutschlands mit der Deutschen Radio Philharmonie Saarbrücken Kaiserslautern. Auf dem Gelände des SR hat auch das ZDF sein Landesstudio für die Berichterstattung aus dem Saarland. Daneben senden die privaten Rundfunksender Radio Salü (mit seinem Hauptprogramm und dem Classic Rock Radio) und Radio Saarbrücken aus der Landeshauptstadt. Außerdem sendet das private Jugendradio bigFM mehrere Stunden täglich ein Regionalprogramm für Saarbrücken und das Saarland, der Rest des Programms wird aus Stuttgart übernommen.
Als Tageszeitung erscheint aus der Rheinische Post Mediengruppe die Saarbrücker Zeitung mit elf Lokalausgaben, als Wochenzeitung erscheint seit 1959 der Wochenspiegel mit sieben Lokalausgaben. Die Axel Springer AG bringt seit 2005 mit der Bild Saarland ein Blatt, das Regionalberichterstattung enthält.
Als kostenloses Stadtmagazin fungiert seit 1984 das L!VE-Magazin. Es existieren weitere Hefte wie seit 2009 Pop-Scene.

## Öffentliche Einrichtungen

### Behörden und Einrichtungen
Neben der Stadtverwaltung, dem Regionalverband Saarbrücken und zahlreichen Dienststellen der Saarländischen Landesregierung sind unter anderem folgende Behörden und Einrichtungen in Saarbrücken vertreten:
- Agentur für Arbeit Saarland,
- Deutsche Rentenversicherung Knappschaft-Bahn-See,
- Deutsche Rentenversicherung Saarland als Träger der gesetzlichen Rentenversicherung
- Arbeitskammer des Saarlandes,
- Außenstelle der Dienststelle Mitte Frankfurt am Main des Bundeseisenbahnvermögens,
- Außenstelle des Bundesamts für Güterverkehr,
- Außenstelle des Bundesamts für Sicherheit in der Informationstechnik,
- Bundesnetzagentur mit einem Teil der Zentrale und einer Außenstelle,
- Bundespolizei mit mehreren Revieren in Saarbrücken, die zur Bundespolizeidirektion Koblenz gehören,
- deutschlandweit zuständiger Service der Bundesagentur für Arbeit zur Vergabe von Betriebsnummern,
- Außenstelle des Eisenbahn-Bundesamts,
- Hauptzollamt Saarbrücken,
- Jobcenter im Regionalverband Saarbrücken,
- Landeszentrale für politische Bildung des Saarlandes,
- Rechnungshof des Saarlandes,
- Regionaldirektion Rheinland-Pfalz/Saarland der Bundesagentur für Arbeit,
- Dienststelle der Generalzolldirektion,
- Zollamt Saarbrücken,
- Industrie- und Handelskammer des Saarlandes,
- Handwerkskammer des Saarlandes,
- Ärztekammer des Saarlandes,
- Saarländischer Städte- und Gemeindetag,
- Landkreistag Saarland

### Gerichte und Staatsanwaltschaften

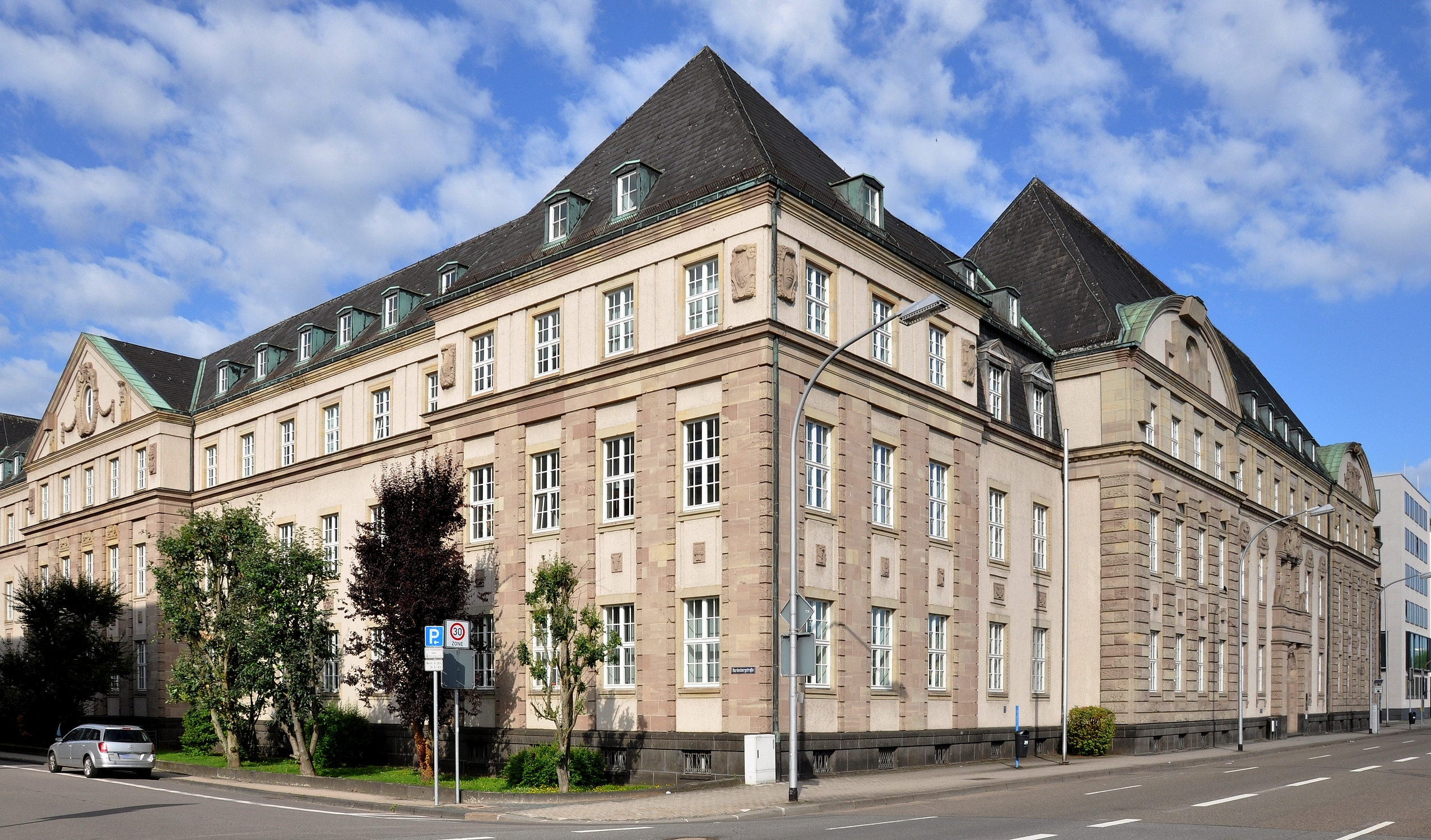
Gebäude des Saarländischen Oberlandesgerichts und des Landgerichts Saarbrücken

- Verfassungsgerichtshof des Saarlandes
- Ordentliche Gerichtsbarkeit: Saarländisches Oberlandesgericht, Landgericht Saarbrücken, Amtsgericht Saarbrücken
- Finanzgerichtsbarkeit: Finanzgericht des Saarlandes
- Arbeitsgerichtsbarkeit: Landesarbeitsgericht Saarland, Arbeitsgericht Saarland
- Sozialgerichtsbarkeit: Landessozialgericht für das Saarland, Sozialgericht für das Saarland

Ihren Sitz in Saarbrücken haben außerdem die Staatsanwaltschaft und die Generalstaatsanwaltschaft Saarbrücken, deren Zuständigkeitsbereich sich jeweils auf das gesamte Saarland erstreckt. Die Verwaltungsgerichtsbarkeit hat ihren Sitz in Saarlouis.

### Justizvollzugsanstalt
Die Justizvollzugsanstalt Saarbrücken befindet sich am Lerchesflurweg.

### Sicherheit
Saarbrücken verfügt in der Stadt über eine Berufsfeuerwehr mit zwei Feuerwachen. Die Feuerwache 1 ist in St. Johann beheimatet, die Feuerwache 2 im Stadtteil Burbach. Dort versehen insgesamt 180 Feuerwehrmänner und eine Feuerwehrfrau ihren Dienst.
Insgesamt 17 Freiwillige Feuerwehren mit über 1000 Mitgliedern sind über die Stadtteile verteilt und unterstützen die Berufsfeuerwehr. In der Stadt selbst stehen vier Freiwillige Feuerwehren zur Verfügung (Kernstadtwachen).
Im Stadtbereich gibt es insgesamt fünf Rettungswachen (Berufsfeuerwehr, ASB, DRK, MHD) mit insgesamt acht Rettungswagen (RTW), drei Notarzteinsatzfahrzeugen (NEF), einem Baby-Notarztwagen (Baby-NAW) sowie acht Krankentransportwagen (KTW). Der Rettungshubschrauber Christoph 16 ist ebenfalls am Klinikum Saarbrücken stationiert und fliegt von dort Einsätze im gesamten Saarland.

### Krankenhäuser
Im Stadtgebiet Saarbrücken gibt es folgende Krankenhäuser:
- das in städtischem Besitz befindliche Klinikum Saarbrücken gGmbH (umgangssprachlich „Winterberg“), das nach der Uniklinik Homburg das zweitgrößte Krankenhaus im Saarland ist;
- das im Verbund mit dem Fliedner-Krankenhaus in Neunkirchen als Saarland Kliniken firmierende, zur Kreuznacher diakonie gehörende Evangelische Stadtkrankenhaus Saarbrücken im Stadtteil St. Johann;
- das CaritasKlinikum Saarbrücken mit den beiden Standorten St. Theresia im Stadtteil Rastpfuhl sowie St. Josef in Dudweiler, beide zur Caritas Trägergesellschaft Saarbrücken gehörend;
- die zur Saarland-Heilstätten gGmbH gehörende psychiatrisch/geriatrische Fachklinik Sonnenberg im Stadtteil Güdingen.

## Bildung und Forschung

### Hochschulen

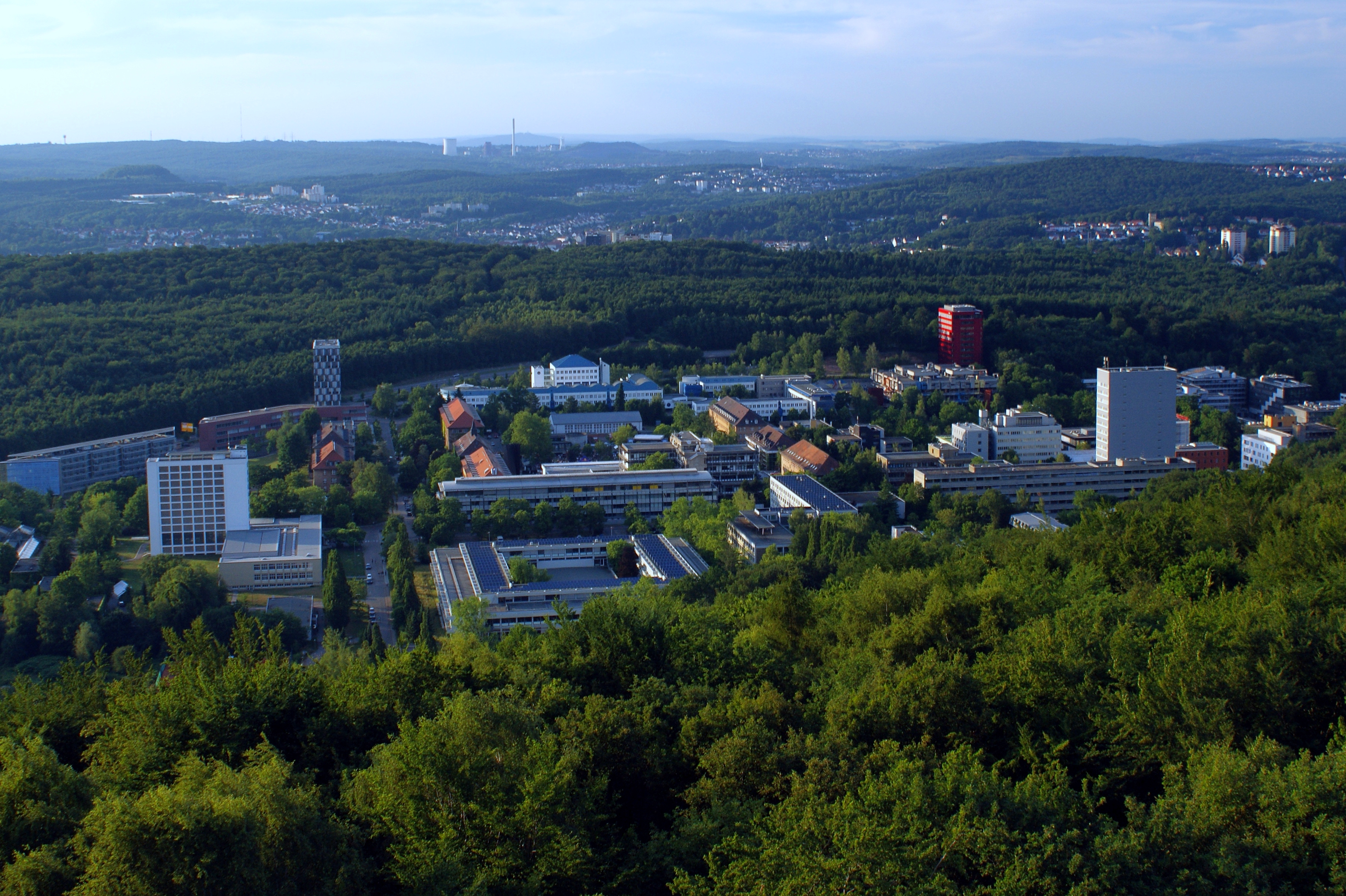
Universität des Saarlandes

- Universität des Saarlandes, gegründet 1948 von der französischen Militärverwaltung
- Hochschule der Bildenden Künste Saar, gegründet 1989 in Trägerschaft des Saarlandes als Nachfolgeinstitution der 1924 gegründeten Staatlichen Schule für Kunst und Kunstgewerbe und der ab 1946 bestehenden Schule für Kunst und Handwerk.
- Hochschule für Technik und Wirtschaft des Saarlandes, gegründet 1971 durch Zusammenschluss der Höheren Wirtschaftsschule und der Staatlichen Ingenieurschule, erhielt sie 1991 ihren heutigen Namen.
- Deutsch-Französische Hochschule (DFH), gegründet 1999 bietet Studiengänge an, die mit einem Doppeldiplom abschließen
- Hochschule für Musik Saar, gegründet 1947 als Staatliches Konservatorium. Danach wurden ein Institut für Katholische Kirchenmusik und ein Institut für Schulmusik errichtet, die 1957 in eine Staatliche Hochschule für Musik umgewandelt und 1971 in die Trägerschaft des Saarlandes überführt wurden.
- Deutsche Hochschule für Prävention und Gesundheitsmanagement (DHfPG), Fachhochschule in privater Trägerschaft, 2001 als BSA-Private Berufsakademie gegründet.

### Forschungseinrichtungen
- Institut für Sozialforschung und Sozialwirtschaft (iso), größte selbstständige und unabhängige sozialwissenschaftliche Forschungseinrichtung im Südwesten Deutschlands, gegründet 1969.
- Arbeitsstelle für Österreichische Literatur und Kultur/Robert-Musil-Forschung und wissenschaftliche Österreich-Bibliothek Robert Musil, gegründet 1970. Österreich-Schwerpunkt innerhalb der Germanistik an der Universität des Saarlandes.
- Fraunhofer-Institut für Zerstörungsfreie Prüfverfahren (IZFP), gegründet 1972.
- Leibniz-Institut für Neue Materialien (INM), gegründet 1987.
- Deutsches Forschungszentrum für Künstliche Intelligenz (DFKI), gegründet 1988.
- Max-Planck-Institut für Informatik (MPI-INF), gegründet 1990.
- Korea Institute of Science and Technology (KIST), 1996 gegründeter europäischer Ableger eines der größten koreanischen Forschungsinstitute.
- Zentrum für Bioinformatik (ZBI), gegründet 2001.[82]
- Max-Planck-Institut für Softwaresysteme (MPI-SWS), gegründet 2004.
- Cluster of Excellence Multimodal Computing & Interaction (MMCI), gegründet 2007.[83]
- Intel Visual Computing Institute (VCI), gegründet 2009.[84]
- Helmholtz-Institut für Pharmazeutische Forschung Saarland (HIPS), gegründet 2009
- Saarbrücken Graduate School of Computer Science[85]
- Helmholtz-Zentrum für Informationssicherheit (CISPA), gegründet 2019 (hervorgegangen aus dem Center for IT Security, Privacy and Accountability (CISPA), gegründet 2011).[86]

Die Landeshauptstadt Saarbrücken ist Korporativ Förderndes Mitglied der Max-Planck-Gesellschaft.

### Schulen
Darüber hinaus verfügt Saarbrücken über alle vorschulischen und schulischen Bildungseinrichtungen. Die weiterführenden Schulen sind folgende:
- Günter-Wöhe-Gymnasium für Wirtschaft (GWGW)
- Ludwigsgymnasium (LG) (das älteste Gymnasium des Saarlandes (gegründet 1604 als Lateinschule))
- Marienschule (MaS)
- Gymnasium am Schloss (GaS)
- Willi-Graf-Schulen (Gymnasium und Realschule)
- Gymnasium am Rotenbühl (GaR)
- Deutsch-Französisches Gymnasium (bilinguale Begegnungsschule)
- Gemeinschaftsschule Bellevue
- Gemeinschaftsschule Rastbachtal
- Gemeinschaftsschule Saarbrücken-Dudweiler
- Gemeinschaftsschule Saarbrücken-Güdingen (auch: Herbert-Binkert-Schule)
- Gemeinschaftsschule Saarbrücken-Klarenthal (auch: Katharina-Weißberger-Schule)
- Otto-Hahn-Gymnasium (OHG) und Abendgymnasium
- Kaufmännische BBZ (KBBZ), Technisch-Gewerbliche BBZ (TGBBZ), Sozialpflegerisches BBZ (SPBBZ) und weitere Berufsbildungszentren (BBZ)
- Wirtschaftswissenschaftliches Gymnasium Saarbrücken und Saarland-Kolleg
- Höhere Berufsfachschule für Wirtschaftsinformatik, staatliche Bildungseinrichtung mit zweijähriger Vollzeitausbildung zum Staatlich geprüften Wirtschaftsinformatiker

## Kultur und Sehenswürdigkeiten

### Theater

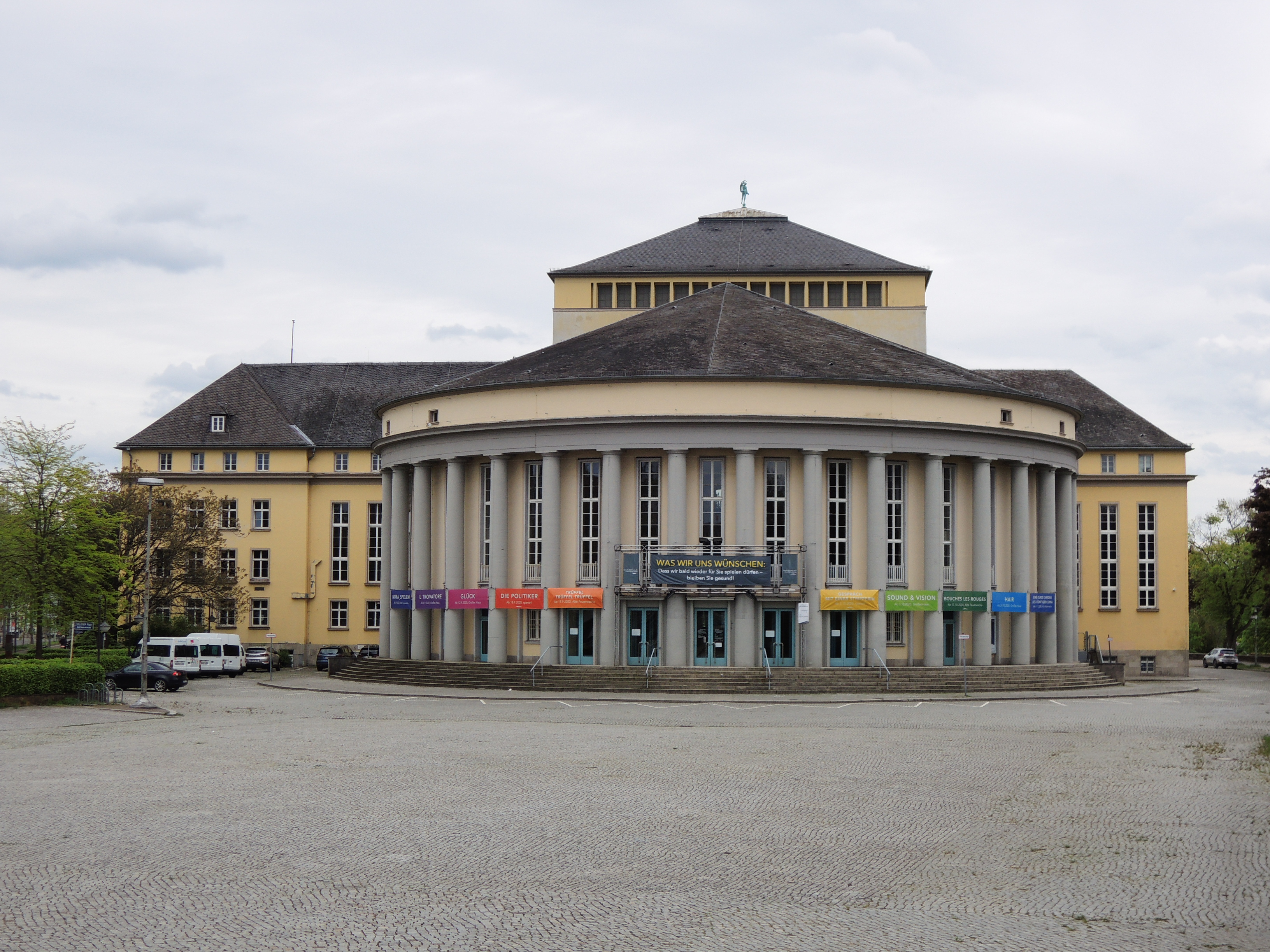
Saarländisches Staatstheater Saarbrücken

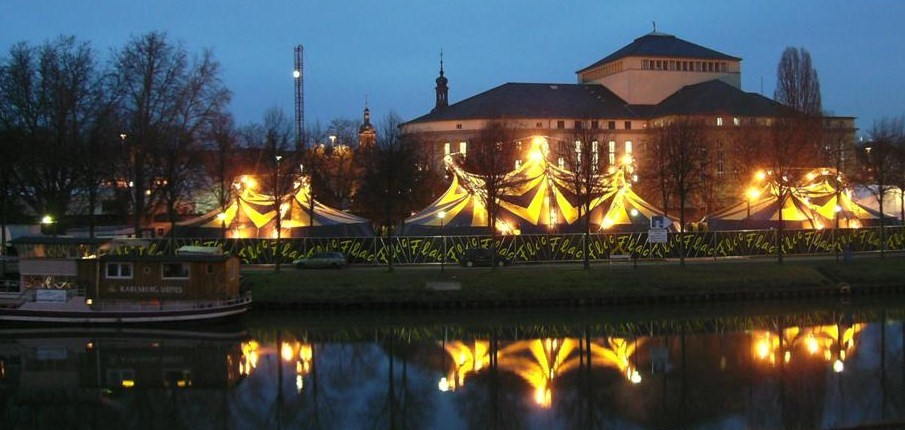
Innerstädtische Saaraue mit Circus Flic-Flac, im Hintergrund Staatstheater

- Das Gebäude des Saarländischen Staatstheaters (Oper, Operette, Musical, Schauspiel, Ballett) wurde 1937/38 erbaut. Das nationalsozialistische Regime stiftete die Spielstätte als Belohnung für das Abstimmungsergebnis 1935, mit dem sich das Saarland für die Angliederung an das Deutsche Reich entschied (siehe Geschichte). Das Gebäude diente an der Grenze des Deutschen Reiches als Bollwerk gegen den „kapitalistischen Westen“. In Anwesenheit von Hitler und Himmler eröffnete der Reichspropagandaminister Joseph Goebbels das Theater.[88] Die faschistische Theaterideologie war in Saarbrücken aber nicht von langer Dauer. In den Kriegsjahren wurden große Teile des Gebäudes zerstört.
- Alte Feuerwache
- Theater Überzwerg
- Kleines Theater im Rathaus
- Theater im Viertel
- Sparte4
- Das Saarländische Landestheater bestand von 1949 bis 1990.

### Musik
Orchester

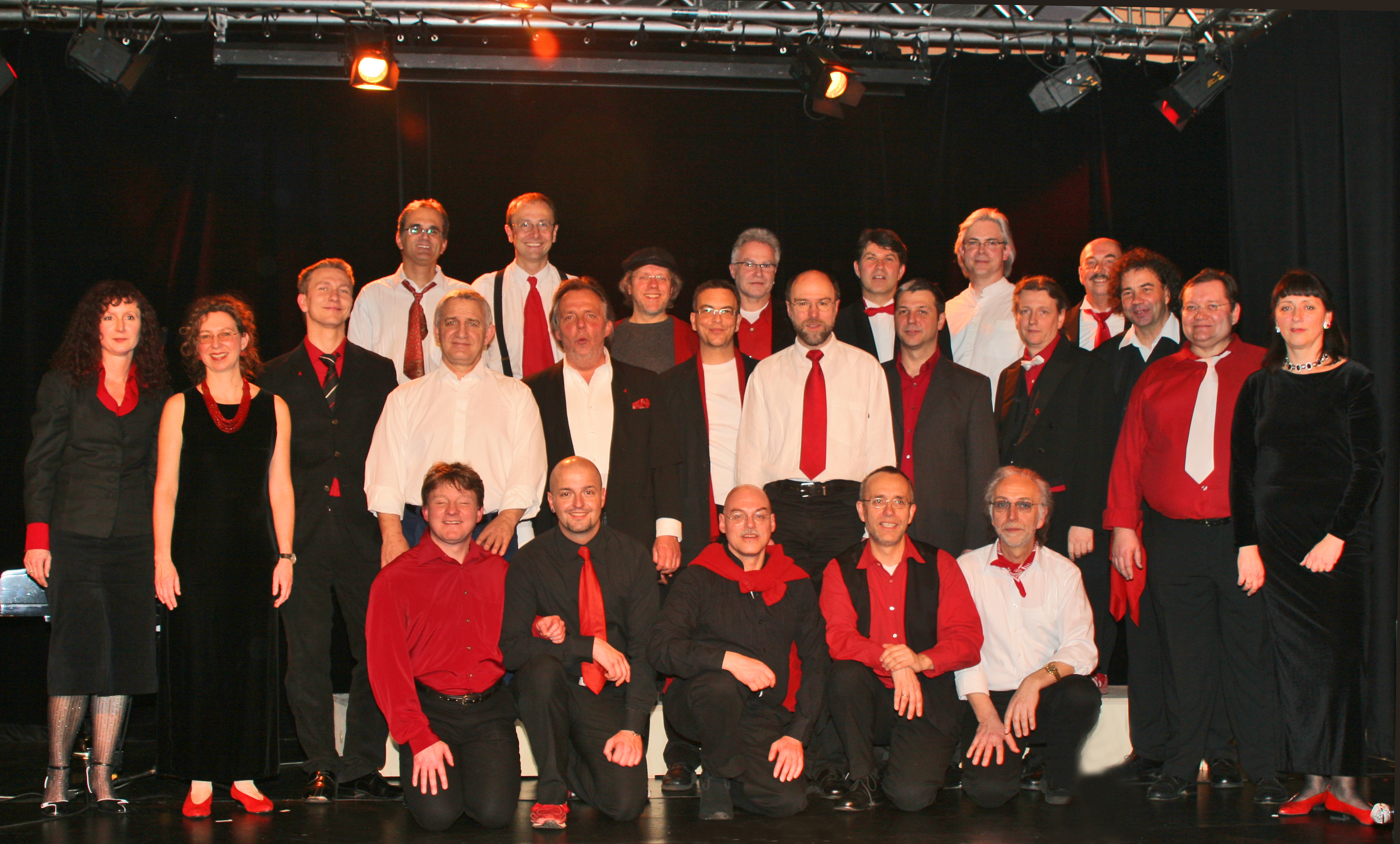
Gemischter Saarbrücker Herrenchor

- Ehemaliges Städtisches Orchester, nun Staatsorchester Saarbrücken am Saarländischen Staatstheater.
- Deutsche Radio Philharmonie Saarbrücken Kaiserslautern – Das Orchester ist 2007 aus einer Fusion des 1936 gegründeten und nach dem Zweiten Weltkrieg neu gegründeten Rundfunk-Sinfonieorchester Saarbrücken mit dem Rundfunk-Orchester Kaiserslautern des SWR hervorgegangen.

Chöre
- Evangelische Chorgemeinschaft an der Saar, gegründet im Dezember 1945 (Heimatkirche: Stiftskirche St. Arnual)
- Kammerchor Saarbrücken
- Gemischter Saarbrücker Damenchor, gegründet September 1992
- Gemischter Saarbrücker Herrenchor, gegründet Juni 2001

### Museen
- Museum St. Arnual
- Historisches Museum Saar

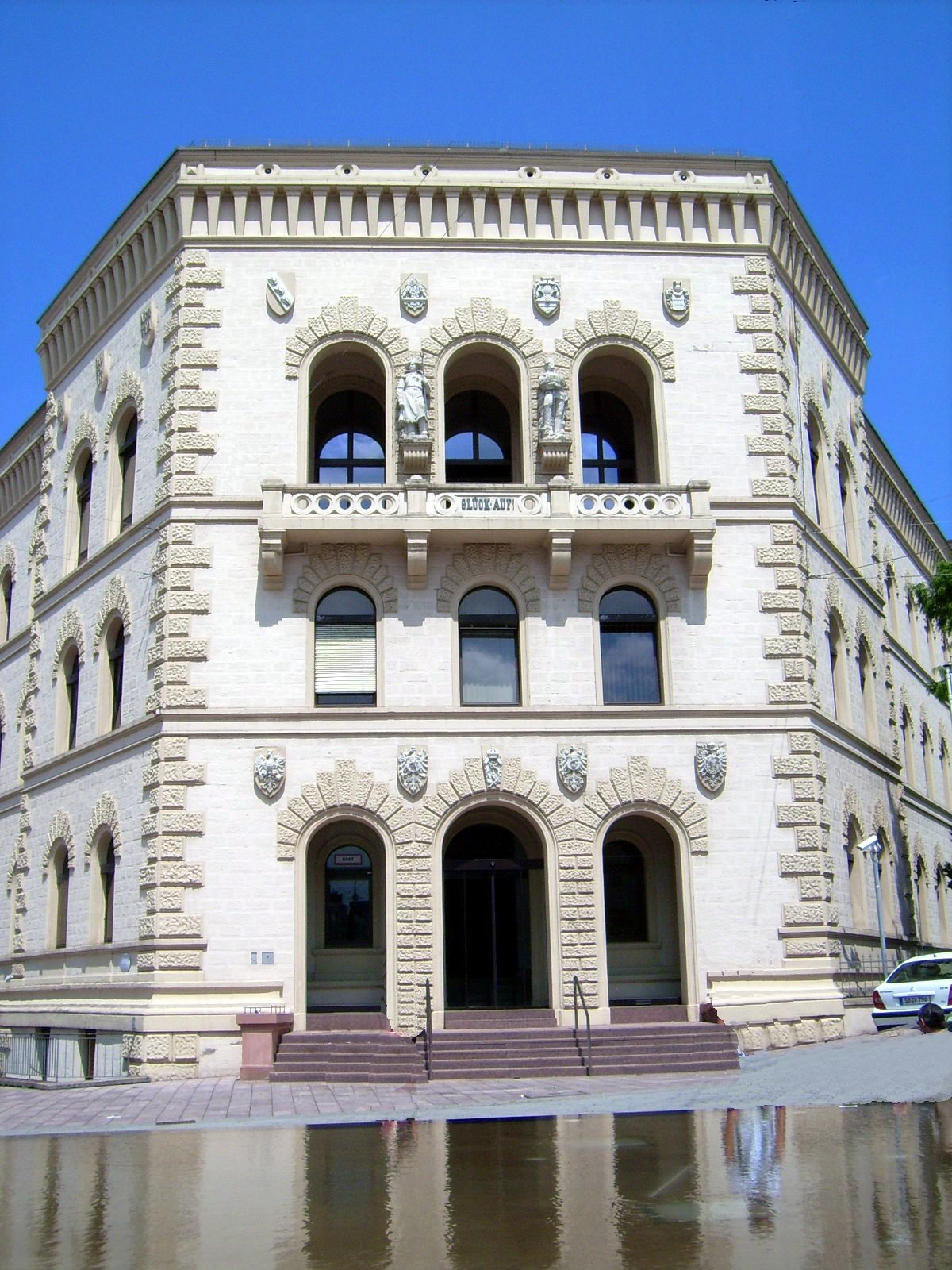
Bergwerksdirektion, 1877–1880, von Martin Gropius

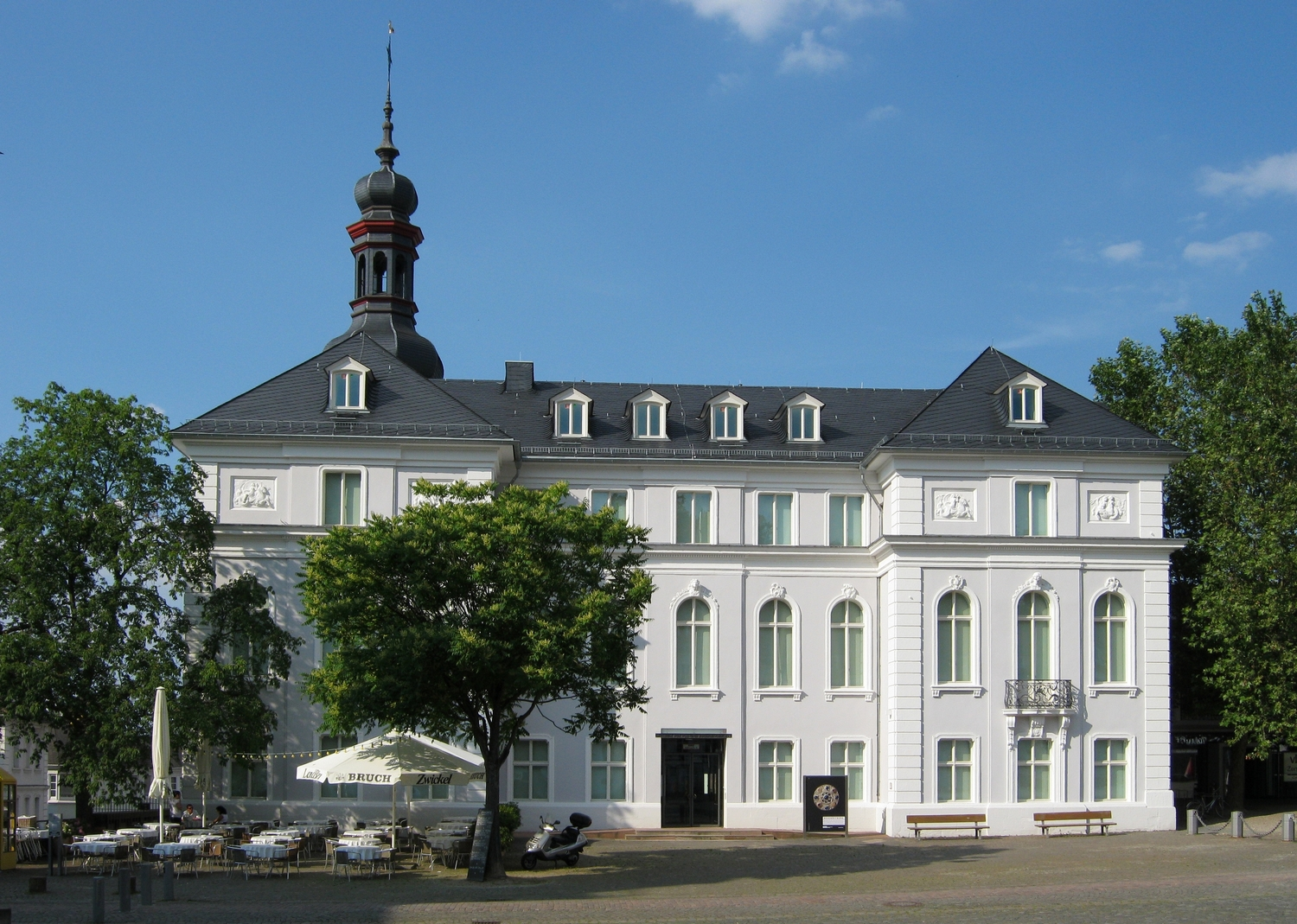
Museum für Vor- und Frühgeschichte am Schlossplatz

- Museum für Vor- und Frühgeschichte im Kreisständehaus
- Saarlandmuseum – Alte Sammlung im Kreisständehaus
- Saarlandmuseum – Moderne Galerie
- Saarlandmuseum – Museum in der Schlosskirche
- Sepulkralmuseum in der alten Einsegnungshalle des Friedhofs Dudweiler[89]
- Stadtgalerie Saarbrücken

### Bibliotheken
- Saarländische Universitäts- und Landesbibliothek
- Stadtbibliothek Saarbrücken
- Landesarchiv Saarbrücken

### Brücken

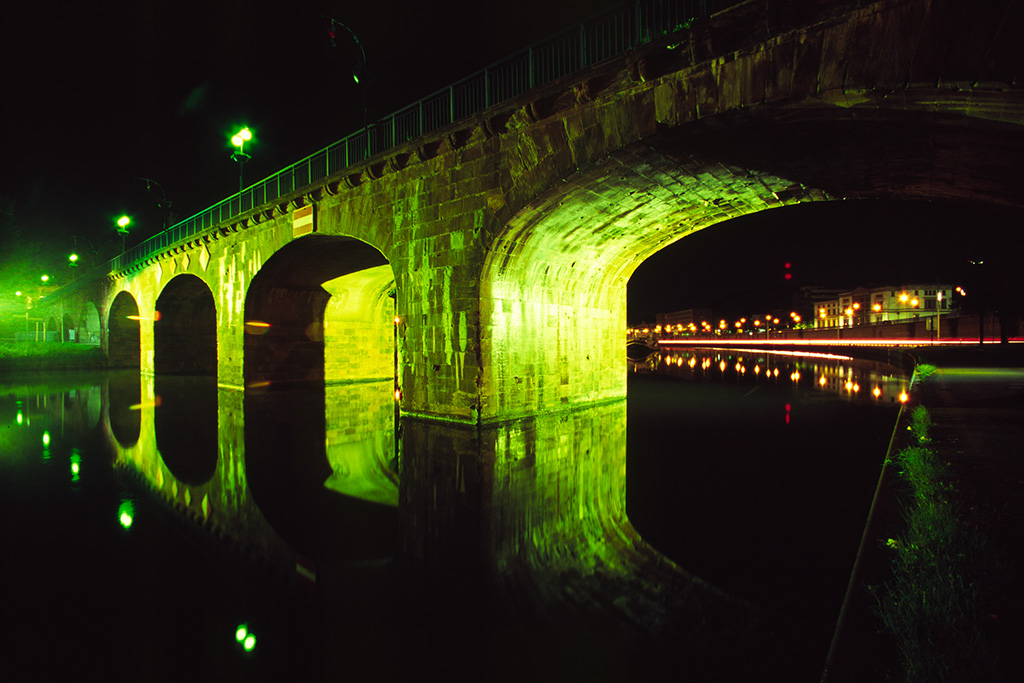
Alte Brücke

Insgesamt führen im Stadtgebiet 16 Brücken über die Saar.
Bereits im Jahr 1547 entstand aus Stein die Alte Brücke genannte Fahrverbindung als Bogenbrücke. Sie ist im Renaissance-Stil ausgeführt und steht unter Denkmalschutz. Spätere Brücken verdanken ihre Errichtung häufig Entwurfswettbewerben, wie zwei Bauwerke zu Beginn des 20. Jahrhunderts. Die Achterbrücke, eine ca. 1932 über die Saar gebaute Eisenbahn-Stahlbrücke, ist die Hauptzugverbindung über die Saar nach Frankreich Richtung Forbach.

### Gedenkstätten und Mahnmale
- Gedenkstätte Gestapo-Lager Neue Bremm
- Platz des Unsichtbaren Mahnmals
- Gedenkstätte für die Gefallenen des Ersten Weltkriegs Reppersberg
- Gedenkstätte für die Gefallenen des Deutsch-Französischen Krieges 1870/71 im Deutsch-Französischen Garten
- Gedenkstätte für die Opfer des Krieges 1870/1871 (Winterbergturm)
- Gedenkstätte mit Brunnen für die preußische Königin Luise in der Altneugasse

### Profanbauwerke
Barock

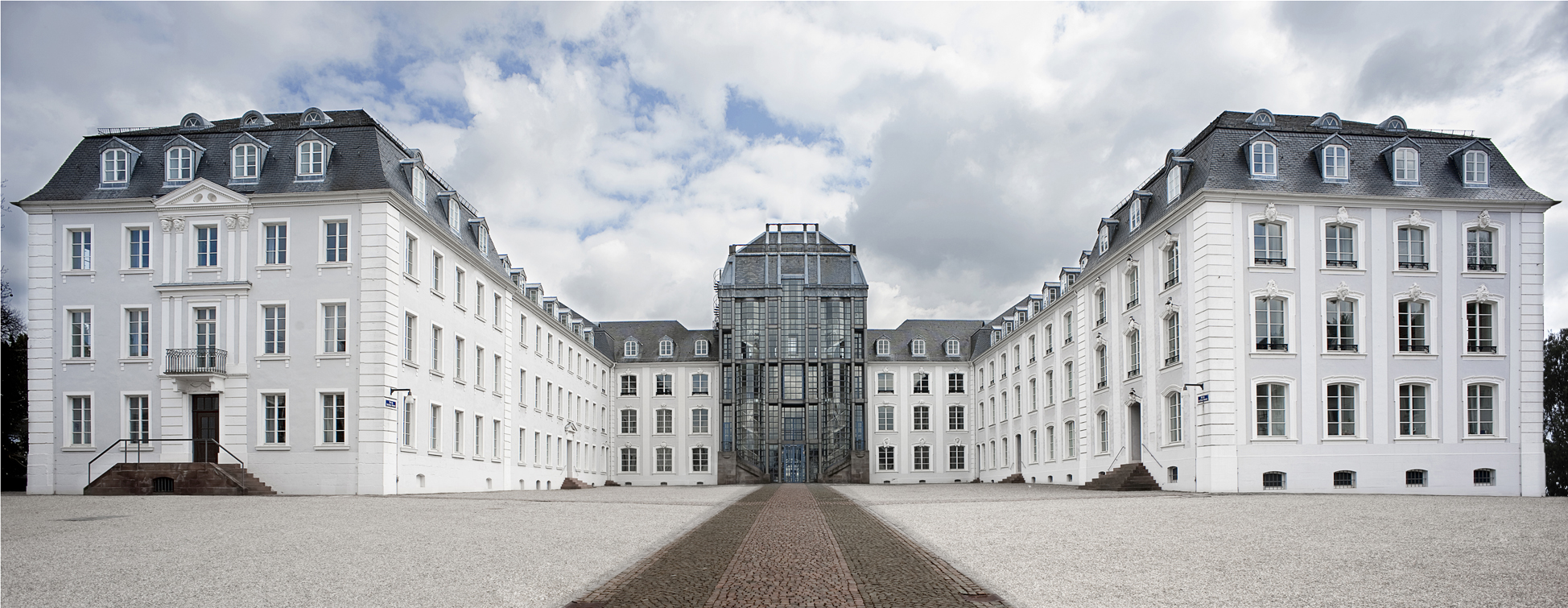
Schloss Saarbrücken

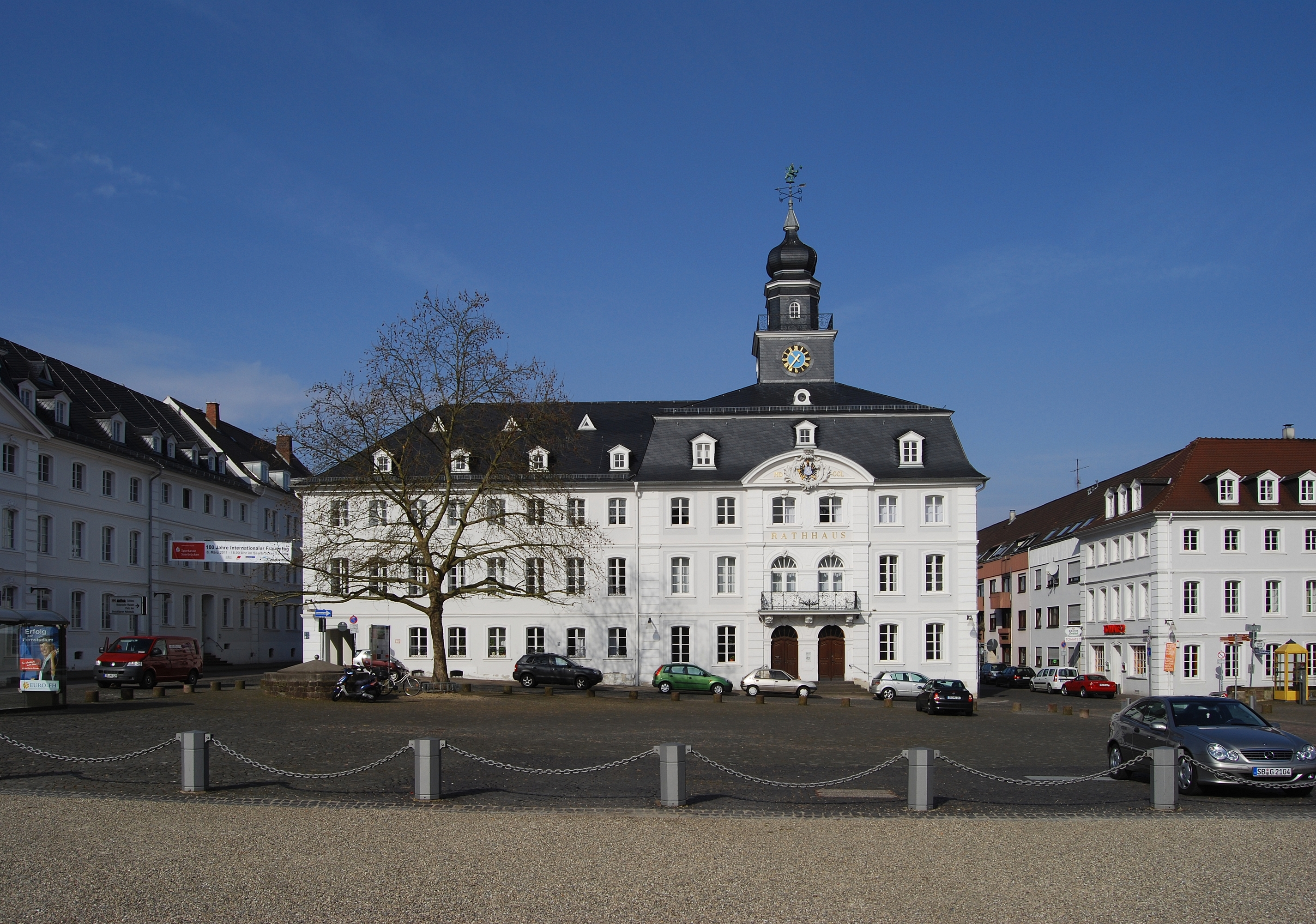
Rathaus im Stadtteil Alt-Saarbrücken

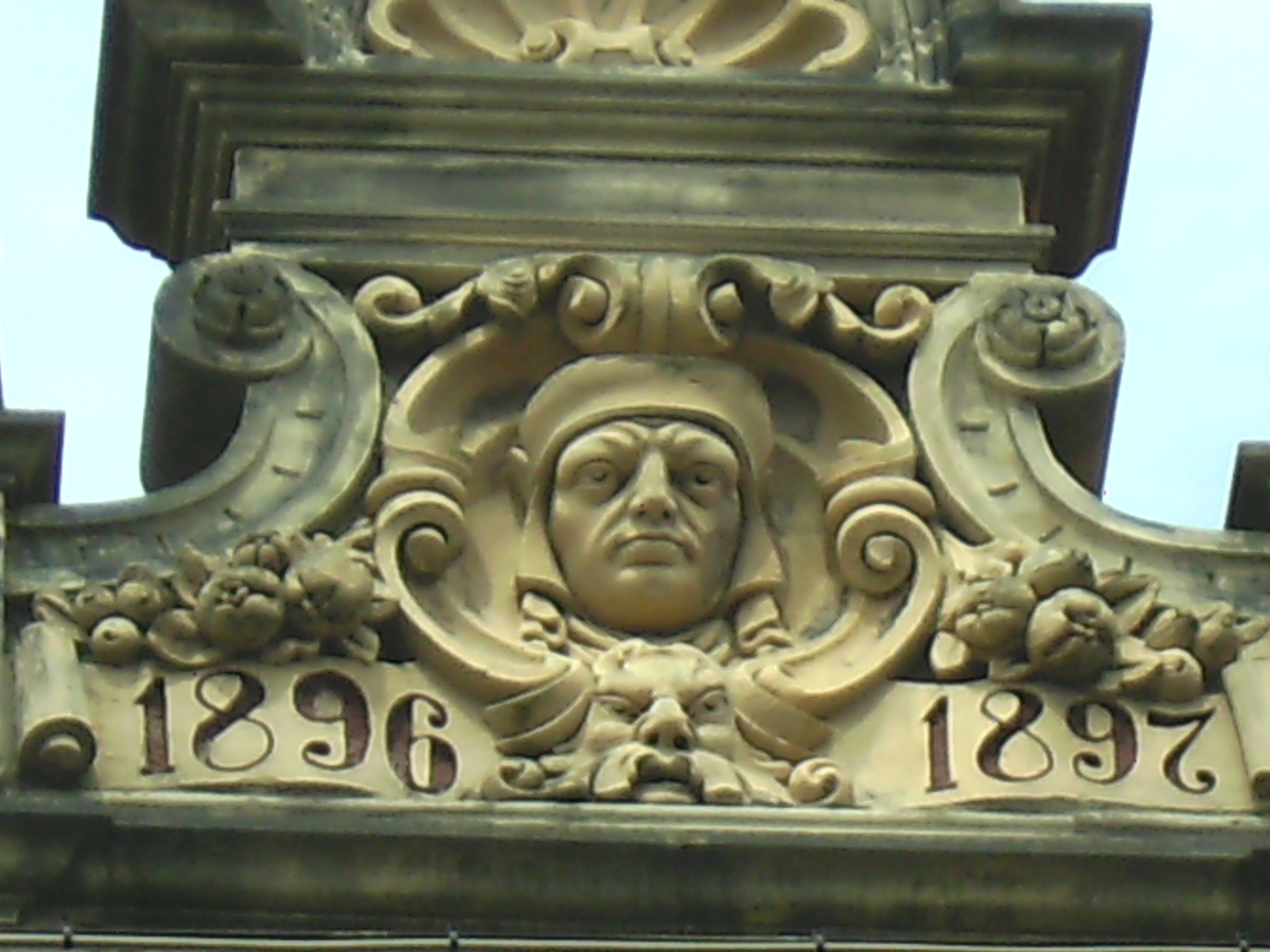
Sandsteinverzierungen 1896/97 (Mainzer Straße)

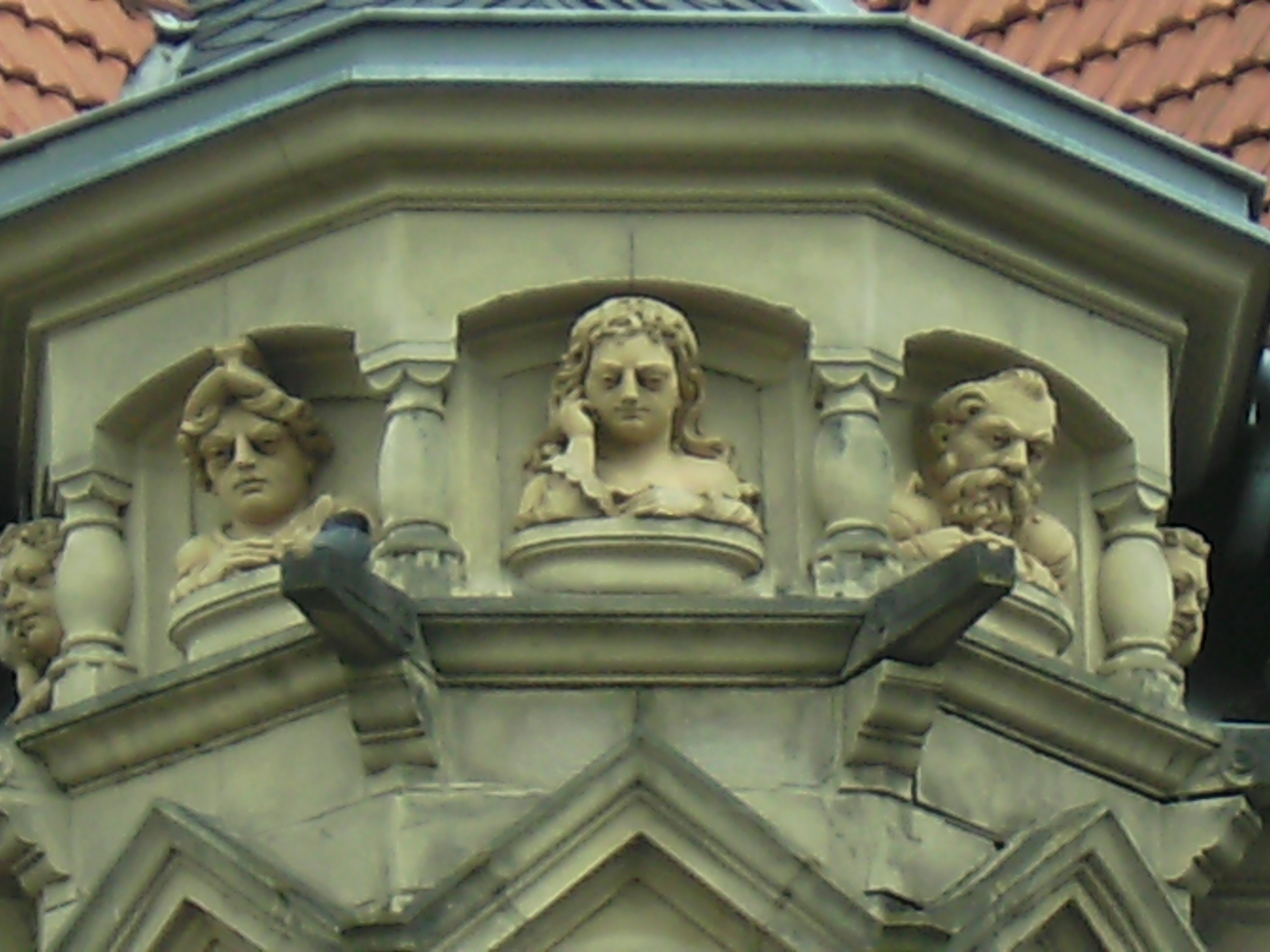
Sandsteinverzierungen Ende 19. Jahrhundert (Mainzer Straße)

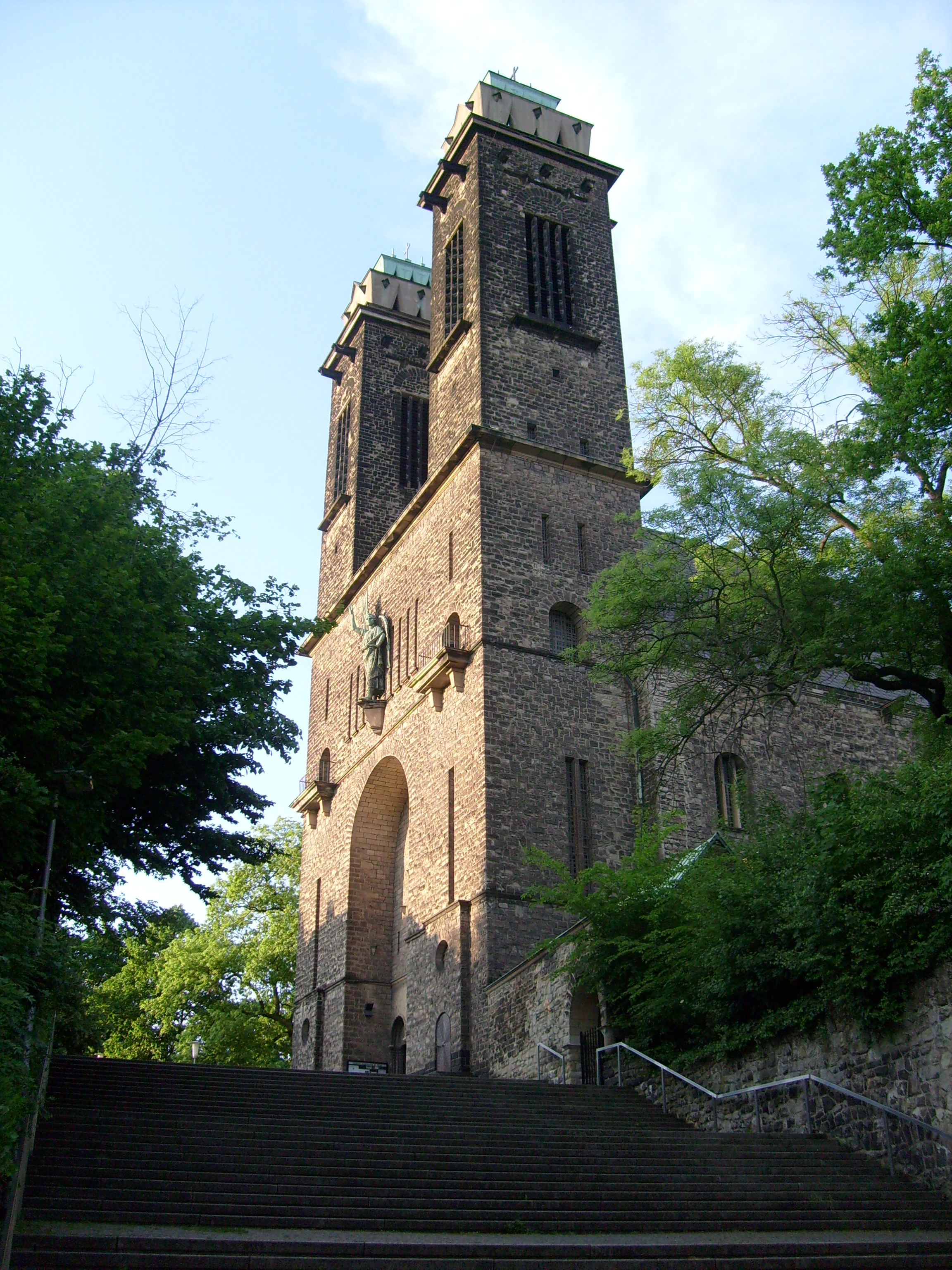
St. Michael mit Rotenbergtreppe

- Schloss Saarbrücken, im Stil des Barock unter Friedrich Joachim Stengel erbaut, postmoderner Mittelrisalit von Gottfried Böhm
- mehrere Adelspalais (besonders um die Ludwigskirche)
- St. Johanner Markt mit St. Johanner Marktbrunnen
- Altes Rathaus Saarbrücken
- Kaninchenberg, Reste eines Lustschlosses
- Alter Saarkran (im Barockstil 1762 von Friedrich Joachim Stengel, 1991 Rekonstruktion nach alten Plänen[91])

Historismus
- Rathaus St. Johann (Stadtteil St. Johann, Architekt Georg von Hauberrisser)
- Schloss Halberg (Sitz des Saarländischen Rundfunks), erbaut von Edwin Oppler in den Jahren 1877–1880
- Landtag des Saarlandes (erbaut durch Julius Carl Raschdorff in den Jahren 1865–1866 für die Kasinogesellschaft Saarbrücken[92])
- Bergwerksdirektion (1877–1880, Architekt Martin Gropius, in Anlehnung an das Wiener Palais Ferstel; Fassade weitgehend original erhalten, wesentlicher Substanzverlust durch Umbau und Integration des ehemaligen benachbarten Einkaufszentrums SaarGalerie[93][94])
- Diskontoecke (bis zum Zweiten Weltkrieg „Hansa-Ecke“), denkmalgeschütztes Eckhaus, Bahnhofstraße 37 / Ecke Dudweilerstraße, ohne kriegszerstörten Eckerker wiederaufgebaut

Moderne
- Villa Obenauer (Architekt Peter Behrens)
- das ehemalige Kultusministerium 1952/54 („Schmales Handtuch“, ehemalige Französische Botschaft in Saarbrücken, Architekt Georges-Henri Pingusson) Das Gebäude steht zur Zeit leer und soll saniert werden.[95]

### Bedeutende Kirchen
Gotik
- Deutschherrenkapelle: 13. Jh., älteste erhaltene Kirche der Stadt, heute im Besitz der Stadt Saarbrücken, die im ehemaligen Deutschordenskloster eine Jugendhilfeeinrichtung betreibt
- Stiftskirche St. Arnual: seit der Reformation von 1575 evangelisch, Grablege der Grafen von Nassau-Saarbrücken mit den Grabmälern der Grafen von Saarbrücken, darunter das Grabmal der bedeutenden Gräfin Elisabeth von Lothringen
- Schlosskirche: ehemalige Saarbrücker Stadtkirche St. Nikolaus, seit der Reformation von 1575 evangelisch, nach Profanierung ist die spätgotische Kirche als Museum im Eigentum der Stiftung Saarländischer Kulturbesitz, Farbverglasung von Georg Meistermann

Barock
- Ludwigskirche: evangelisch, Wahrzeichen der Stadt, 1762–1775 erbaut von Friedrich Joachim Stengel
- Basilika St. Johann: katholisch, 1754 erbaut von Friedrich Joachim Stengel
- Friedenskirche: altkatholisch, 1743 als reformierte Kirche erbaut von Friedrich Joachim Stengel
- St. Peter (Ensheim): katholisch, Bau von 1755 bis 1756 mit mehreren Erweiterungen (1834–1835 und 1907–1909)
- Evangelische Kirche Güdingen: barocke Saalkirche aus dem Jahr 1779 an der Stelle einer Kapelle aus dem 9. Jahrhundert, Turm aus dem 14. Jahrhundert

Klassizismus
- Evangelische Kirche Bischmisheim: klassizistische Kirche auf achteckigem Grundriss, entworfen 1824 von Karl Friedrich Schinkel

Historismus
- St. Jakob: katholisch, neogotisch, Patroziniumsübernahme von der mittelalterlichen Saarbrücker Burgkapelle, 1884–1887 durch Arnold Güldenpfennig errichtet, Erweiterung 1906–1907 nach Plänen von Moritz Gombert, Wiederaufbau nach Kriegszerstörung durch Rudolf Krüger und Emil Tiator
- Johanneskirche: evangelisch, 1894 bis 1898 von Heinrich Güth im neugotischen Stil erbaut
- St. Josef: katholisch, neogotisch, erbaut von 1908 bis 1910 von Johann Adam Rüppel
- St. Eligius (Saarbrücken-Burbach): katholisch, neogotisch, errichtet 1868–1870 und 1871–1873 durch den Saarlouiser Baumeister Carl Friedrich Müller, Wiederaufbau nach Kriegszerstörung durch Heinrich Schneider
- Matthäuskirche (Saarbrücken-Burbach): evangelisch, neogotisch, errichtet 1892–1898 durch Eduard Philipp Arnold, Wiederaufbau nach Kriegszerstörung durch Helmut Zieboldt
- Stumm-Kirche in Brebach-Fechingen: evangelisch, profaniert, neoromanisch, errichtet zwischen 1880 und 1882 nach einem Entwurf des Hannoveraner Architekten Ferdinand Schorbach, Bauherr Carl Ferdinand von Stumm-Halberg
- Immanuelkirche: evangelisch, neoromanisch, 1902 nach Entwürfen von August Rahfeld erbaut, Wiederaufbau nach Kriegszerstörung durch Albert Dietz
- Herz-Jesu-Kirche: katholisch, neoromanisch, errichtet von 1912 bis 1914 durch Ludwig Becker und Anton Falkowski, Wiederaufbau nach Kriegszerstörung durch Fritz Thoma
- St. Marien (Dudweiler): katholisch, neogotisch, erbaut 1864 bis 1866 nach Plänen des Saarlouiser Architekten Carl Friedrich Müller, Fenster von Jacques Le Chevallier, Kunstwerke von Ernst Alt
- Kreuzkirche (Saarbrücken-Herrensohr): evangelisch, neogotisch, in den Jahren 1908 bis 1909 durch Oskar Hossfeld errichtet, wegen Bergschäden mehrere Restaurierungsmaßnahmen u. a. von den Architekten Windecker und Gorges
- St. Johannes Baptista (Altenkessel): katholisch, neogotisch, errichtet von Wilhelm Hector in den Jahren 1902 bis 1903

Abstraktions-Historismus
- St. Michael: katholisch, erbaut in den Jahren 1923–1924 von Hans Herkommer in St. Johann
- St. Marien: katholisch, erbaut in den Jahren 1926–1927 in Malstatt-Rußhütte durch Ludwig Becker und Anton Falkowski
- Christkönig-Kirche: katholisch, erbaut in den Jahren 1927–1929 in St. Arnual von Carl Colombo im Stil des neobyzantinischen und neoromanischen Abstraktions-Historismus mit reichem Mosaikschmuck[96][97]
- St. Antonius von Padua (Rastpfuhl): katholisch, ehemalige Franziskaner-Klosterkirche, 1929 von Moritz Gombert errichtet
- St. Laurentius (Eschringen): katholisch, errichtet 1928–1930 durch den Saarbrücker Architekten Peter Weiß in abstrahierend neoromanischen und neobarocken Formen, Wiederaufbau nach Kriegszerstörung durch Albert Boßlet
- St. Elisabeth (Altenkessel): katholisch, in den Jahren 1928 bis 1929 errichtet von Ludwig Becker und Anton Falkowski in kristallin-neobarocken Formen

Moderne
- Pfarrkirche Maria Königin:[98] katholisch, 1954–1959 erbaut nach Entwurf von Rudolf Schwarz, Fenster von Wilhelm Buschulte
- St. Albert: katholisch, erbaut 1954 von Dominikus und Gottfried Böhm
- St. Ursula in Scheidt: katholisch, 1935 von Jakob Quirin erbaut, Wandgemälde von Frans Masereel
- Notkirche Saarbrücken: evangelisch, in der Schweiz als Militärbaracke gebaut, 1946 Geschenk der amerikanisch-lutherischen Kirche, Restaurierung im Jahr 2008
- St. Paulus (Saarbrücken): katholisch, errichtet von 1959 bis 1961 nach den Plänen des Trierer Architekten Fritz Thoma als Ersatz für eine Notkirchen-Baracke der unmittelbaren Nachkriegszeit, Abriss des Glockenturmes im Jahr 2006, Fenster von Boris Kleint
- St. Barbara (Dudweiler): katholisch, 1954–1958 durch Heinrich Latz und Anton Laub errichtet, Kirchenfenster von Gabriel Loire
- St. Mauritius in Alt-Saarbrücken: katholisch, erbaut von Albert Dietz und Bernhard Grothe im Jahr 1956, Fenster von Boris Kleint (Werkstatt Gabriel Loire in Chartres), profaniert als Proberaum der Hochschule für Musik
- St. Helena in Burbach: katholisch, errichtet zur Heilig-Rock-Wallfahrt 1959, 2009 profaniert, 2012 durch Brand zerstört[99][100][101]
- Christuskirche auf dem Rotenbühl: evangelisch, errichtet 1955 bis 1959 nach Plänen von Rudolf Krüger, Altar von Albert Schilling, Glasfenster von Harry MacLean
- St. Augustinus auf dem Eschberg: katholisch, erbaut 1970 bis 1973 nach Plänen von Albert Dietz, Altarkreuz und Taufbecken gestaltet von Egino Weinert, Orgel gestaltet als Raumplastik mit 24 Registern, Glasfenster von Bodo Schramm, Rosenfenster der Marienkapelle von Willi Kurz[102]

Orthodoxe Kirche
- Russisch-orthodoxe Kirche in St. Michael: Kirche des Moskauer Patriarchats, Kirchengemeinde des Heiligen Großmärtyrers und Heilers Panteleimon in Saarbrücken in der Krypta der katholischen Kirche St. Michael[103]

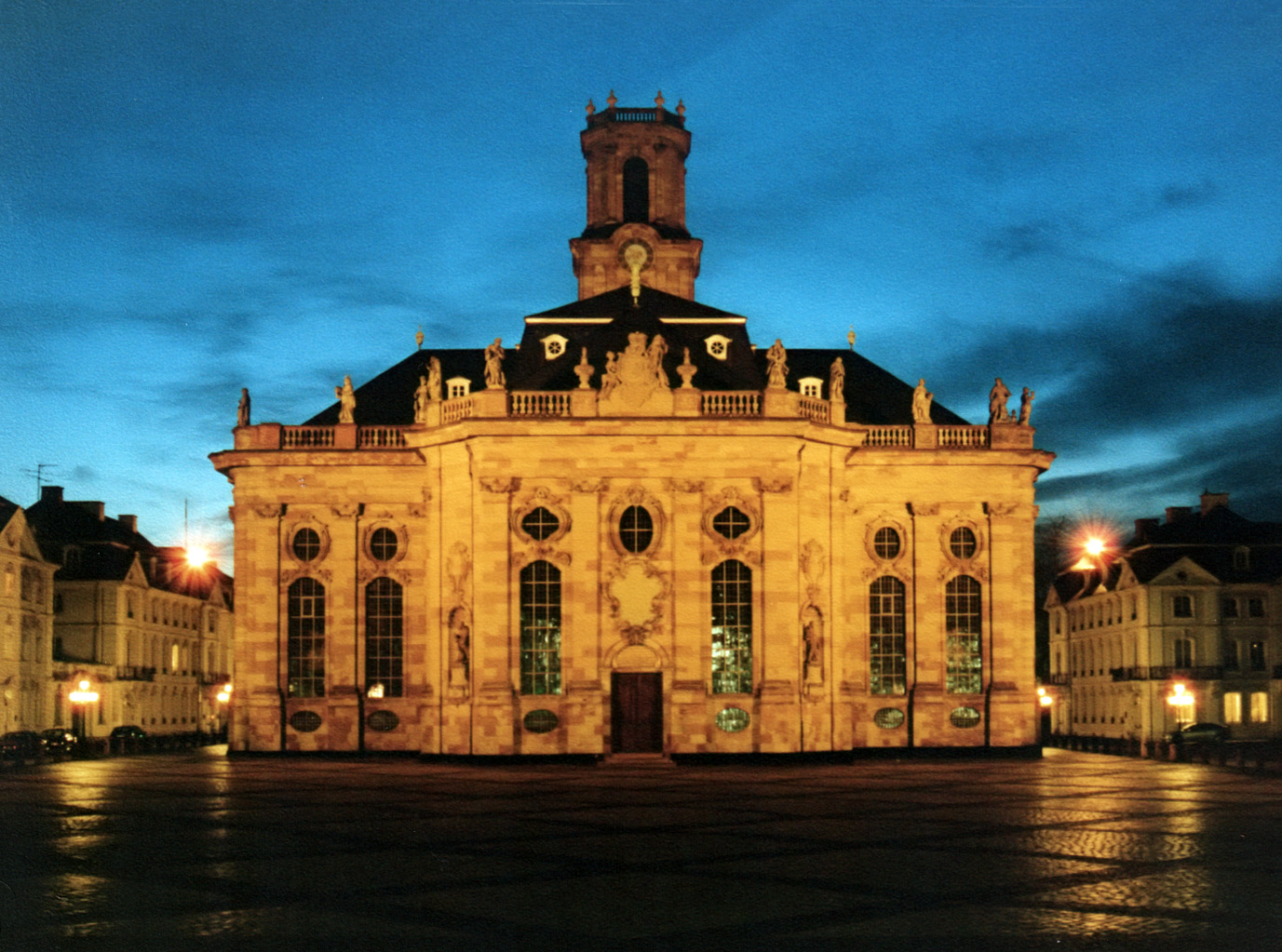
Ludwigskirche (Ostseite) mit Ludwigsplatz
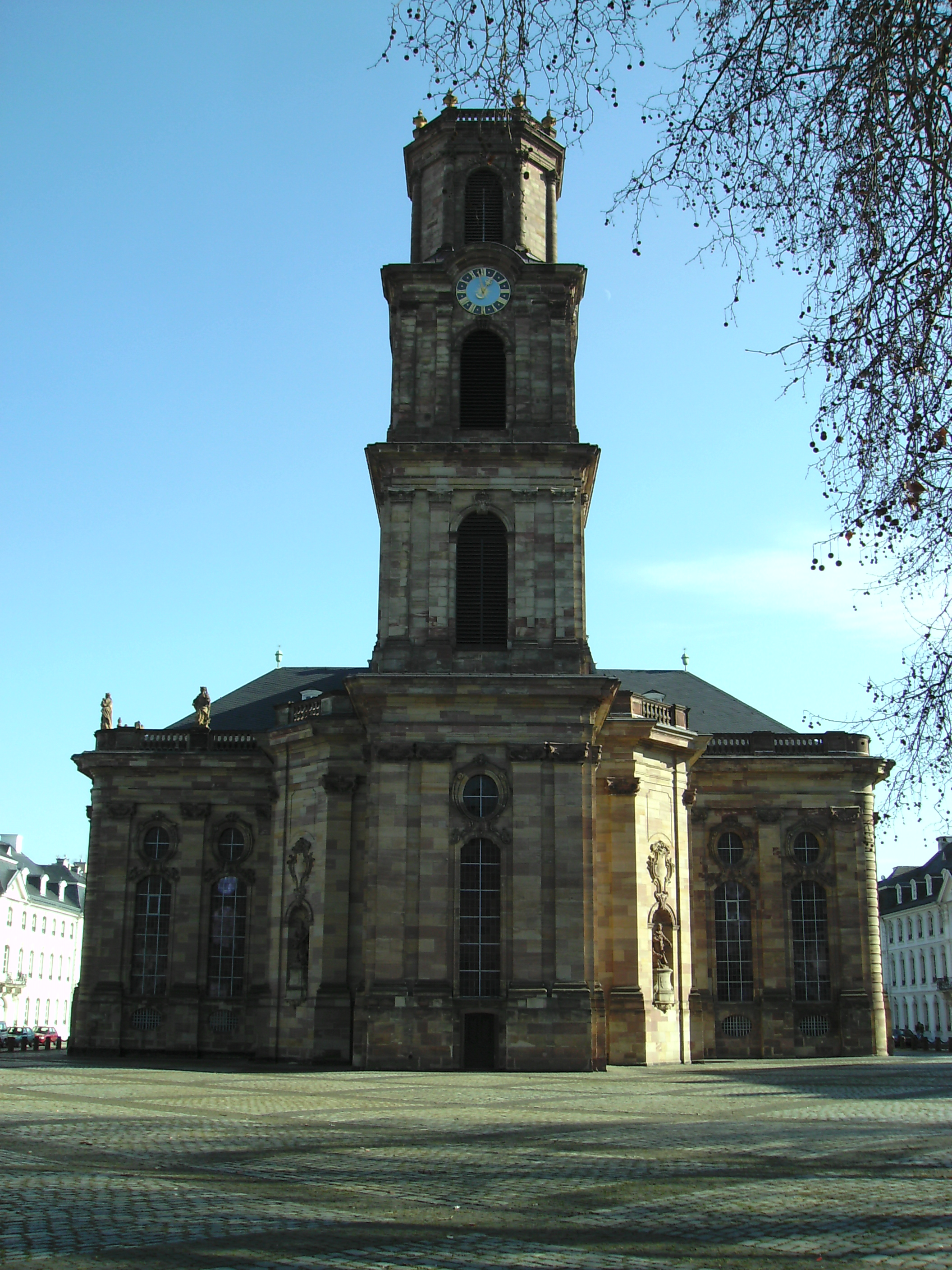
Westliche Ansicht
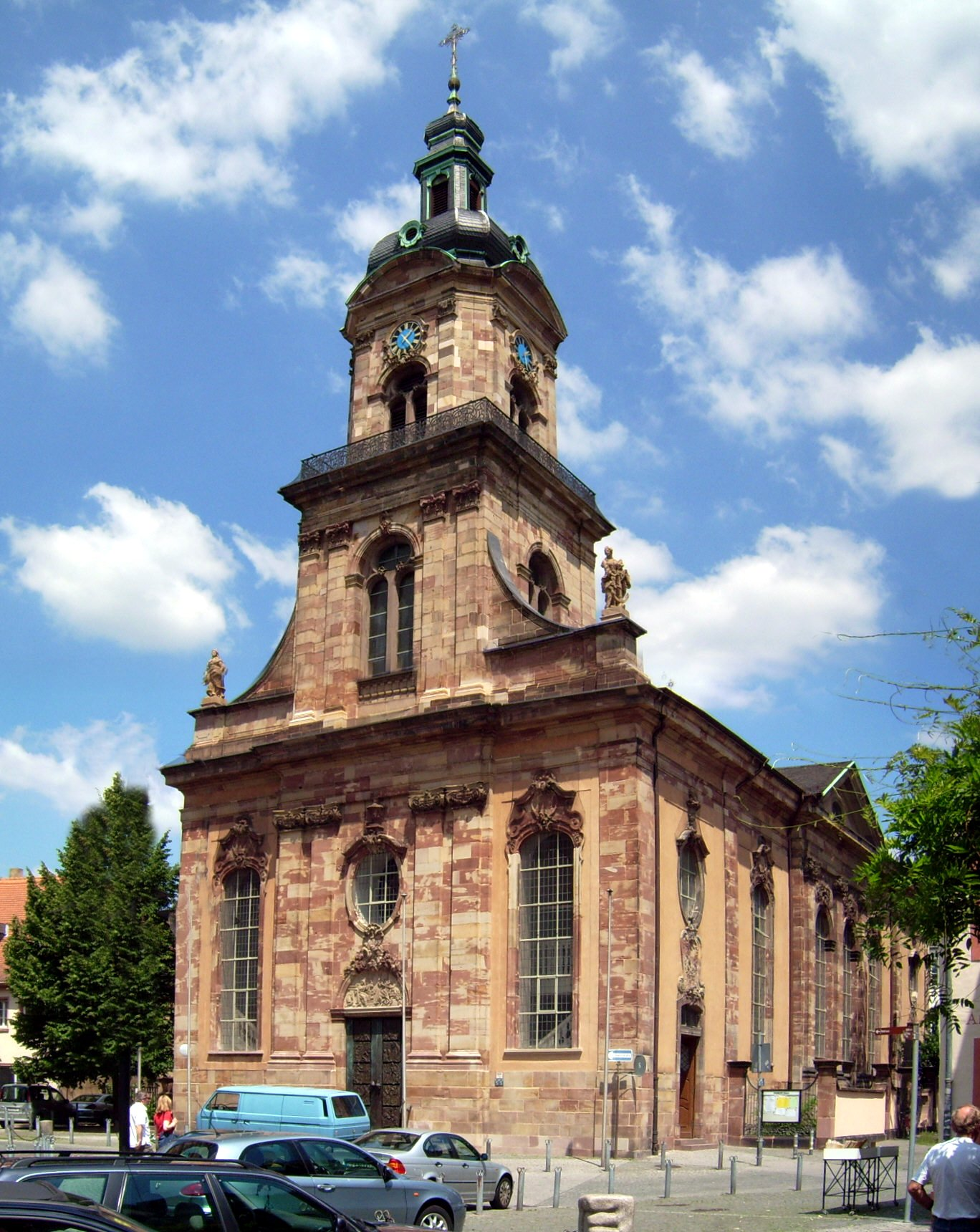
Basilika St. Johann
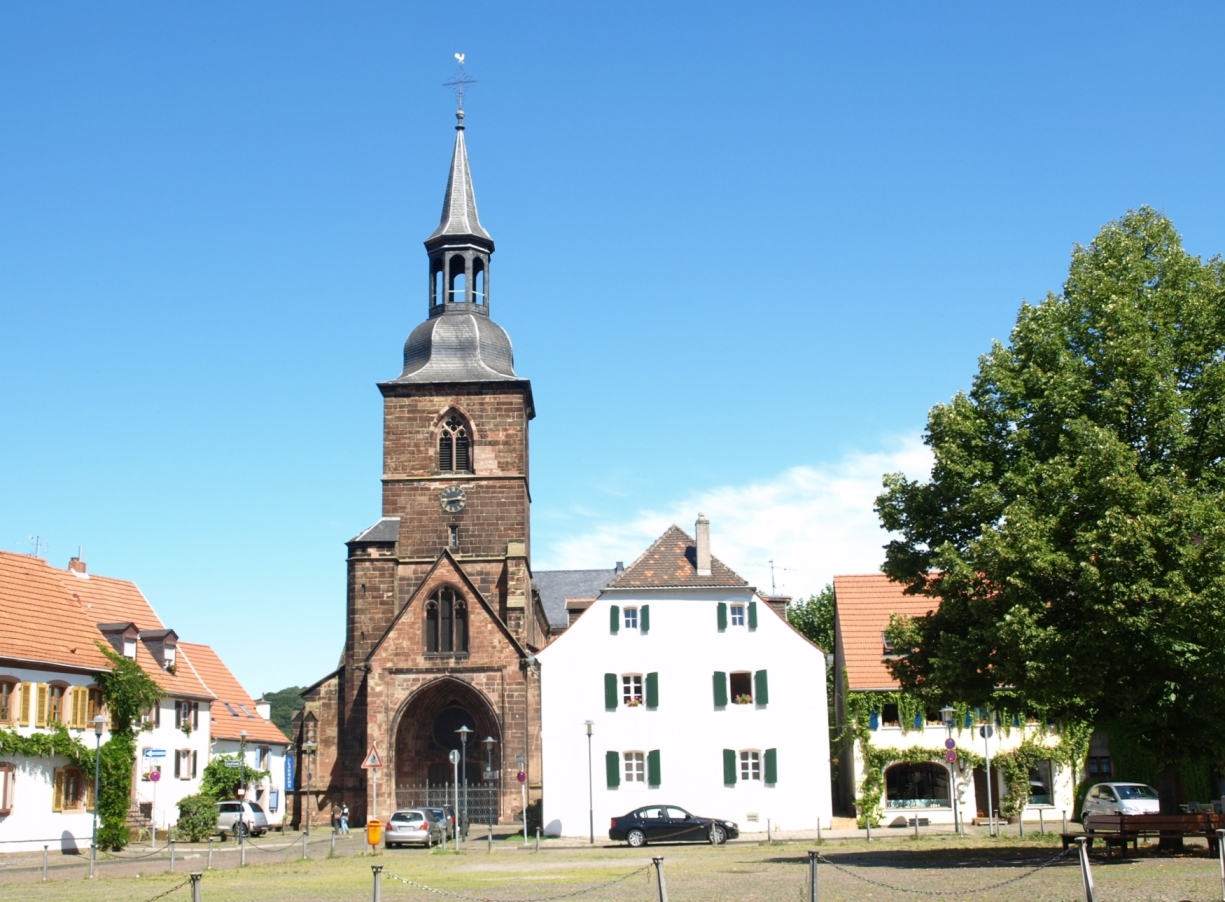
Evangelische Stiftskirche St. Arnual
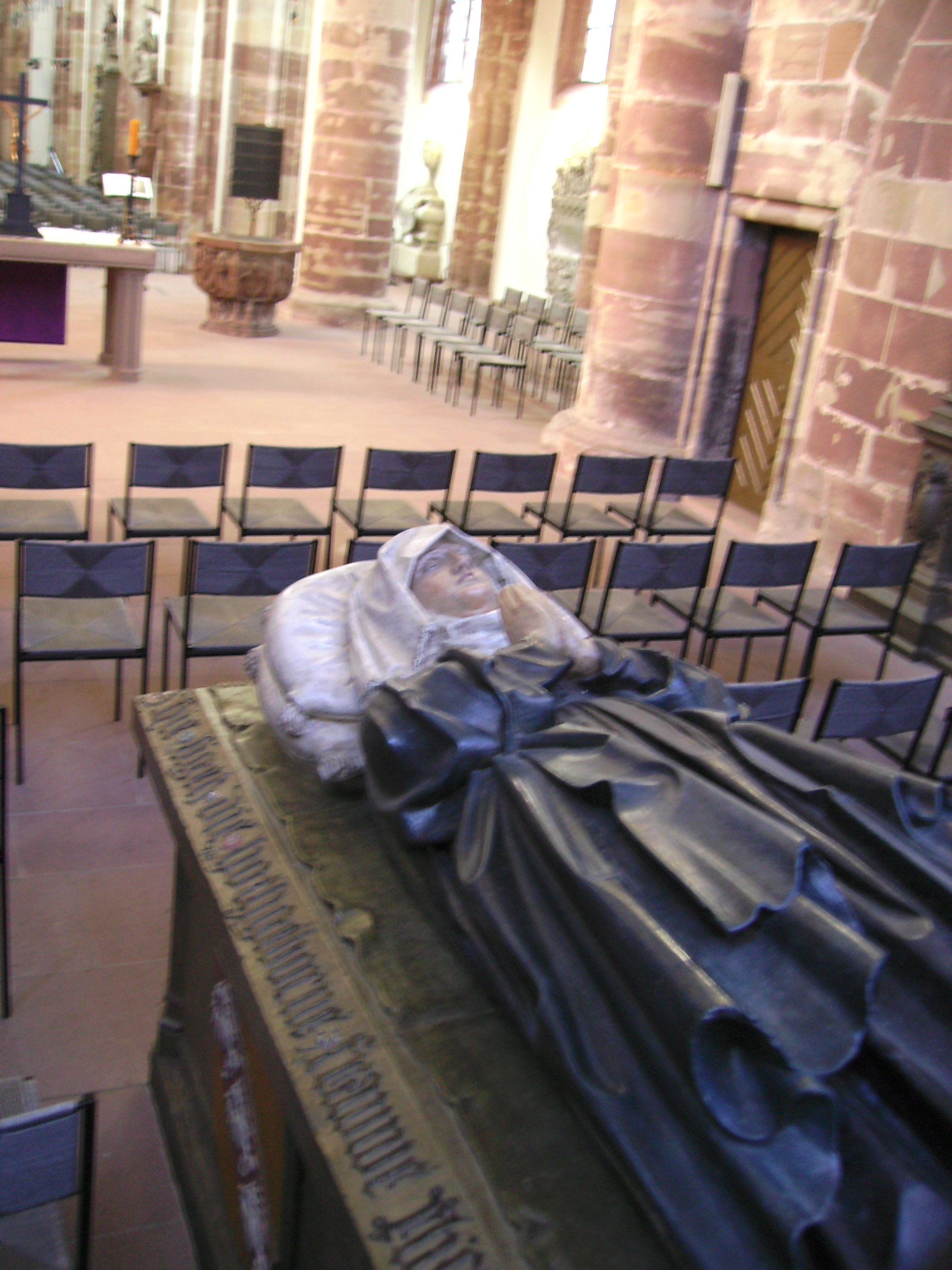
Tumba Elisabeth von Lothringen, Stiftskirche St. Arnual
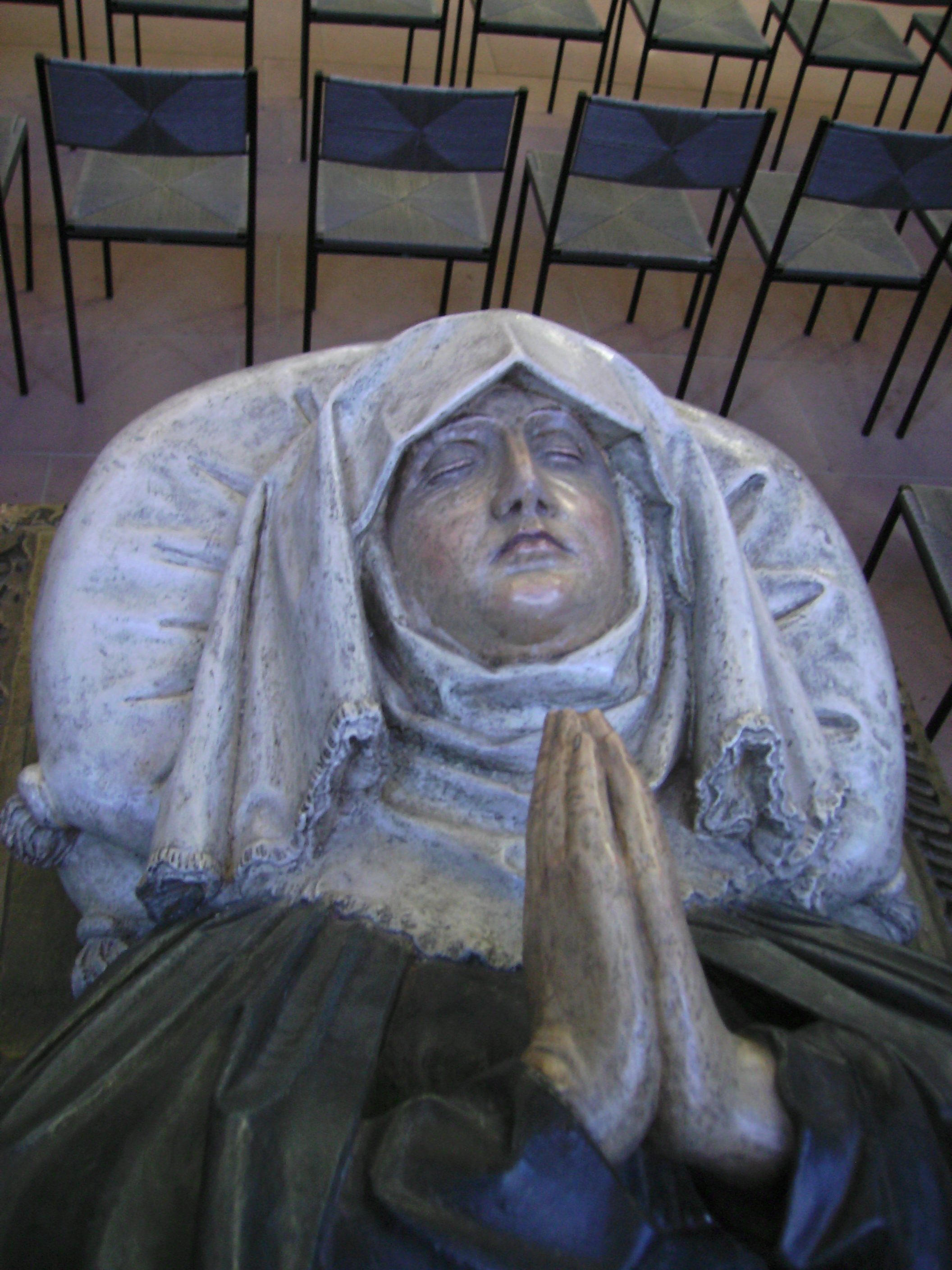
Bildnis Elisabeth von Lothringen (Ausschnitt Grabmal in der Stiftskirche St. Arnual)
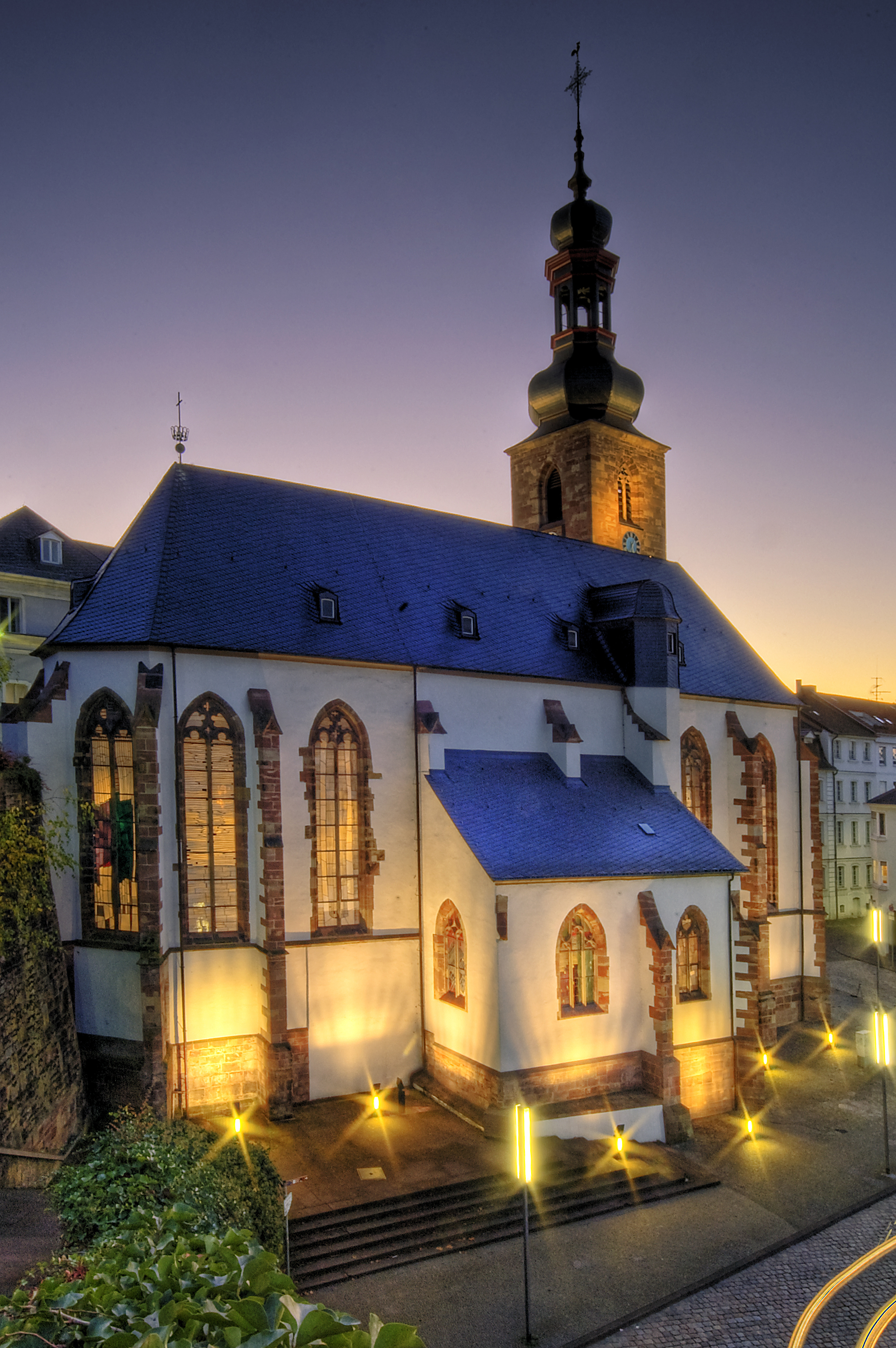
Saarbrücken Schlosskirche
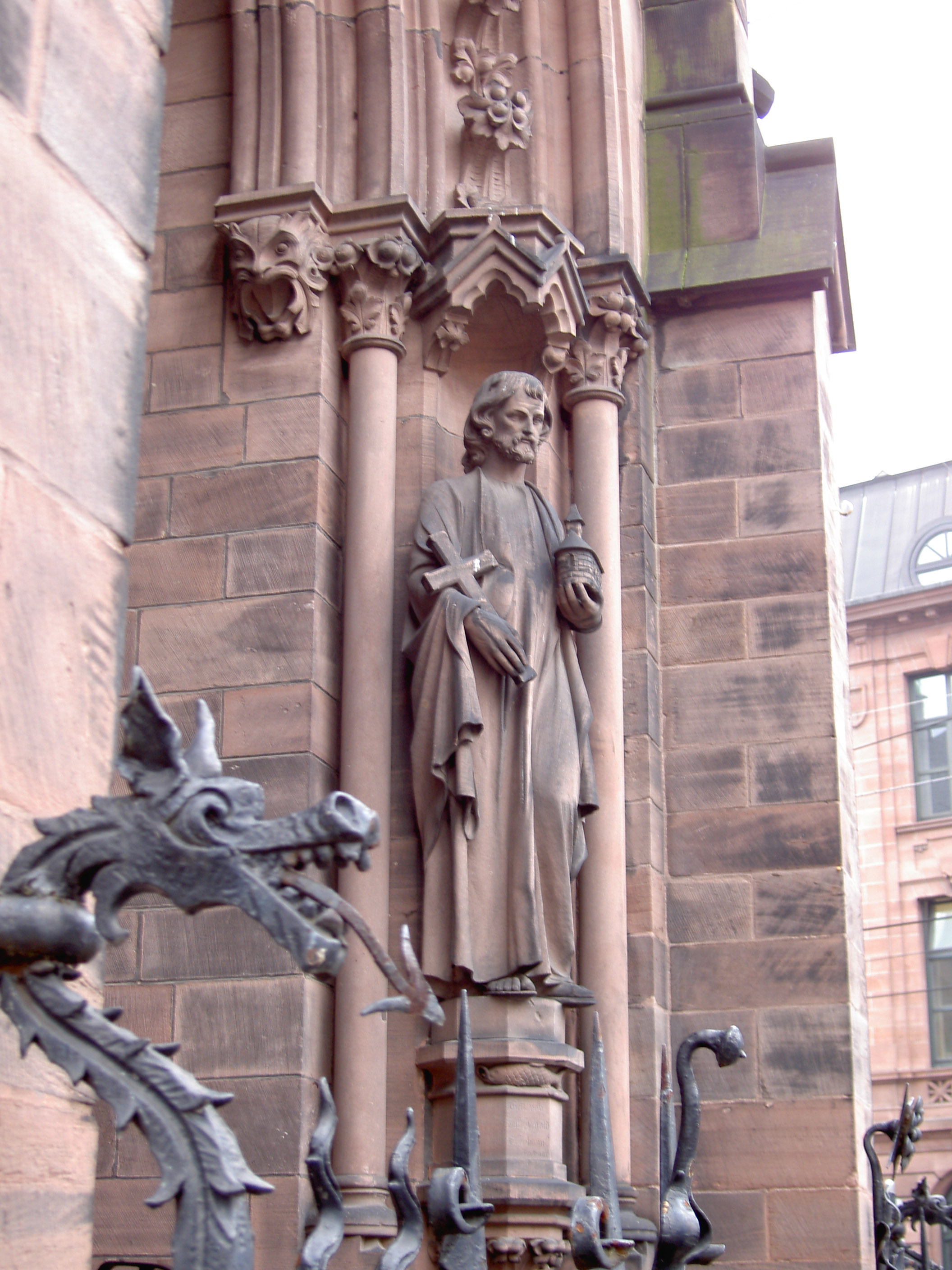
Eingang der Johanneskirche
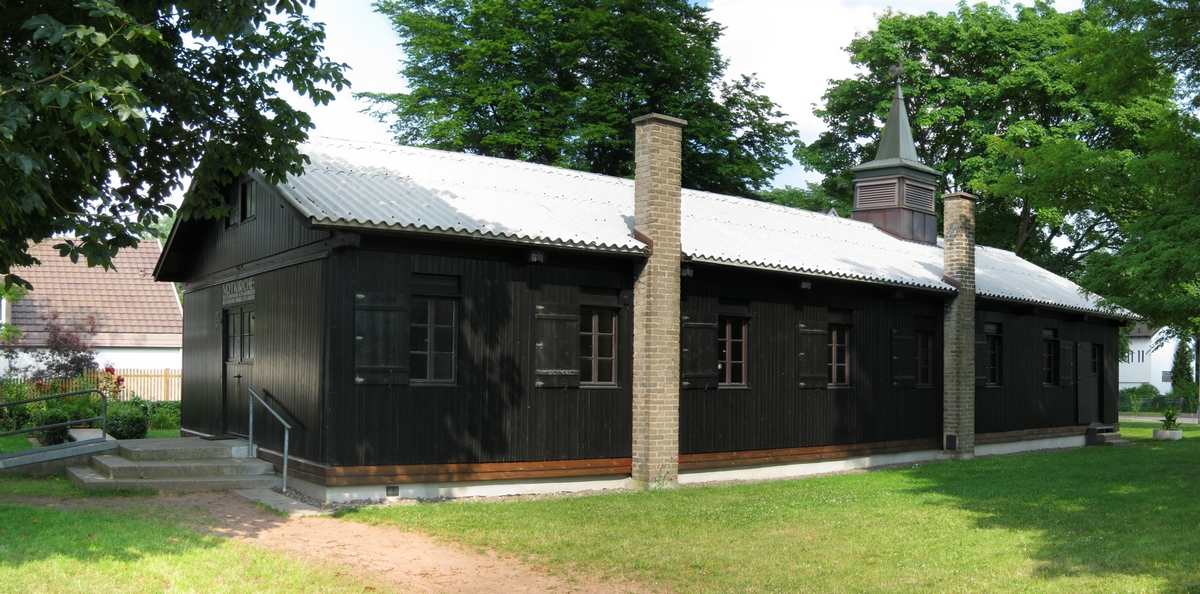
Notkirche in Alt-Saarbrücken

### Sonstige Sehenswürdigkeiten
- Bahnhofstraße, Fußgängerzone
- Europa-Galerie Saarbrücken
- St. Johanner Markt
- Brennender Berg in Dudweiler
- Deutsch-Französischer Garten (mit Parkeisenbahn)
- Staden
- Felsenwege in St. Arnual
- Bürgerpark Saarbrücken
- Hauptfriedhof Saarbrücken, 1914 als Ehrenfriedhof und 1916 auch als Zivilfriedhof eröffnet
- Kasematten und unterirdische Fundamente der früheren Saarbrücker Burg unter dem Schlossplatz
- Mithras-Heiligtum am Halberg
- Saarbrücker Zoo
- Wildpark Saarbrücken
- Spicherer Höhen, unmittelbar an der Stadtgrenze zu Frankreich
- Lulustein in Alt-Saarbrücken
- Saarländisches Künstlerhaus

### Regelmäßige Veranstaltungen
- Januar/Februar: Max-Ophüls-Preis, größtes Festival für den deutschsprachigen Nachwuchs-Film
- Fastnachtssamstag: PreMaBüBa (große Faschingsparty in allen Sälen der Congresshalle)
- Rosenmontag: Fastnachtszug in Burbach und Ensheim
- März bis Oktober: jeden zweiten Samstag im Monat großer Flohmarkt in der Franz-Josef-Röder-Straße
- Ostern: Demoparty Revision im E-Werk (Burbach)
- April: PhotoMarathon in den Partnerstädten Saarbrücken, Nantes und Tbilissi
- Mai: Perspectives
- Mai/Juni: Mouvement – Musik im 21. Jahrhundert, Festival für zeitgenössische Musik des Saarländischen Rundfunks
- Mai/Juni: Trofeo Karlsberg: Die Stadt ist Partner dieses jährlich am Wochenende nach Fronleichnam stattfindenden Junioren-Weltcup-Radrennens.
- April/Mai: Maifest in Burbach
- Juni/Juli: Kino im Fluss (Cinéfleuve), interregionales Filmfestival
- Juni: Licht und Blumen im Deutsch-Französischen Garten (DFG)
- Anfang Juni bis Ende August: Sonntags ans Schloss
- Juni/Juli: Altstadtfest in St. Johann
- Juli bis Oktober Saarbrücker Sommermusik (Festival für Jazz, Kammermusik, Neue Musik an verschiedenen Orten der Stadt)
- Juli/August: Christopher Street Day
- Juli/August: Nauwieserfest in St. Johann
- August: Saar-Spektakel
- August: Phantasie und Mittelaltertage im Deutsch-Französischen Garten
- Ende August: Kulturmeilenfest zwischen Musikhochschule und Staatstheater
- September: Deutsch-französischer Weinmarkt
- September: Fest um die Ludwigskirche
- September: Tage der Bildenden Kunst – Künstler laden zum Rundgang durch Ateliers, Galerien und Werkstätten
- September/Oktober: Oktoberfest in Burbach
- Oktober: Intermarionett (Marionettentheater-Festival)
- November: 3. Donnerstag im November: Beaujolais Primeur Fest, St. Johanner Markt
- November/Dezember: Afrikanische Filmtage
- 1. Adventswochenende: Alt-Saarbrücker Weihnachtsmarkt um das Schloss
- November/Dezember: Christkindl-Markt auf dem St. Johanner Markt

### Sport und Vereine

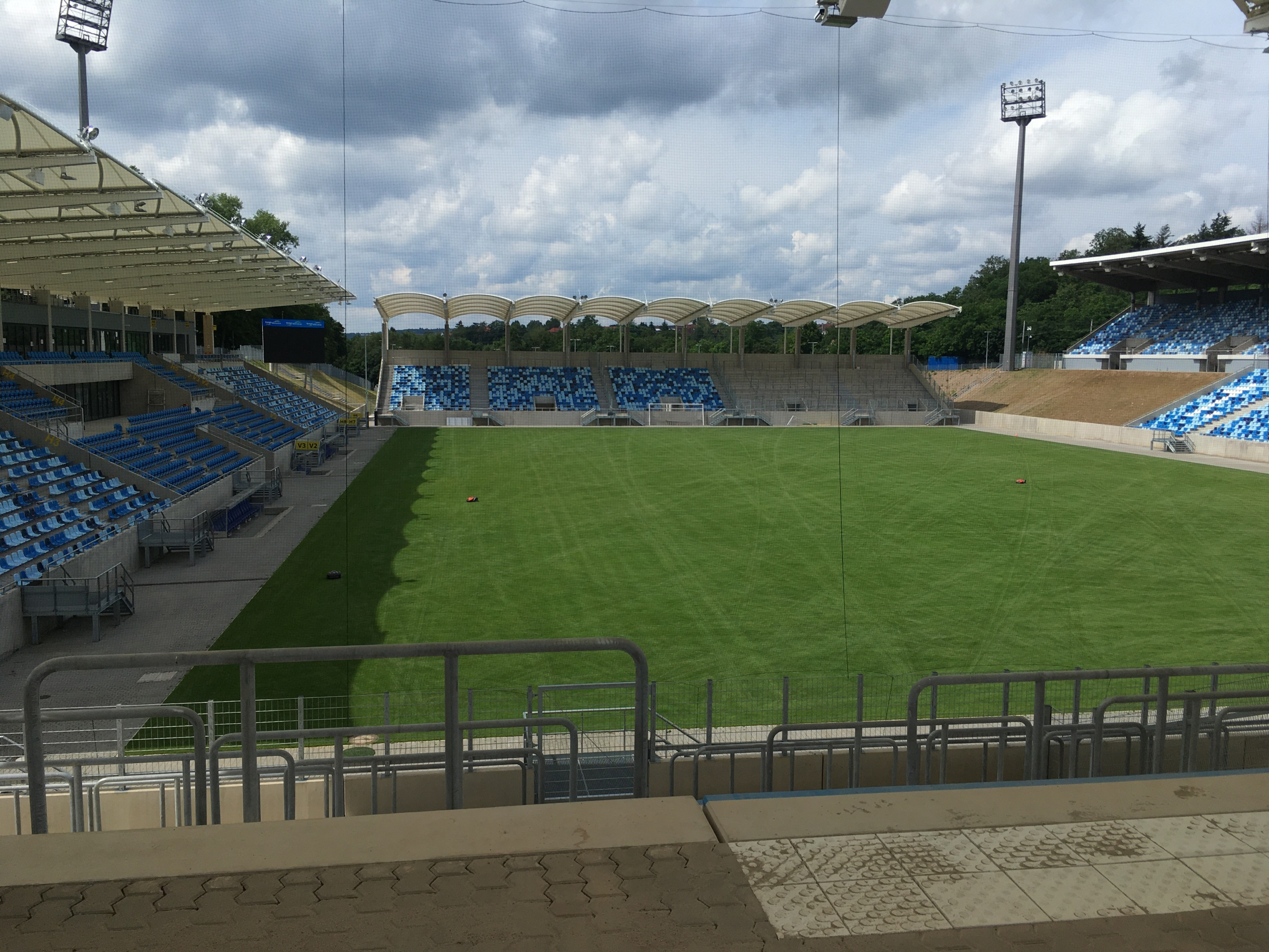
Ludwigsparkstadion

#### Fußball
Bekanntester Fußballverein Saarbrückens und des Saarlands ist der derzeitige Drittligist 1. FC Saarbrücken. Er spielte insgesamt fünf Spielzeiten in der Fußball-Bundesliga: 1963/64, 1976–1978, 1985/86 und 1992/93, weitere 19 Spielzeiten in der 2. Bundesliga. Austragungsort der Heimspiele ist das Ludwigsparkstadion. Da dieses zwischenzeitlich umgebaut wurde, trug der FCS seine Heimspiele ab 2016 im Völklinger Hermann-Neuberger-Stadion als Ausweichspielstätte aus. Im September 2020 erfolgte die Rückkehr. Die Frauenmannschaft des 1. FC Saarbrücken spielte in den Saisons 2009/10 und 2010/11 zum vierten Mal in der 1. Bundesliga der Frauen (nach den Saisons 1997/98 bis 2001/02, 2003/04 und 2007/08).
Der Saarländische Fußballverband ist (ebenso wie der Saarländische Turnerbund und viele weitere Sportfachverbände in Saarbrücken) in der Hermann-Neuberger-Sportschule angesiedelt. Diese wird vom Landessportverband für das Saarland betrieben.

#### Sonstige Sportarten
- In Saarbrücken befindet sich ein Standort des Olympiastützpunktes Rheinland-Pfalz/Saarland für die Sportarten Badminton, Leichtathletik, Ringen, Rudern, Schwimmen und Triathlon.
- Die Saarland Hurricanes (American Football) wurden 1996 durch eine Fusion der Dillingen Steelhawks und Saarbrücken Wölfe gegründet. Sie spielten von 1997 bis 2000 und von 2008 bis 2010 in der 2. Bundesliga (GFL2), sind 2000 und 2010 jeweils als Meister in die GFL aufgestiegen. Der größte Erfolg der Vereinsgeschichte war der Gewinn der Deutschen Meisterschaft mit der A-Jugend 2013.
- Der Turnerbund St. Johann von 1847 e. V. Saarbrücken besteht seit 1847 und ist ein Mehrspartenverein mit 17 Abteilungen. Er betreibt sowohl Breiten- als auch den Leistungssport.
- Der 1. BC Bischmisheim spielt in der 1. Badminton-Bundesliga, wo er bereits mehrfach (2006–2010, 2015–2016, 2018–2021) den deutschen Meistertitel erringen konnte.
- Die Badminton World Federation unterhält eines von weltweit drei Trainingszentren in Saarbrücken.
- Der ATSV Saarbrücken spielte in den 1980er Jahren und zu Beginn der 1990er Jahre in den Tischtennis-Bundesligen der Damen und Herren und wurde mehrfach Deutscher Mannschaftsmeister. Seit dem Aufstieg im Jahr 2009 ist Saarbrücken durch die Herrenmannschaft des 1. FC Saarbrücken-Tischtennis wieder in der Deutschen Tischtennis-Bundesliga vertreten und wurde 2020 Deutscher Meister.

#### Karnevals- und andere Vereine
- Mir sin do, Saarbrücker Karnevalsgesellschaft, gegründet 1890, und M’r sin nit so, Saarbrücker Karnevalsgesellschaft, gegründet 1856 sowie Die Nassauer Großsaarbrücker Karnevalsgesellschaft, gegründet 1980.
- Der Historische Verein für die Saargegend (HV), gegründet 1839, mit Sitz in Saarbrücken ist der älteste und mit rund 800 Mitgliedern der größte wissenschaftliche Geschichtsverein der Region. Er ist ein gemeinnütziger Verein, dessen Mitglieder sich für die Geschichte des Saarlandes sowie der angrenzenden Regionen interessieren und diese ebenso erforschen. Der HV möchte zugleich Geschichte allgemein verständlich vermitteln. Vielfältige Aktivitäten kennzeichnen seine Arbeit: Veröffentlichungen (Zeitschrift für die Geschichte der Saargegend und saargeschichte/n) – Tagungen – Bibliothek und Sammlungen – verschiedene Vortragsreihen – Abiturpreis. Der HV nimmt gesellschaftspolitischen Einfluss auf die historische Kultur des Saarlandes. Er äußert sich öffentlich zum regionalen Denkmalschutz und anderen historisch bedingten Fragen kultureller Identität.[104]
- Der Verein Geographie ohne Grenzen ist gleichzeitig die Geographische Gesellschaft zu Saarbrücken. Er organisiert Führungen durch Saarbrücken, das Saarland, das grenznahe Frankreich und Luxemburg (Region Saar-Lor-Lux) zu speziellen Themen unter fachkundiger Leitung für interessierte Bürger. Die Stadtrundgänge, die nicht nur die klassischen Sehenswürdigkeiten der Stadt, sondern auch abseits der bekannten Wege Besonderheiten und Hintergründe zeigen, werden durch Vorträge während der Wintermonate ergänzt.[105]

## Persönlichkeiten

### Söhne und Töchter der Stadt sowie weitere Persönlichkeiten
Berühmte Persönlichkeiten aus Saarbrücken sind unter anderem der ehemalige rheinland-pfälzische Ministerpräsident Peter Altmeier, der Regisseur Max Ophüls, der Bundesinnen- und -außenminister Gerhard Schröder sowie die Sängerinnen Sandra und Nicole.

## Stadtsage: Der geizige Bäcker

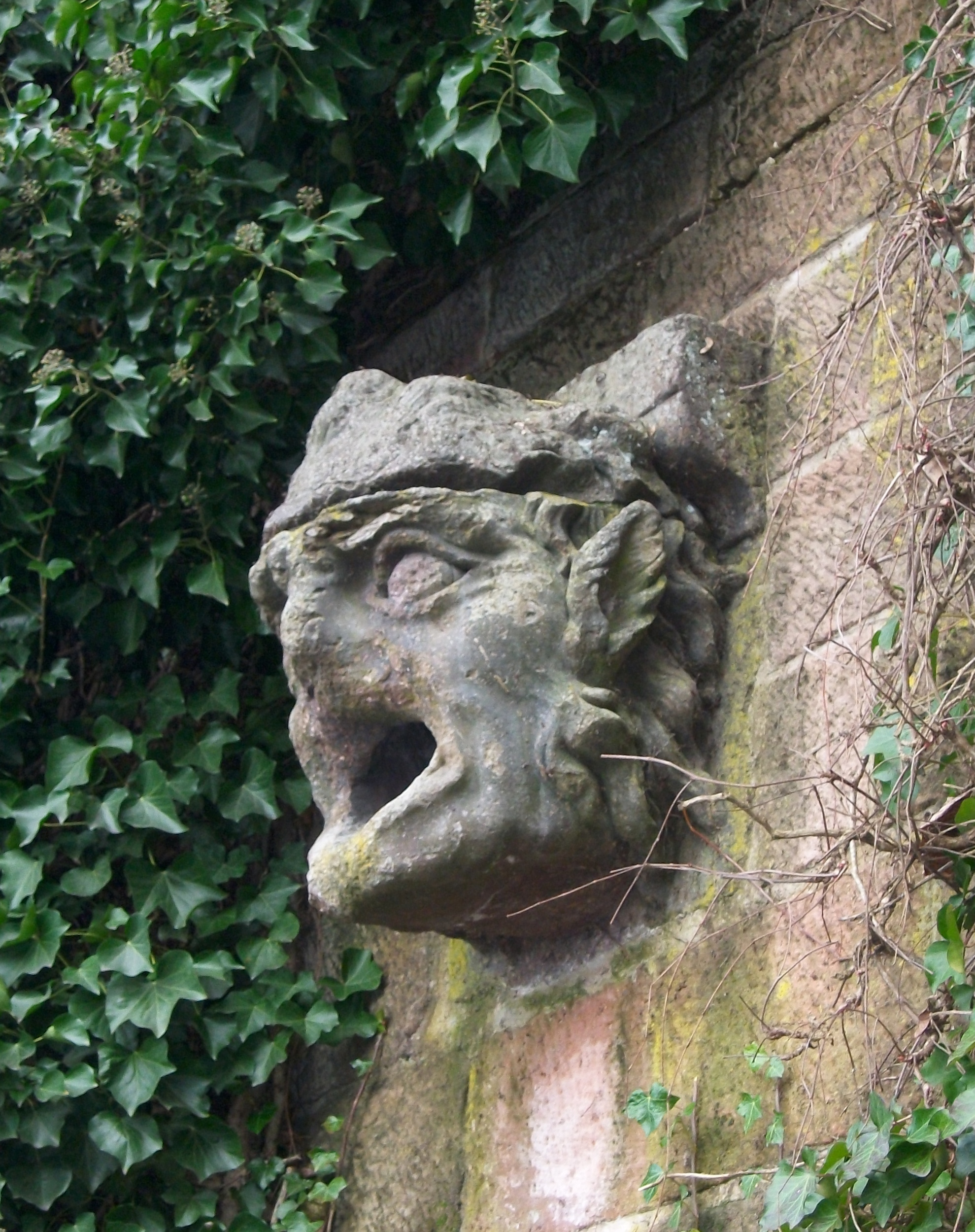
Der geizige Bäcker an der Schlossmauer

An der Schlossmauer in Saarbrücken befindet sich die steinerne Fratze eines Wasserspeiers. Der Sage nach soll es sich um die Kopfdarstellung eines reichen, aber geizigen Saarbrücker Bäckers handeln, der die Armen während einer schlimmen Hungersnot schroff zurückwies. Dieser war bekannt für seine Hartherzigkeit. Selbst in schlimmen Zeiten, als viele Saarbrücker Bürger arm waren und hungerten, gab er kein Stück Brot ohne Bezahlung heraus. Nach der Sage war er der einzige Bäcker weit und breit und die Menschen waren auf ihn angewiesen. Er soll gesagt haben „Kein Brot ohne Geld“. Die Saarbrücker Gräfin hörte davon, verkleidete sich als Bettlerin und wurde ebenfalls unbarmherzig abgewiesen. Zur Strafe und Abschreckung veranlasste sie, dass der Kopf des geizigen Bäckers als Schandmaske an der alten Brücke angebracht wurde, wo sie nun zum großen Vergnügen der Saarbrücker Bürger durch den weit geöffneten Mund das Schmutzwasser in die Saar speien musste. Der Bäcker sollte gut erkennbar sein und der „geizige Charakter“ sollte zum Ausdruck kommen. Später versetzte man die Fratze an die Schlossmauer des Saarbrücker Schlosses.

## In den Medien
Saarbrücken ist seit 1970 Schauplatz und Drehort für Folgen der Krimiserie Tatort der ARD. Diese hat nach Ansicht des Medienmanagers Martin Hoffmann neben dem Max Ophüls Preis mit dazu beigetragen, „dass Saarbrücken als Stätte moderner, junger Fernseh- und Filmkultur wahrgenommen wird“.
Es waren folgende Ermittler im Team Saarbrücken im Einsatz:
- Dieter Eppler als Peter Liersdahl (1970–1973),
- Manfred Heidmann als Horst Schäfermann (1977–1984),
- Jochen Senf als Max Palu (1988–2005, siehe Salü Palu),
- Maximilian Brückner als Franz Kappl und Gregor Weber als Stefan Deininger (2006–2012, siehe Kappl und Deininger),
- Devid Striesow als Jens Stellbrink und Elisabeth Brück als Lisa Marx (2013–2019, siehe Stellbrink und Marx), sowie
- Daniel Sträßer als Adam Schürk und Vladimir Burlakov als Leo Hölzer (seit 2020, siehe Schürk und Hölzer).